# Fotografie v Norsku

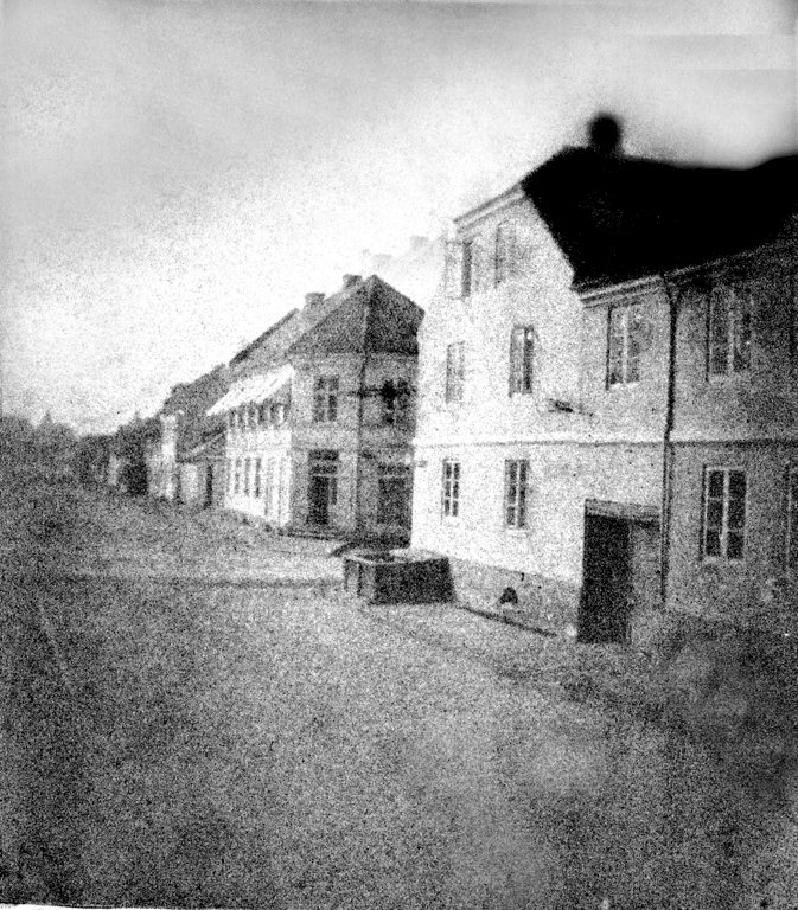
Hans Thøger Winther: ulice v Oslo, 1840, jedna z prvních norských fotografií

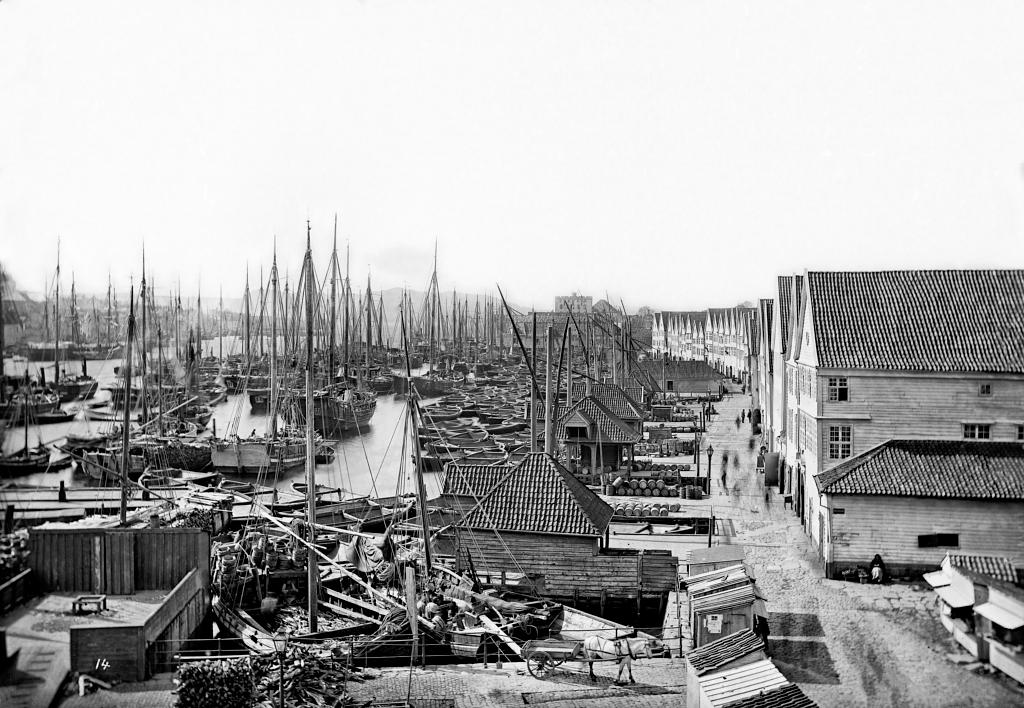
Knud Knudsen: Bryggen v Bergenu, 1866

Jako v mnoha zemích byl vývoj techniky, řemesla a umění fotografie v Norsku mimo jiné důsledkem změny technologie, zlepšování ekonomických podmínek a míry uznání fotografie jako svéprávné formy umění.

## Historie

### Raná historie
První norská fotografie je datována rokem 1839, kdy Hans Thøger Winther přivezl svůj první fotoaparát. Nejstarší dochovaná fotografie je jeden z jeho prvních snímků z roku 1840. Daguerrotypie se rozšířila ve čtyřicátých letech, kdy si mnoho pionýrských fotografů otevíralo ve větších městech ateliéry zaměřené především na portrétní fotografii. Do menších obcí fotografové přicházeli s mobilním zařízením. Mezi fotografy byl významný podíl žen. Thøger Winther publikoval množství novinových článků na téma fotografie a nakonec v roce 1845 i knihu fotografických návodů.
Významnou pozici zaujímá v norské fotografii také krajinářská fotografie, která zde zapustila kořeny okolo roku 1860. Marcus Selmer je považován za jednoho z prvních krajinářů, ale nejsystematičtější úsilí cestování a fotografování krajiny věnovali Knud Knudsen a Švéd Axel Lindahl. Na rozdíl od mnoha svých současných fotografů, kteří zdůrazňovali dramatický charakter norské krajiny, Lindahl hledal především harmonii a estetiku.
Za průkopníka krajinářské fotografie se považuje také Per Adolf Thorén. Své fotografické začátky započal prací v Bergenu. Hodně cestoval po zemi a později založil vlastní studio v Christianii, Sandefjordu a Göteborgu. V Christianii měl studia na několika různých místech, včetně brány Karl Johans gate.
Krajinářské fotografii se od roku 1870 věnoval také malíř malíř marin Edvard Skari, známé jsou jeho snímky norských vodopádů.
Christian Olsen byl dánský portrétní malíř, kreslíř a fotograf aktivní v Norsku od roku 1839. V roce 1856 založil fotoateliér v Christianii spolu s kolegou Carlem Christianem Wischmannem. Od roku 1860 spolu s Marií Thomsen provozovali společnou firmu Olsen & Thomsen a o šest let později měl vlastní samostatný fotoatelier. Od počátku šedesátých let působila jako učeň v ateliéru Olsen & Thomsen Mimi Frellsen. Dne 17. května 1865 získala archív fotografických desek a studio na adrese Nedre Slottsgate v Oslu, které patřilo fotografce Marie Thomsenové. Ten den oznámila P. Marie Thomsen ukončení své fotografické činnosti. Thomsen inzerovala v několika novinách, že předala fotoateliér s celým archivem negativních desek své učednici Mimi Frellsenové. Thomsen doporučila všem svým bývalým zákazníkům služby této kvalifikované učednice. Od roku 1879 přestěhovala své studio do ulice Grensen v Oslu, kde se specializovala na fotografování dětí a zvířat. V roce 1881 jí církevní ministerstvo ocenilo celkem 300 korunami za udržování odkazu Cecilie Schous, aby mohla pořídit další vybavení pro své fotografické studio.
V Norsku byl velký podíl žen – fotografek, které v Norsku zakládaly fotografická studia. Růst byl umožněn změnou zákona v roce 1866, která umožnila ženám podnikat. Encyklopedie fotografie devatenáctého století novou skupinou fotografek pohrdá, ale o několika se zmiňuje. Mezi ně patří Marie Høeg s Bolettou Berg v Hortenu, Augusta Charlotte Solberg v Lillehammeru, Louise Wold v Holmestrandu, Louise Abel v Christianii nebo Agnes Nyblin a Hulda Marie Bentzen v Bergenu.
Na konci 19. století provozovaly fotografické studio Berg & Høeg fotografky Marie Høeg a Bolette Berg. Høeg byla nejen fotografka, ale také sufražetka. Její publikovaná práce byla tradiční, zatímco její soukromé fotografie, včetně obrazů a vytvořených s její partnerkou Bolette Berg, zpochybňovala rodové myšlenky. Byla zakladatelkou Diskusní asociace v Hortenu, která je dodnes aktivní. Høeg také založila v Hortenu pobočku Národní asociace pro právo žen na hlasování nebo Asociaci pro léčbu tuberkulózy. Høeg se přestěhovala z Finska do Hortenu v roce 1895 společně s Bolettou Berg. Berg byla o pět let mladší než Høeg a studovala fotografii, pravděpodobně během pobytu ve Finsku. Høeg a Berg založily a provozovaly vlastní fotografické studio, které se jmenovalo Berg & Høeg. Høeg využívala své studio nejen pro fotografii, ale také jako místo setkávání žen se zájmem o feminismus a ženské volební právo. Høeg a Berg se přestěhovaly do Kristianie (dnešního Osla) v roce 1903 a pokračovaly v práci profesionálních fotografek, většinou vyráběly scénické a portrétní pohlednice. Mnoho jejích skleněných negativů bylo objeveno po její smrti v 80. letech uvnitř stodoly. Stodola byla ve vlastnictví farmy, kde Berg a Høeg bydlely na konci svého života. Série negativů v krabici označené jako „soukromé“ obsahovala fotografie Berg a Høeg oblečené v pánských šatech, během kouření doutníků a nošení knírů.
V rámci svého působení jako paní „hoffmeisterová“ pro královnu Maud z Walesu fotografovala Marie Magdalena Rustad.
Agnes Nyblin začala podnikat v Bergenu se svým manželem, ale ten zemřel již v roce 1894. Podnikala sama až do roku 1911, provozovala studio s názvem „K. Nyblin“. Byla vybrána jako policejní fotografka v roce 1897. Fotografovala mimo jiné na hudebním festivalu v roce 1898 a zaznamenala setkání mnoha předních dánských skladatelů a hudebníků.
Ve městě Moss si 15. července 1891 založila vlastní ateliér Karen Bratli, aby zajistila rodině dostatek finančních příjmů po smrti svého otce. V roce 1893 koupila archiv od fotografky Charlotty Abel, která také pracovala v Mossu. Fotografka Bratli žila v Mossu se svou sestrou Albertou Bratli (1862–1906), také fotografkou, která své snímky označovala K. Bratli, Skien, což naznačuje, že ve fotografování byla také aktivní. Ateliér po Karen převzal 1. dubna 1909 fotograf Heinrich Adolf Christel Theodor Bachmann.
Karl Anderson byl norský fotograf narozený ve Švédsku, který provozoval fotografické studio v Oslu. Od Dánské fotografické společnosti získal v roce 1901 medaili a o dva roky později se stal dvorním fotografem.
Další švédský fotograf Axel Leverin od roku 1886 provozoval Leverin vlastní fotoatelier a obchod na adrese Karl Johans gate 15 v Oslu. Bjørnstjerne Bjørnson napsal v roce 1892 zprávu xylografem Gustavovi Emilu Holterovi, že Leverin byl ten, kdo jej v poslední době zaujal nejlepším portrétem. V roce 1894 také fotografoval básníka Henrika Ibsena v centru Osla na Victoria Terrasse.
V roce 1894 Leverin založil první fotografické zájmové sdružení v Norsku. Na konci 90. let 20. století založil pobočky v Haldenu a Fredrikstadu.
Gustav Borgen je známý svými portréty mnoha prominentních Norů z období 1891–1922, včetně norského krále Haakona VII, Henrika Ibsena a Bjørnstjerne Bjørnsona, a četných ministrů vlády, členů parlamentu, spisovatelů a umělců a členů horních měšťanských rodin. Jeho sbírka asi 60 000 fotografií je ve veřejné sféře a byla zpřístupněna společností Digitalt Museum (Digitální muzeum).
Wilhelm Peder Daniel Cappelen byl norský fotograf a farmaceut a v letech 1864–1868 v Christianii provozoval fotografické studio označené Kongens Gade 13, Maler Bings Gaard, lige overfor Athenæum (s výhledem na Athenæum) a používal název Wilh. Cappelen s titulem „Bakalář farmacie & fotograf“ na jedné ze svých vizitek, které patří do sbírek univerzitní knihovny v Bergenu.
Narve Skarpmoen se specializoval na novinářskou fotografii a fotografii přírody. Na začátku 20. století si fotografie postupně nacházely místo v novinách. Skarpmoen byl průkopníkem v této oblasti a byl jedním z prvních fotografů, kteří publikovali aktuální zpravodajské snímky v norských novinách. Jeho první fotografie byla publikována v novinách Aftenposten 16. září 1903. Již v roce 1902 dodával Skarpmoen aktuální fotografie z Norska švédskému týdeníku Hvar 8 dag. Skarpmoen pokračoval ve fotografování aktuálních událostí pro noviny a časopisy po celý zbytek své kariéry. Skarpmoen dokumentoval chudobu v Kristianii kolem roku 1910 pomocí řady obrázků. Fotografie jsou přímé a ukazují, že fotograf má sympatie k lidem, kteří žili v nevhodných podmínkách. Zastával mnoho významných pozic ve fotografických organizacích, včetně toho, že byl členem správní rady Norského fotografického národního svazu a předsedou Fotografické asociace v Oslu.
Hans Krum zůstal v zahraničí na několik let (hlavně v Kodani a v Německu) a naučil se praktikovat daguerrotypii. Započal fotografické podnikání ve velké Británii jako putovní daguerrotypista, asi roku 1851 a byl jedním z prvních, kdo fotografoval v Severním Norsku. Od roku 1852 fotografoval v Bergenu, kde byl krátkou dobu a spolupracoval s Carlem Christianem Wischmannem jako „Wischmann a Krum“. V roce 1853 začal fotografovat v Trondheimu a od roku 1854 se zde usadil. Jeho první studio bylo na adrese Munkhaugveita č. p. 3, předtím, než ho v roce 1865 přestěhoval do nových prostor na Nordre gate č. p. 6. Z Wischmannových nejznámějších fotografií jsou nejspíše tři portréty básníka Ivara Aasena pořízené mezi lety 1871 a 1884. V roce 1853 se Wischmann usadil v Christianii a provozoval ve městě ateliér až do své smrti v roce 1894.
Daniel Georg Nyblin, norský fotograf a herec v Christiania Theater je známý zejména svými portréty, mimo jiné Henrika Ibsena. Velká část jeho archivu je ve sbírce věznice Botsfengselet, kde fotografoval více než 10 000 vězňů jako tzv. „detektivní fotograf“. Nyblin měl studio v Christianii od roku 1866, první na ulici Skippergata a později na adrese Karl den 12tes Gade. Po jeho smrti převzala společnosti jeho ovdovělá žena, o několik let později jejich syn Georg Andreas.
Další fotograf, který byl nejdříve hercem v Bergenu a v Oslu byl Harald Andreas Nielsen a fotografi se začal věnovat asi deset let později než Nyblin. Nilesen měl s herečkou Fredrikke Jensen deset dětí. Koupil Rostadovo fotografické studio na Prinsens gate 3 na Turnhallen v Trondheimu, a převzal pravděpodobně také jeho negativy na skleněných deskách. Zde pracoval společně s fotografem Mironem Bronisławem Omentou pod názvem společnosti „Nielsen & Omenta”. Od roku 1874 měl Harald Nielsen fotoatelier v „Stadthamborggaarden” v Dronningens gate 27, na rohu St. Olavs gate v Trondheimu. V roce 1876 doprovázel svou ženu zpět do Bergenu, kde byla zaměstnána jako první dáma souboru při zřízení Národní scény Den Nationale Scene. Pak získal fotoateliér na adrese Kortpillsmuget, kde působil jako portrétní fotograf do roku 1881.
Louise Engen byla fotografka, feministka a politička. V roce 1893 začala vést svůj vlastní ateliér a obchod na adrese Storgata 46 v Bodø, ve kterém jí pomáhala její sestra. Její fotografická studia byla zničena během bombardování města dne 27. května 1940, zničeno bylo také všechno fotografické vybavení. Od roku 1945 již nebyla aktivní fotografkou. Její soukromá fotosbírka, pozitivy rodinného charakteru, byla zachována, část fotografií vlastní Nordlandsmuseet a národní Knihovna.
Mathias Hansen byl norský fotograf působící na švédském dvoru, kolem roku 1860 měl své fotografické studio ve Stockholmu. Portrétoval například švédského krále Karla XV.
Claus Peter Knudsen je považován za prvního fotografa v Ålesundu. V roce 1860 přišel do Christianie (Oslo) a za nějaký čas otevřel vlastní fotoatelier na Drammensveien a později na adrese Stortingsgata. Fotografoval také ve Stavangeru.
Johan von der Fehr v roce 1853 krátkou dobu pracoval jako daguerrotypista v Bergenu, ale znovu se tam vrátil na počátku šedesátých let. Po nějaký čas řídil studio Brødr. Larms spolu se svým synem Johanem.
Marthinius Skøien fotografoval v Christianii a často měnil adresu svého podnikání. Dlouhou dobu byl také v Lofthus v Hardangeru. V roce 1896 koupil nemovitost v Adamstuenu v Ullevålsveien a místo nazval „Skøienlund“. Ve Skøienlundu postavil velké studio a sám zde prováděl veškeré tiskařské práce. Nafotografoval sérii krajinných obrazů a nabízel nejméně 234 předmětů prodávaných prostřednictvím knihkupectví a určených pro turisty. Společnost Skøien jako první zřídila v Norsku závod na tisk pohlednic. Střídavě fotografoval v Christianii a Lofthusu, existují datované obrázky z Lofthusu z roku 1883. Rovněž získal velkoformátové negativy B. Schrödera z Lofthusu.
Olaf Martin Peder Væring od konce šedesátých let do začátku let osmdesátých pracoval v Sarpsborgu, pak znovu v Kristianii, kde provozoval několik různých studií. Specializoval se na uměleckou fotografii, fotografoval vikingskou loď Gokstad pro Univerzitu Oldsaksamling a provozoval umělecké vydavatelství. Společnost, která stále existuje, řídil jeho vnuk, Ragnvald Væring (1884–1960). Po Væringově smrti v roce 1906 firmu zdědila jeho dcera Ragnhild, ale její synovec, fotograf Ragnvald Væring, měl už převzané vedení a stal se jejím zaměstnancem. Když se v roce 1907 provdala za Karla Teigena (15. listopadu 1884 – 16. prosince 1969), z firmy odešla a Karl přišel na její místo. Karl vedl firmu spolu s Ragnvaldem až do roku 1936, kdy odešel v důsledku špatné spolupráce. Poté, co byl od roku 1947 učedníkem a zaměstnancem ve společnosti Per Petersson, převzal v roce 1959 firmu po Ragnvaldu Væringovi. Per Petersson pokračoval v práci na fotografování produkce norských výtvarných umělců a je zodpovědný za velké části barevných fotografií v archivu. Společnost stále funguje i v současnosti (2019), fotografa Per Peterssona nahradila jeho dcera Ingrid Elisabeth Petersson Nørstenæs, provozuje fotografickou agenturu, a poskytuje fotografie do různých publikací po celém světě.
Christian Gihbsson byl švédský fotograf působící v Norsku. Nejdříve koupil firmu Rasmuse Ovesense, která se nacházela na adrese Kongens Gade 13 v Christianii a byla známá jako Ovesens Eft. Gihbsson byl jedním ze zakladatelů Fotografické unie v roce 1894 a jejím prvním předsedou. Asi od roku 1891 měl prostor v Carl Johans Gade 19, o několik let později se přestěhoval do č.p. 35. V roce 1898 prodal Gihbsson podnikání Ludvigu Forbechovi, a o dva roky později odešel do Finska. Do roku 1902 byl zaměstnán jako fotograf v Ateliéru Apollo v Helsinkách.
Ludvig Forbech vlastnil studia v Drammenu a Christianii a specializoval se na portréty. Od roku 1891 do roku 1898 žil ve Finsku, kde vedl fotografický podnik. Když se v roce 1898 vrátil do Norska, převzal obchod na adrese Karl Johans gate 35 od fotografa Christiana Gihbssona. Fotografoval celou řadu významných osobností své doby, například pořídil první krále Haakona v roce 1905.
Christoffer Gade Rude měl fotografický ateliér v Drammenu od roku 1865 až do své smrti. Kromě toho provozoval pobočku v Christianii. Firmu po jeho smrti převzal jeho syn fotograf Ernest Rude.
Andreas Mathias Anderssen působil jako portrétní a reklamní fotograf v letech 1875–1907 v Sogn a Fjordane, Møre a Romsdal a Hordalandu. Během osmdesátých a devadesátých let pracoval Andreas Mathias Anderssen pro Mathiase Askevolda, který shromažďoval obrazy slavných kulturních osobností té doby. Askevolda kolekce zahrnuje hlavně takové typy umění, jako jsou malby, dřevoryty a litografie. Anderssen byl pověřen nafotografováním reprodukcí celé sbírky. Anderssenovy reprodukce jsou dnes ve Sbírce obrazů, Univerzitní knihovně v Bergenu ve formě osmi velkých alb pojmenované jako Norsk Forfatter-Galleri a Norsk Kunstner-Galleri.
Caroline Colditz provozovala vlastní ateliér v Christianii. Na první fotografické výstavě v Christianii v roce 1900 vystavovala „Obrázky zasněžené krajiny, obrázky v exteriéru i obrázky interiéru”.

### Zahraniční autoři v 19. století
Peter Petersen (fotograf) byl dánsko-norský fotograf pracující pro geografickou společnost Norges geografiske oppmåling (NGO). Od roku 1862 pracoval jako portrétní fotograf v Kristianii. Pro NGO vyvinul nové metody pro reprodukci map.
Další zahraniční fotograf působící jako jeden z prvních profesionálů v Norsku byl Polák Ludwik Szaciński. Díky svému talentu a dovednostem navazování kontaktů se rychle stal nejžádanějším fotografem v Christianii. Ludwik Szaciński se zasloužil o založení Norské fotografické společnosti a odborového svazu fotografů, jehož byl předsedou. V roce 1882 mu bylo uděleno norské občanství. V roce 1888 byl jmenován královským dvorním fotografem. Ve svém ateliéru na ulici Karl Johansgata 4 fotografoval mimo jiné také královskou rodinu, švédskou aristokracii nebo umělce. Mezi jeho studenty patřil také dvorní fotograf pocházející ze Švédska Karl Anderson. Szaciński také spolupracoval s policií, pro kterou pořizoval portréty zadržených prostitutek.
Johannes Petter Lindegaard byl dánský fotograf, který se přistěhoval za prací do Norska. Od roku 1860 měl firmu v Christianii, nejprve na Kongens gate 12 a od roku 1879 na adrese Tollbugata 22. Nejprve vystudoval stavební školu a malířství v Kodani, poté navštěvovala školu kreslení na stejném místě. Od roku 1851 bydlel asi 10 let v Austrálii a nejprve se živil jako tesař, poté jako fotograf. Mezi Lindegaardovy studenty patří Severin Worm-Petersen, který se naučil proces daguerrotypie, metodu, která se později přestala používat.
Dalším dánským fotografem byl Frederik Klem, který se v roce 1865 stal členem Fotografického spolku, prvního dánského fotografického sdružení. V Dánsku však nezůstal dlouho a již následující rok byl zpět v Norsku, kde otevřel studio v Christianii na adrese Universitetsgaten 6. Také převzal negativní desky dánského fotografa Carla Christiana Wischmanna. Klem byl v roce 1882 zakládajícím členem Fotografické společnosti v Christianii a byl místopředsedou sdružení. Toto byla první organizace norských fotografů. Frederik Klem provozoval svou fotografickou činnost až do roku 1891, ve kterém převzal jeho studio Gustav Borgen a provozoval jej pod jménem Fr. Klems Eftfg.
Severin Worm-Petersen se naučil řemeslo jako mladý učeň u dánského fotografa Johannese Pettera Lindegaarda, který měl ateliér v Christianii. Worm-Petersenovi bylo pouhých 15 let, když začal s učením a získal dobré a důkladné vzdělání. Včetně školení v daguerrotypii, v metodě, která o několik let později zastarala. V roce 1877 otevřel Worm-Petersen vlastní fotoateliér se specializací na portrétní fotografie. Kromě toho fotografoval také jiná témata, z velké části působil jako novinářský fotograf. V roce 1880 fotografoval odhalení sochy Kristiána IV. Dánského na Stortorvet v Christianii, v roce 1881 odhalení sochy spisovatele Henrika Wergelanda v parku Studenterlunden. Když se v roce 1896 polárník Fridtjof Nansen vrátil do Norska z expedice Fram, dokumentoval Worm-Petersen recepci v Christianii. Dokumentoval události v souvislosti s rozpadem unie, a to jak královu inauguraci, tak i události dní, které následovaly. Byl přítomen a fotografoval během přísahy norského krále Haakona VII. v parlamentu 27. listopadu. Worm-Petersen byl u vzniku asociace Norges Fotografforbund (Norská asociace fotografů), která byla založena 6. prosince 1894. Na výroční valné hromadě o dva roky později byl zvolen jejím předsedou a tuto pozici zastával 10 let.
Daniel Nyblin byl finský fotograf norského původu. Po studiu v norských geografických průzkumných fotografických studiích v Kristianii a v Drammenu se v roce 1875 Daniel Nyblin přestěhoval do Helsinek, kde byl zaměstnán fotografem Charlesem Riisem. V roce 1877 Nyblin založil vlastní fotografické studio. Později založil pobočky ve Vyborgu, Turku, Pori a Vase. Nyblin také prodával amatérským fotografům fotoaparáty a fotografické vybavení. To se stávalo v 80. letech 19. století stále více běžnější a dostupnější. V roce 1889 byl jedním z iniciátorů Klubu amatérských fotografů v Helsinkách, kde se aktivně účastnil jako lektor a přednášející. Kromě portrétů a některých krajinnářských fotografií vytvořil také fotografické reprodukce uměleckých děl. Fotografoval také divadelní představení. V roce 1903 byl organizátorem první výstavy fotografií ve finské národní galerii Ateneum, které se zúčastnili jak profesionální tak i amatérští fotografové. Od roku 1901 byl redaktorem časopisu Klubu amatérských fotografů Fotografiska Allehanda až do jeho uzavření v roce 1905 a poté pokračoval v roce 1906–10 vlastním časopisem Nyblins magasin / Nyblinin tietolipas.

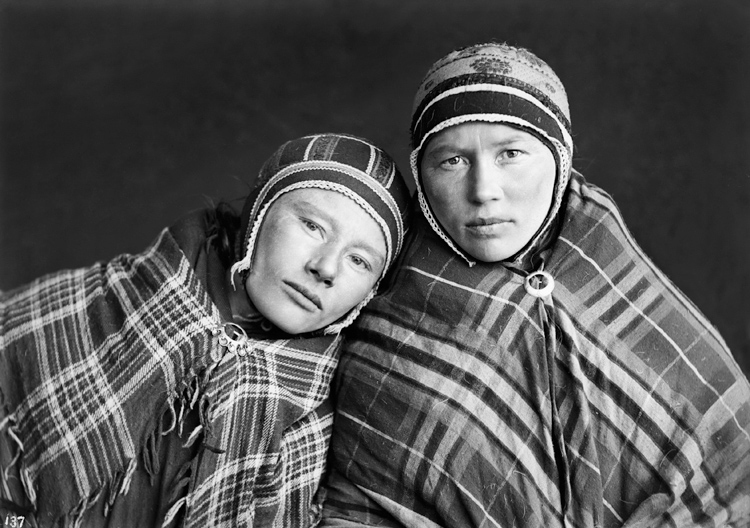
Sophus Tromholt: Portrét dvou dívek národu Sámů, Kautokeino 1882/1883

Sophus Tromholt byl dánský badatel, učitel, astrofyzik a kvalifikovaný amatérský fotograf. Je považován za jednoho z průkopníků norské etnografické fotografie. Během svého pobytu v severním Norsku fotografoval – kromě vědeckého projektu – krajinu a národ Sámů. Jeho charakterové portréty Sámů jsou umělecky vysoce kvalitní jako etnografické fotografie. Sbírku fotografií vlastní knihovna Bergenské univerzity, speciální sbírka se skládá z 231 negativů na skle a 189 albuminových tisků v portfoliu: Sophus Tromholt: Billeder fra Lappernes Land. Tableaux du Pays des Lapons, 1883.
Ole Tobias Olsen je známý jako norský lektor, fotograf, žalmista, sběratel lidových melodií, varhaník, kněz a inženýr – otec projektu Nordlandsbanen, což je nejdelší železniční trať v Norsku mezi městy Trondheim a Bodø. Byl všestranným fotografem a je autorem stovek fotografií. Pořizoval fotokopie uměleckých děl i snímků jiných autorů. Sám dokumentoval život v komunitách, portrétoval muže, ženy i děti ve studiu, dělal i skupinové fotografie. Fotografoval ulice měst i krajinu.
Polák Miron Bronislaw Omenta se zúčastnil Lednového povstání v Polsku v roce 1863, a byl vážně zraněn s následky na celý život. Přišel o jednu nohu a musel kulhat s dřevěnou protézou. Své první fotografické studio zřídil na adrese Kongens gate 15, Trondheim. Dne 26. listopadu 1864 zveřejnil inzerát v novinách Adresseavisen, ve kterém psal, že lidé obou pohlaví v národních a lidových krojích, dělníci a řemeslníci v pracovním obleku a se svými nástroji, ve skupinách i jednotlivě, jsou žádáni, aby přišli do mého fotografického studia, kde budou vyfotografováni a obdrží kopii obrázku, bez jakákoli platby. PS: Nabídka zdarma trvá pouze 1 měsíc. Kongens Gade, Bundtmager Wolters Gaard. Miron B. Omenta. V roce 1870 vstoupil do partnerství s bývalým hercem a divadelníkem Haraldem Nielsenem, a spolupracovali ve společnosti se jménem „Nielsen & Omenta“. Měli studio v „Stadthamborggaardenu“ na Dronningens gate 27, na rohu St. Olavs gate. Ještě předtím, než se v roce 1876 Nielsen rozhodl přestěhovat do Bergenu, firmu rozdělili. Miron Bronisław Omenta provozoval vlastní studio a obchod na Prinsens gate 21, a také na krátkou dobu uzavřel partnerství s fotografem Christensenem [= neidentifikovaný], pod firmou „Christensen & Omenta“. V roce 1878 publikoval Omenta inzerát, ve kterém oznamoval čtenářům, že on jako fotograf – profesionál čelí jakémukoli počasí i větru.

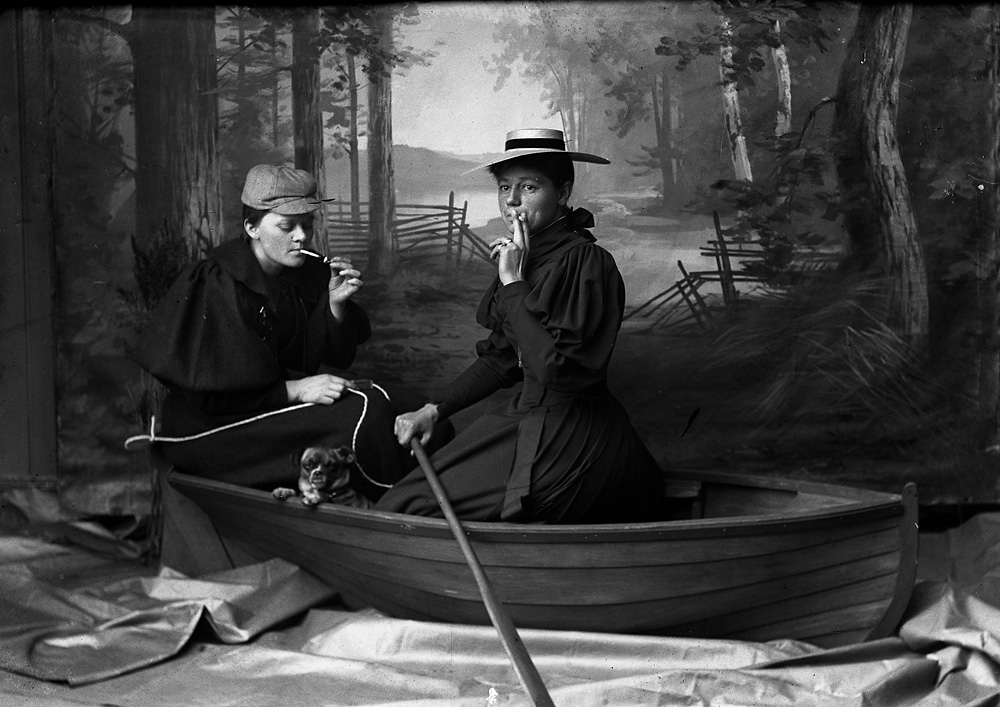
Marie Høeg a Bolette Berg (Berg & Høeg)
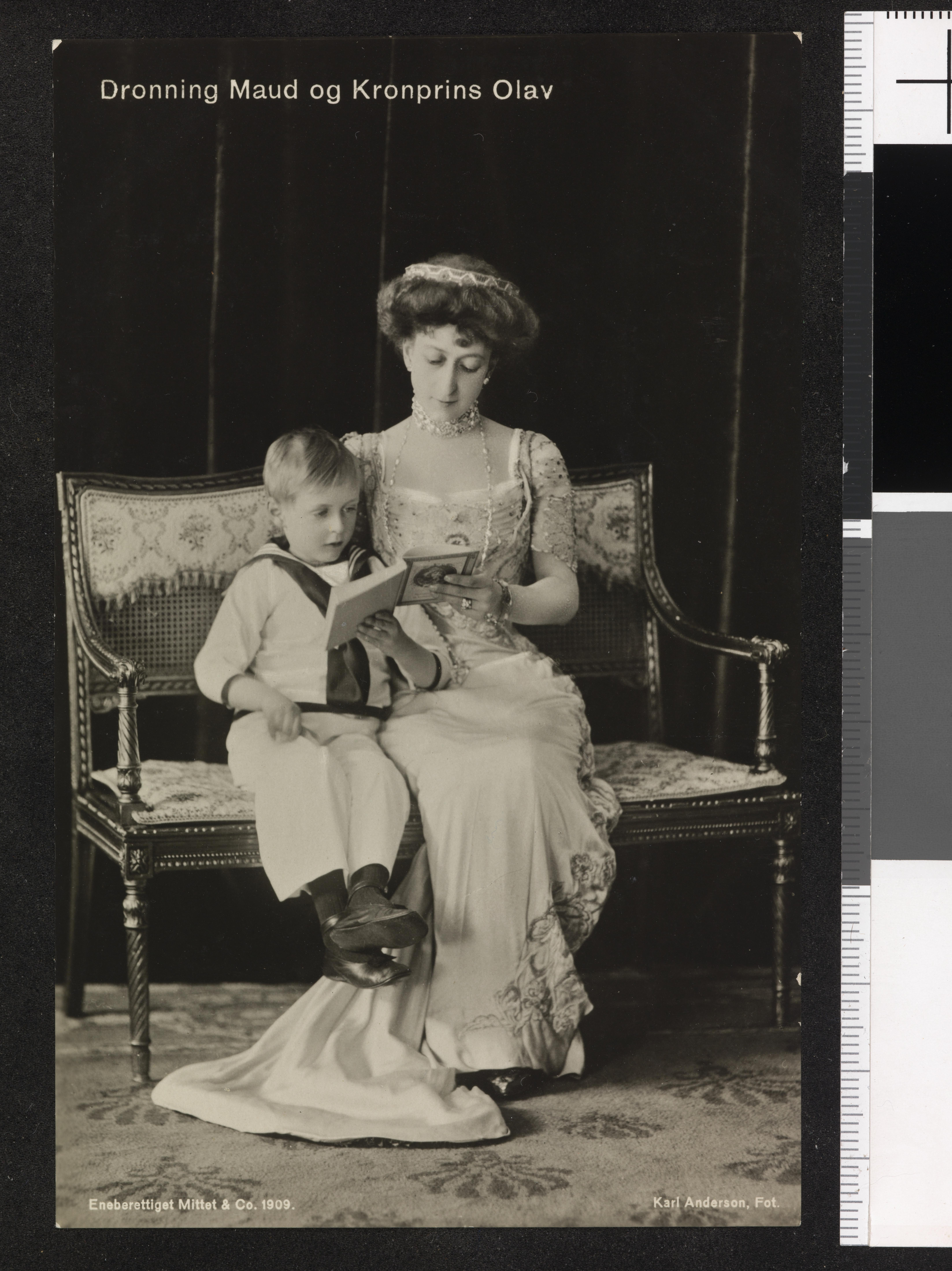
Karl Anderson: Královna Maud a korunní princ Olaf
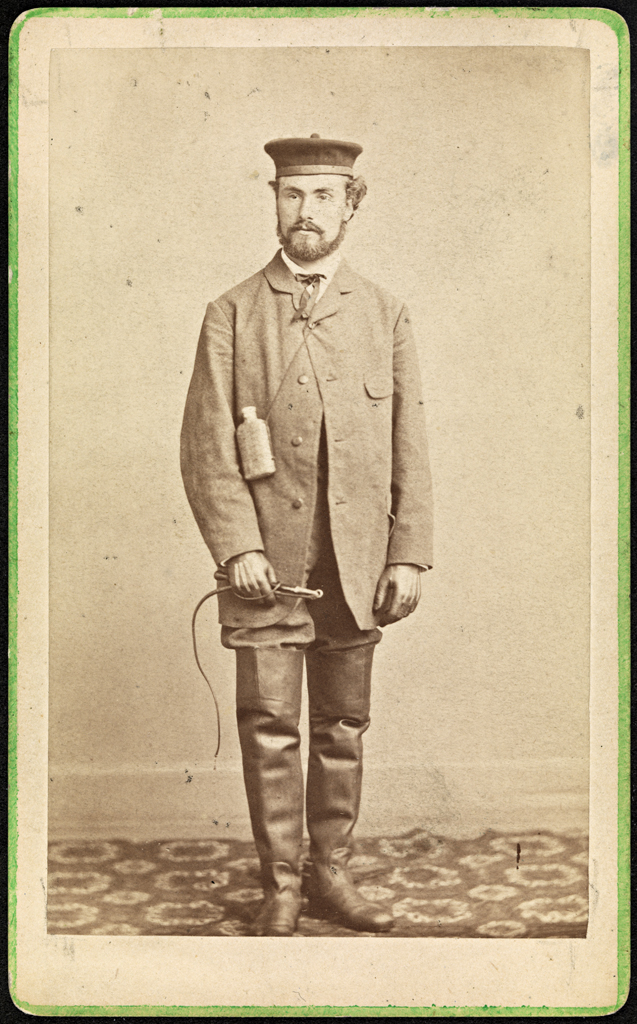
Wilhelm Peder Daniel Cappelen: Carte de visite s portrétem skladatele Johana Svendsena
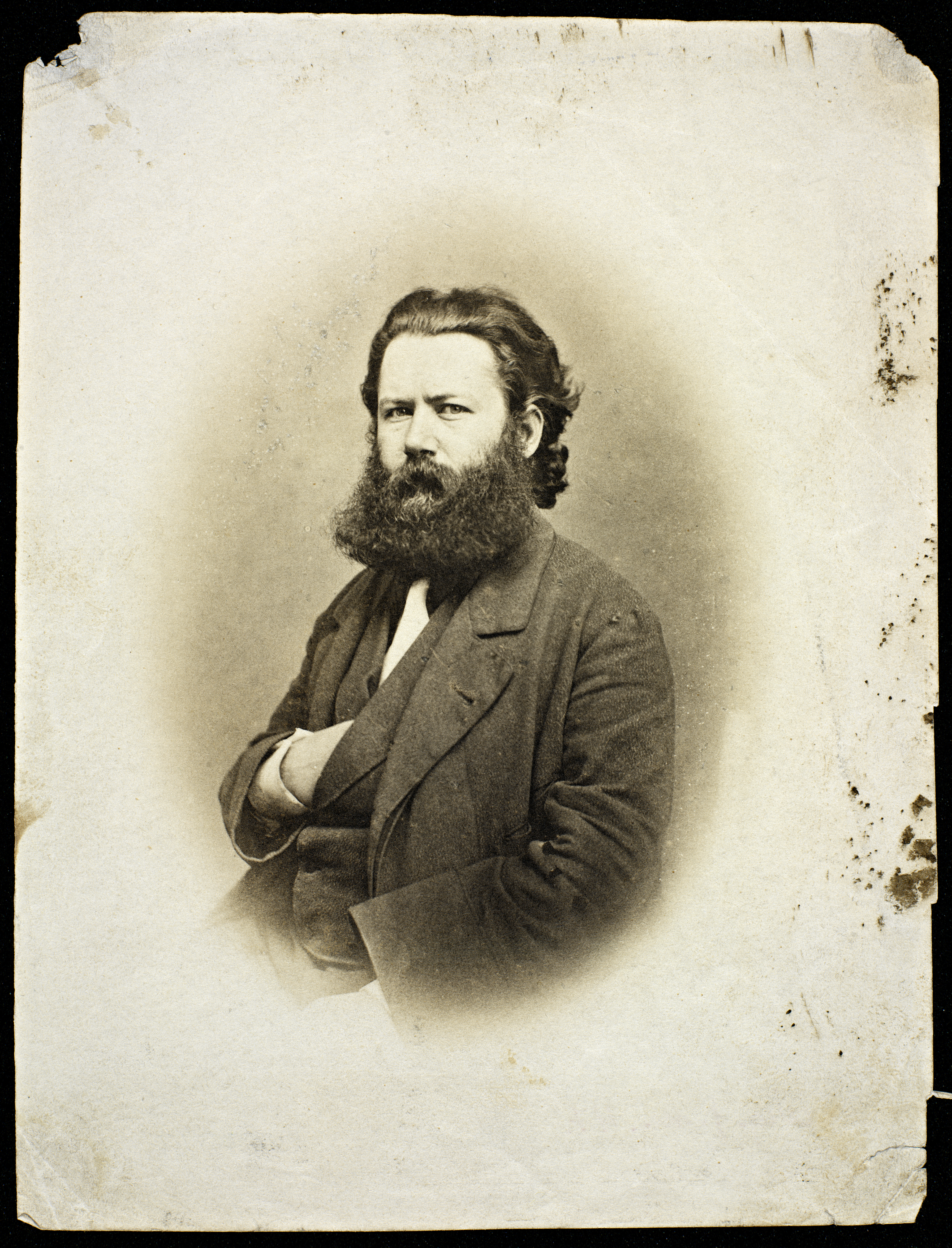
Daniel Georg Nyblin: Portrét Henrika Ibsena, asi 1863–64
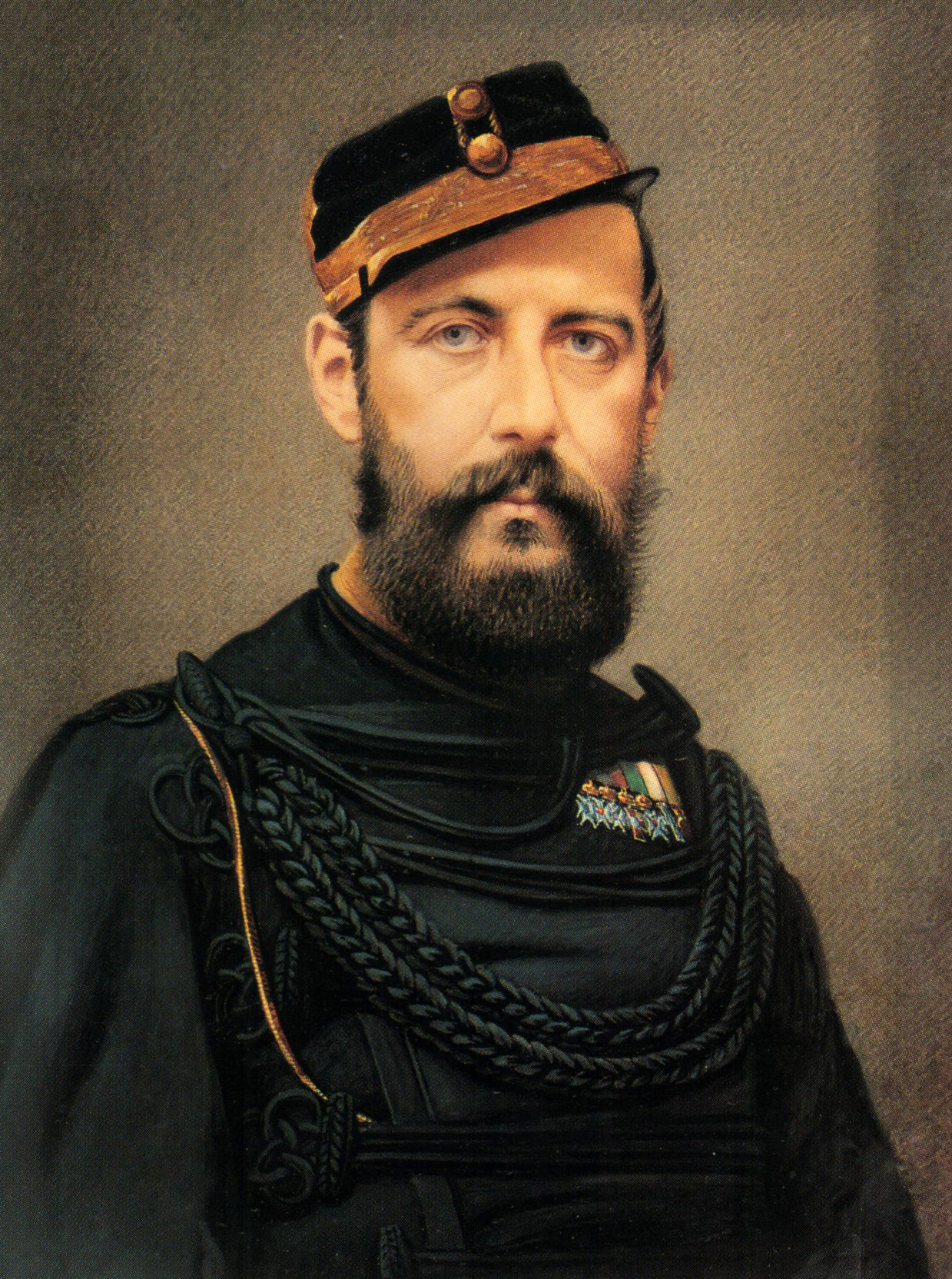
Mathias Hansen: Karel XV.
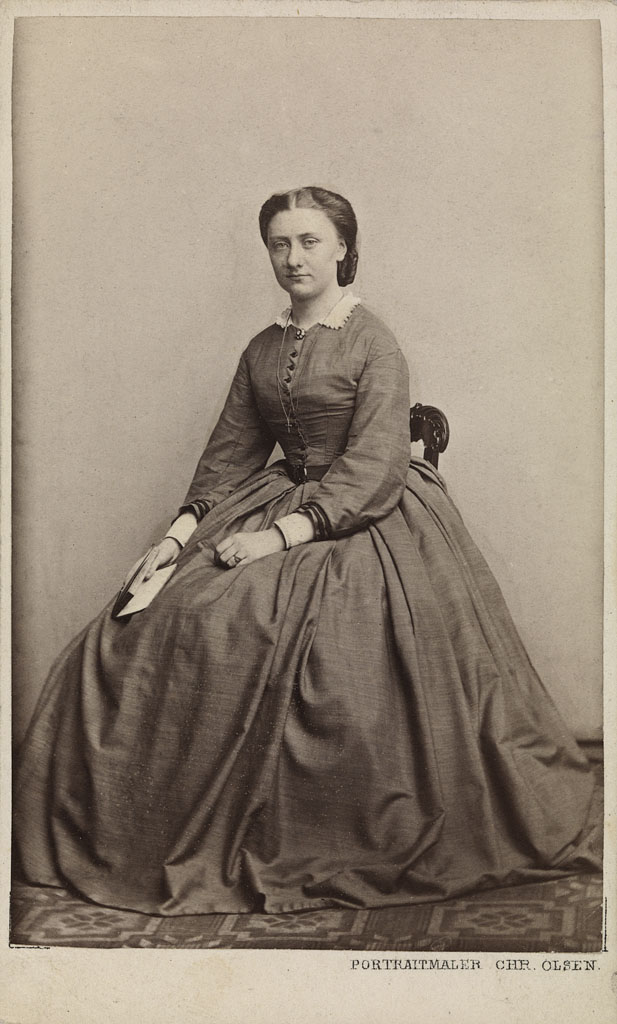
Christian Olsen: Gina Krog, fotografická vizitka s portrétem, 1865
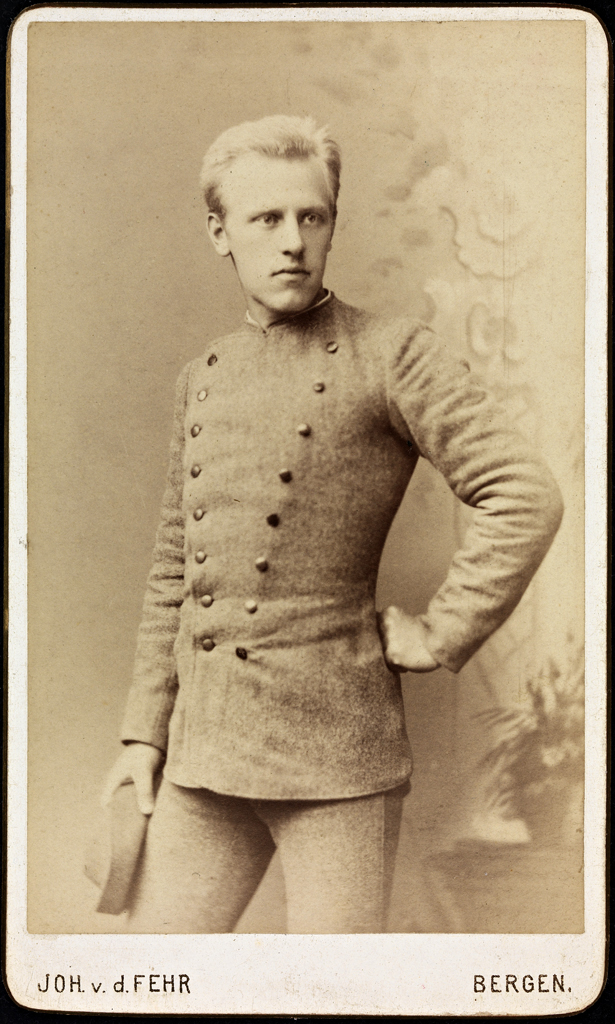
Johan von der Fehr: norský polárník Fridtjof Nansen, carte de visite, 1885
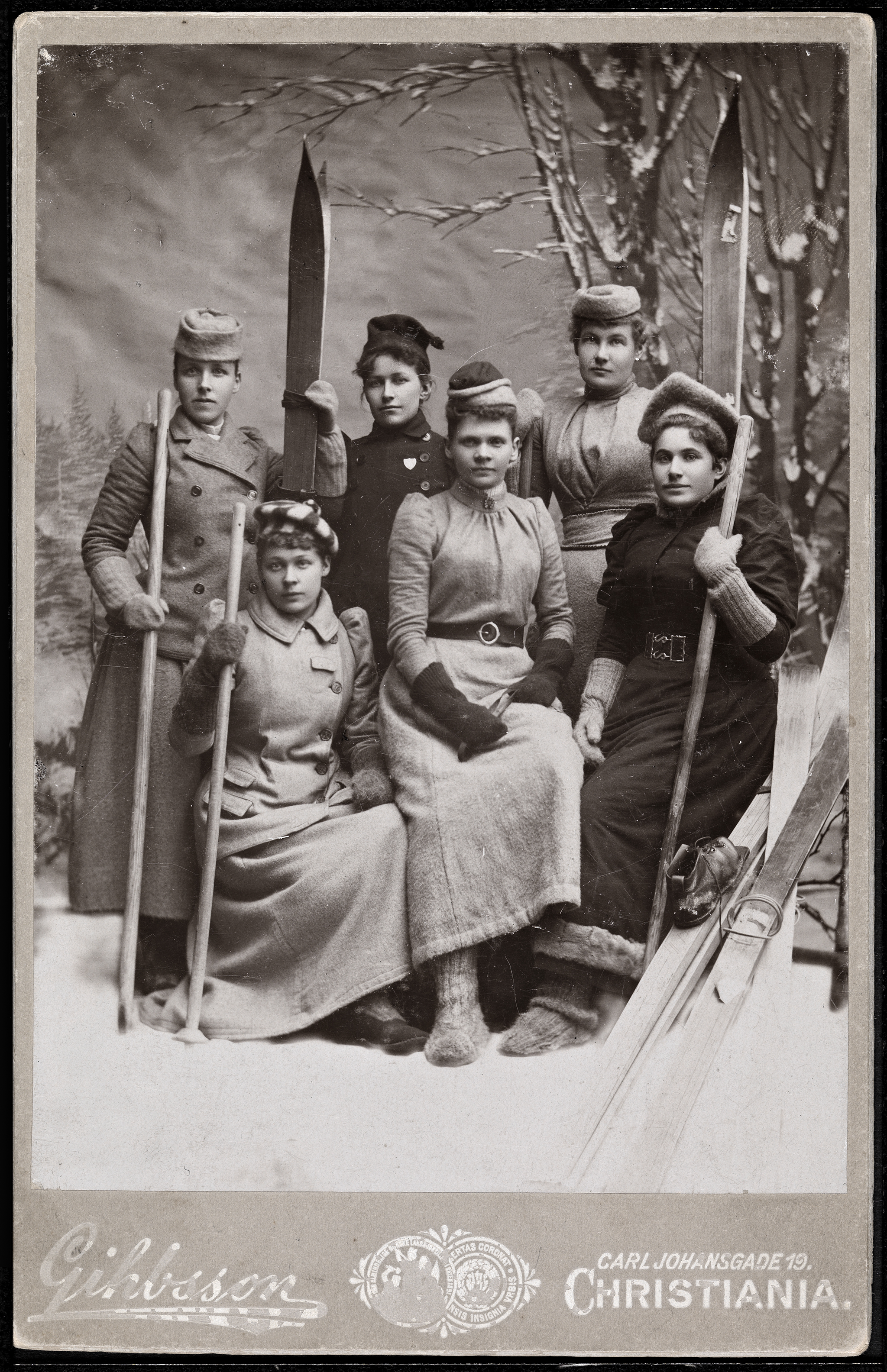
Christian Gihbsson: Šest mladých žen z lyžařského sdružení Kristiania, 1890–1900
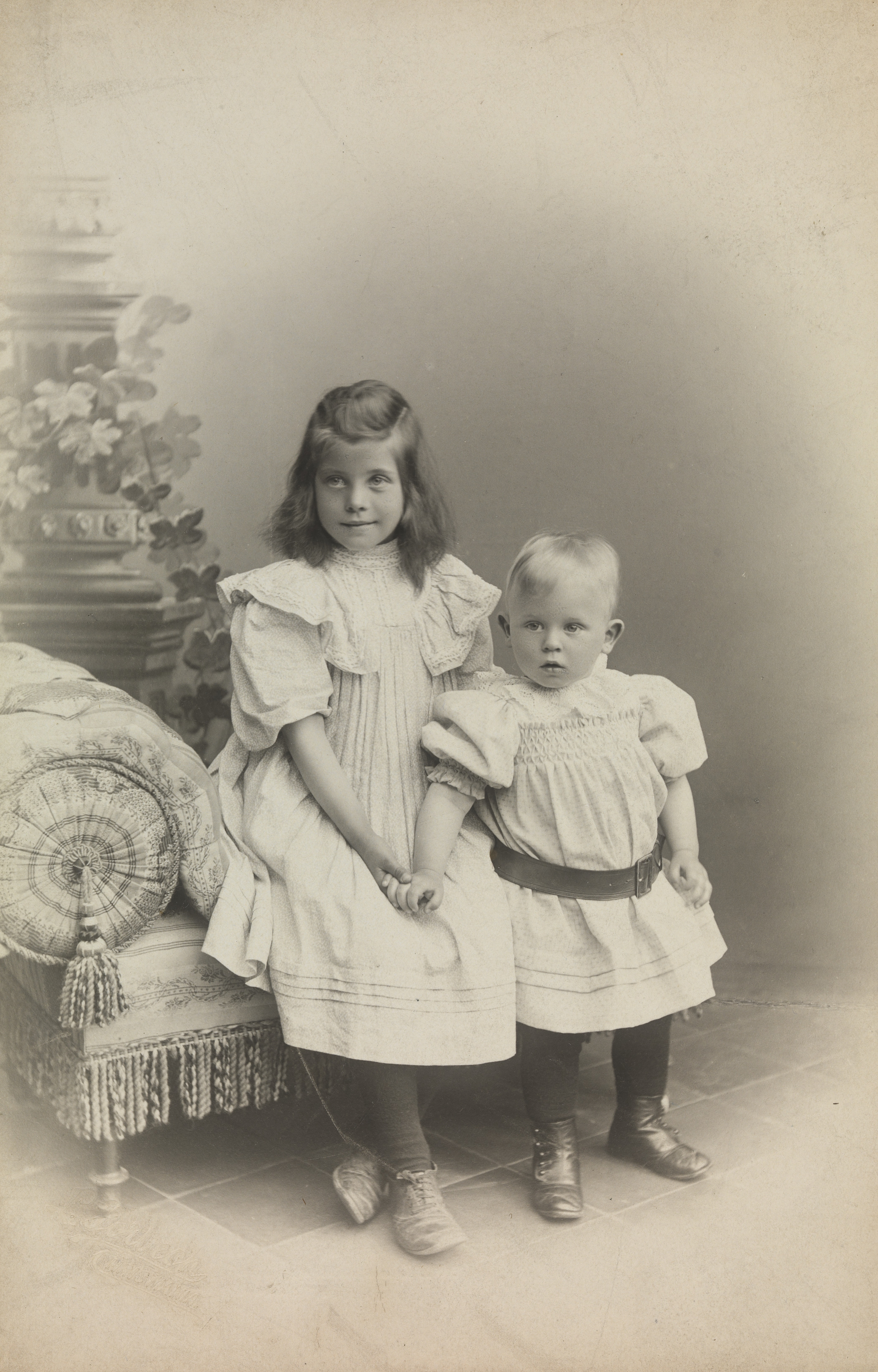
Ludvig Forbech: Liv Nansen Høyer a její bratr Kåre, děti polárníka Fridtjofa Nansena
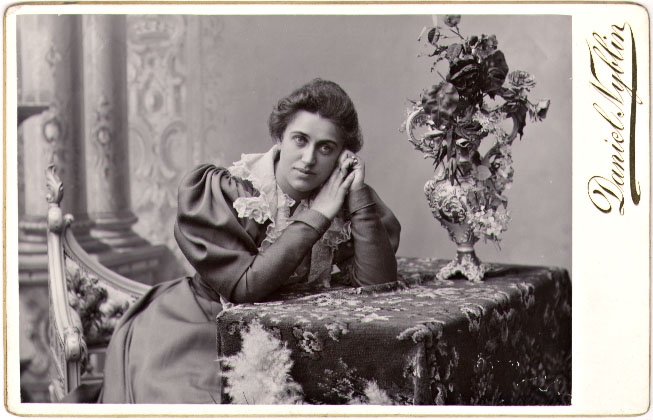
Daniel Nyblin: Aina Mannerheim
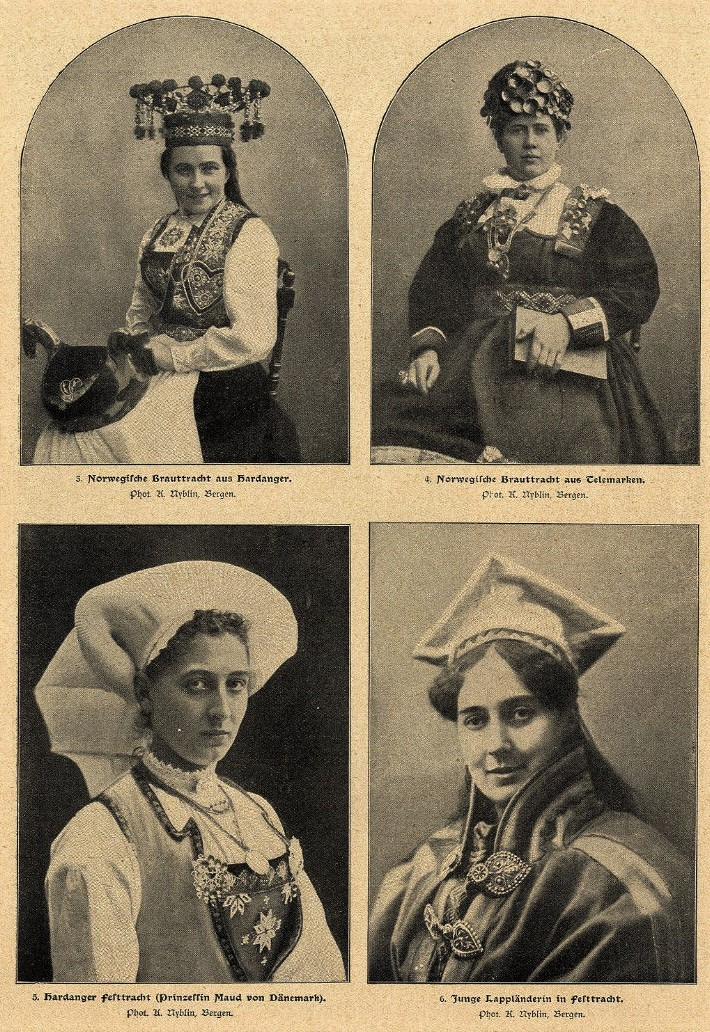
Agnes Nyblin: Norské národní kroje, 1902
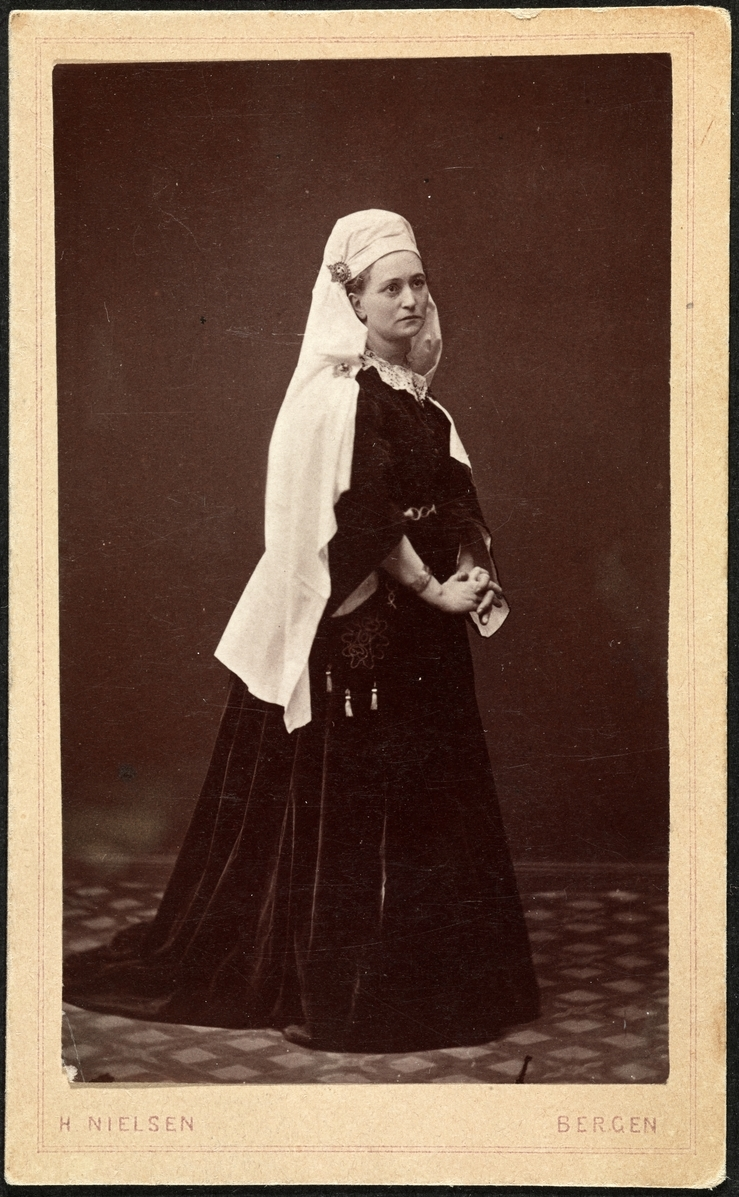
Harald Andreas Nielsen: Fredrikke Nielsen, autorova manželka, se kterou měli deset dětí
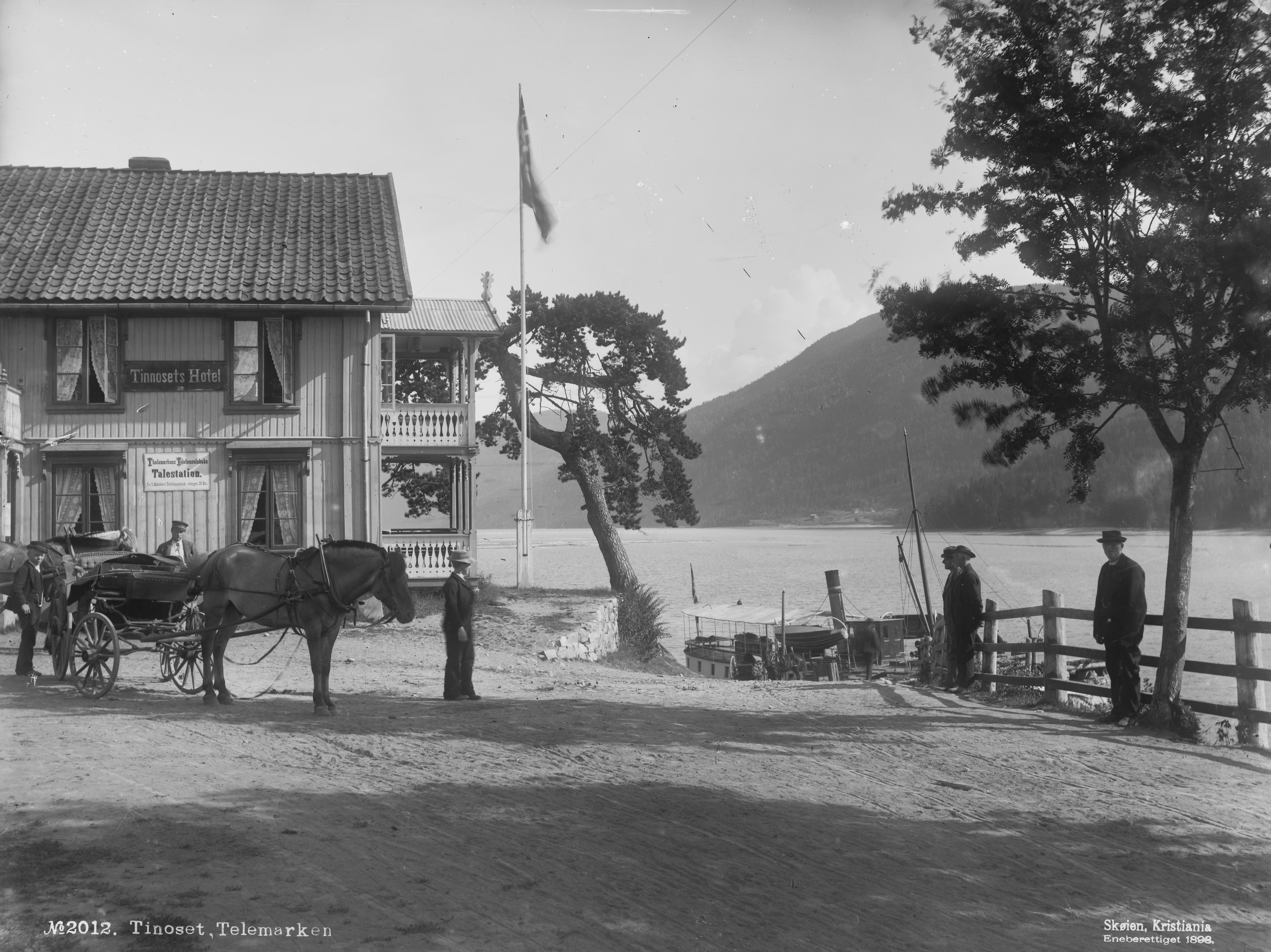
Marthinius Skøien: Tinoset, Telemarken, 1880–1898
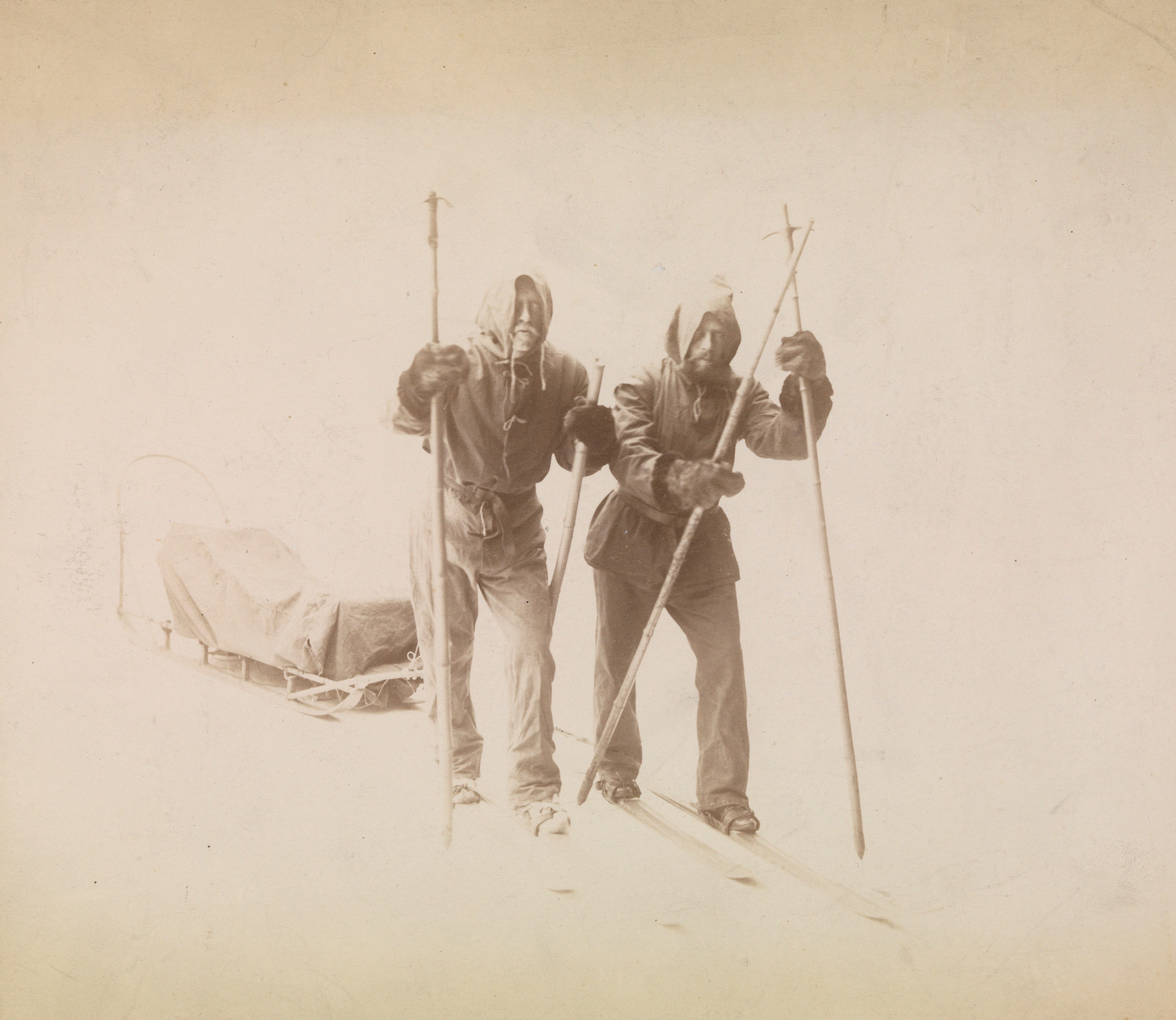
Ludwik Szaciński: Polárníci Fridtjof Nansen (vlevo) a Otto Neumann Knoph Sverdrup táhnou saně. Pózují ve fotoateliéru. Protože sám pořizoval všechny fotografie během Grónské expedice, musely být rekonstruovány ilustrace, které zobrazovaly Fridtjofa Nansena v akci. Ty měly být použity v knize o přechodu Grónska. 1889–1890.
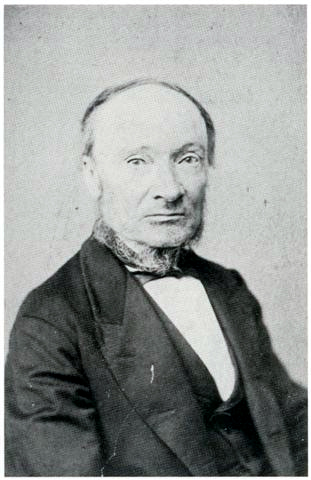
Carl Christian Wischmann: Ivar Aasen, 1871
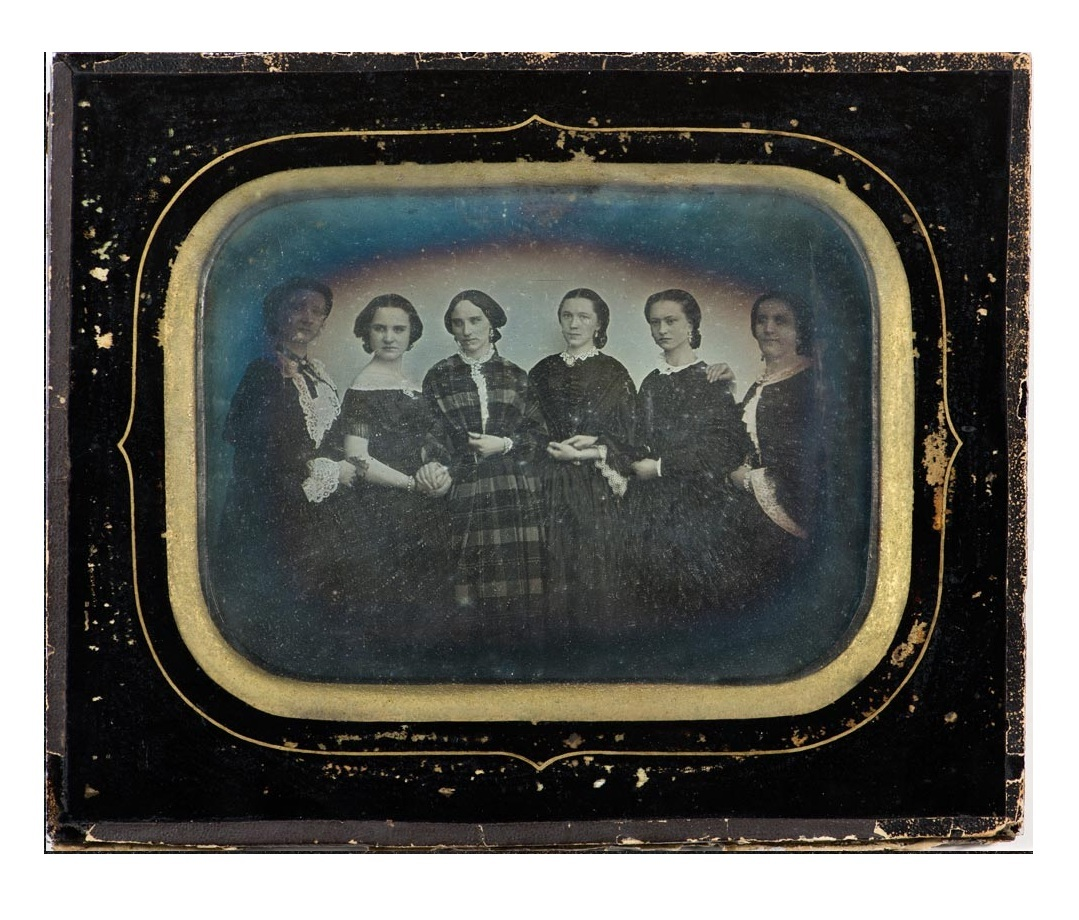
Hans Krum: Hostující herečky Norského divadla v Trondheimu, 1854
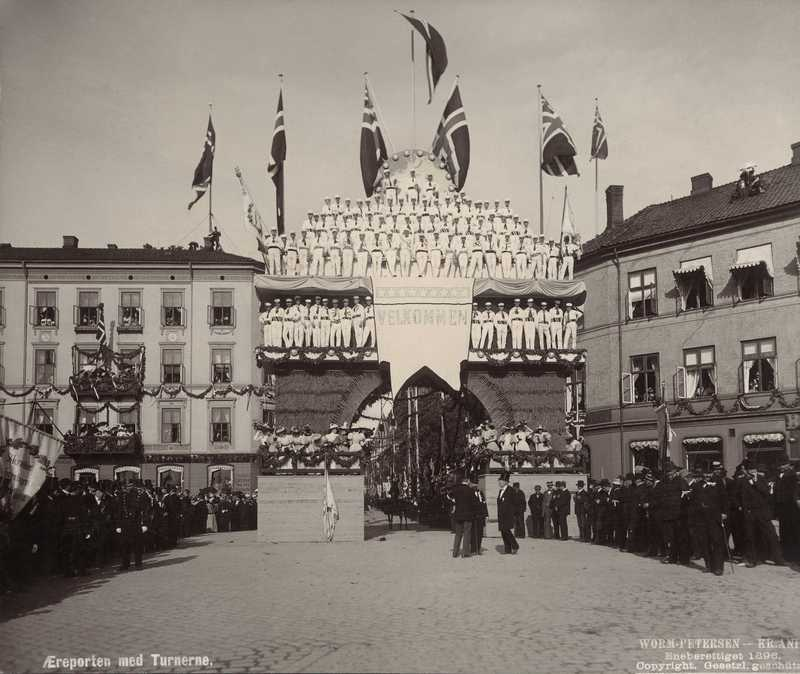
Severin Worm-Petersen: Recepce po návratu polárníka Fridtjofa Nansena do Norska po expedici Fram, 1896
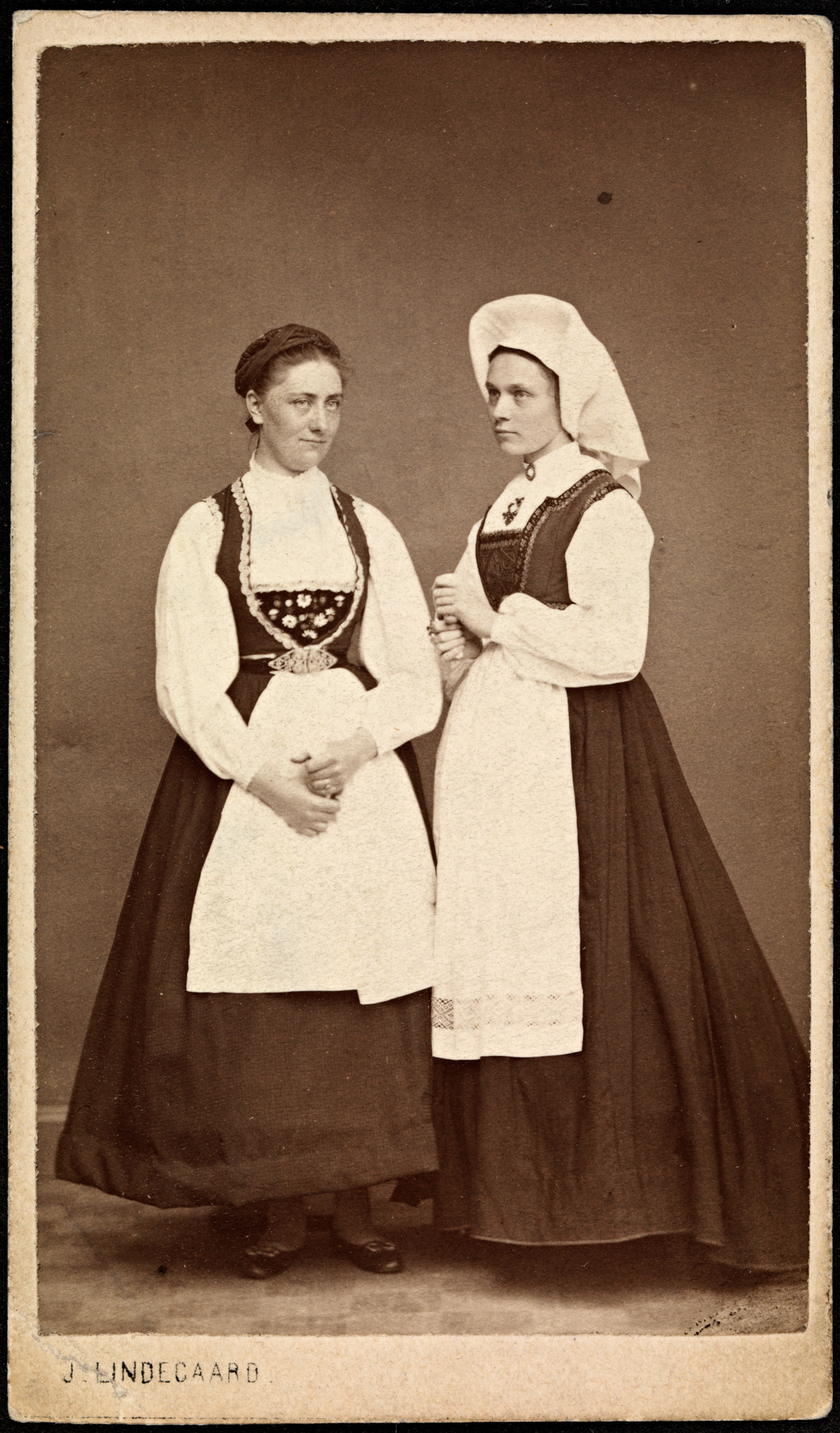
Johannes Petter Lindegaard: Gina Krog s neznámou ženou
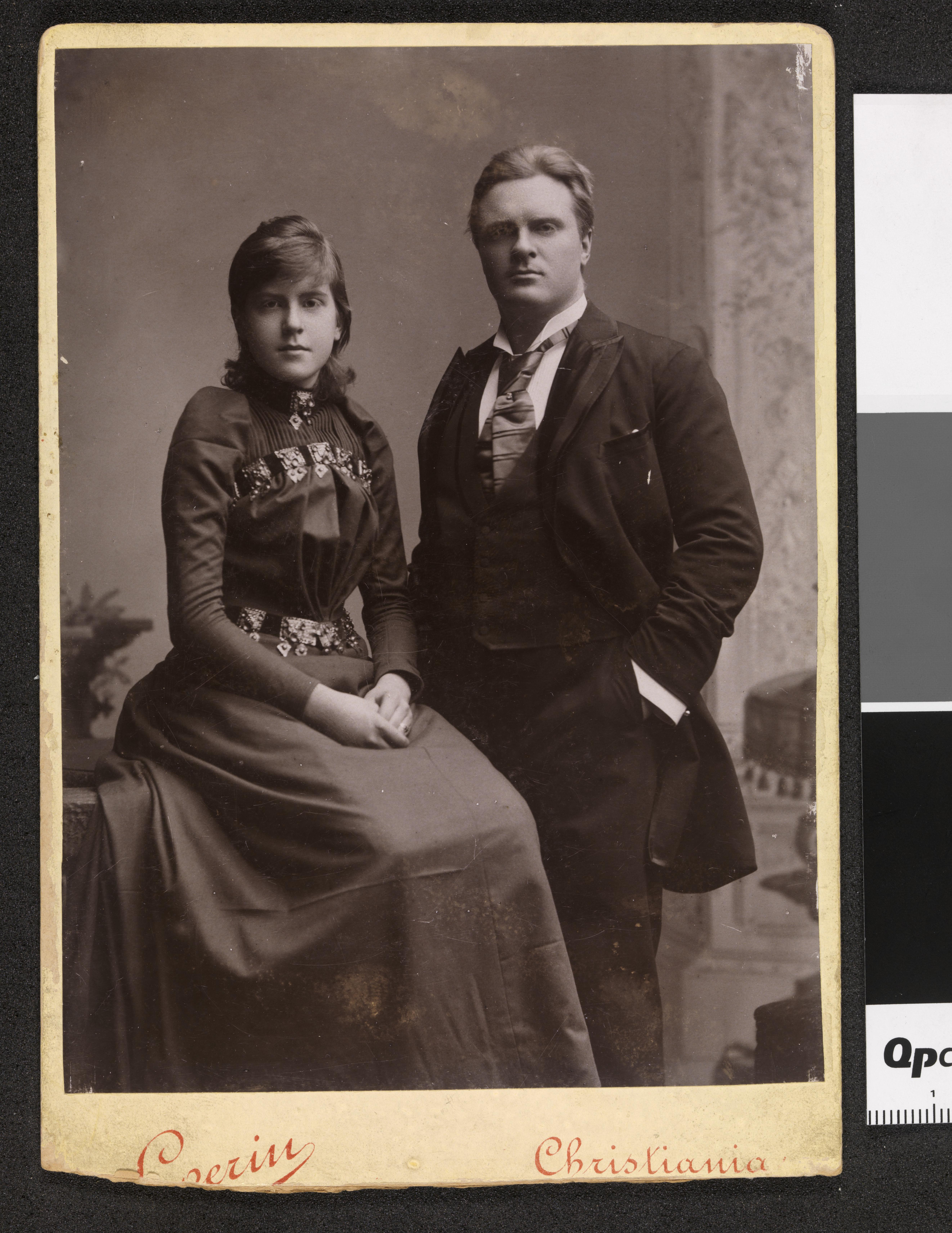
Axel Leverin: Bjørn Bjørnson a Dagny Sautreau, 1890–1905
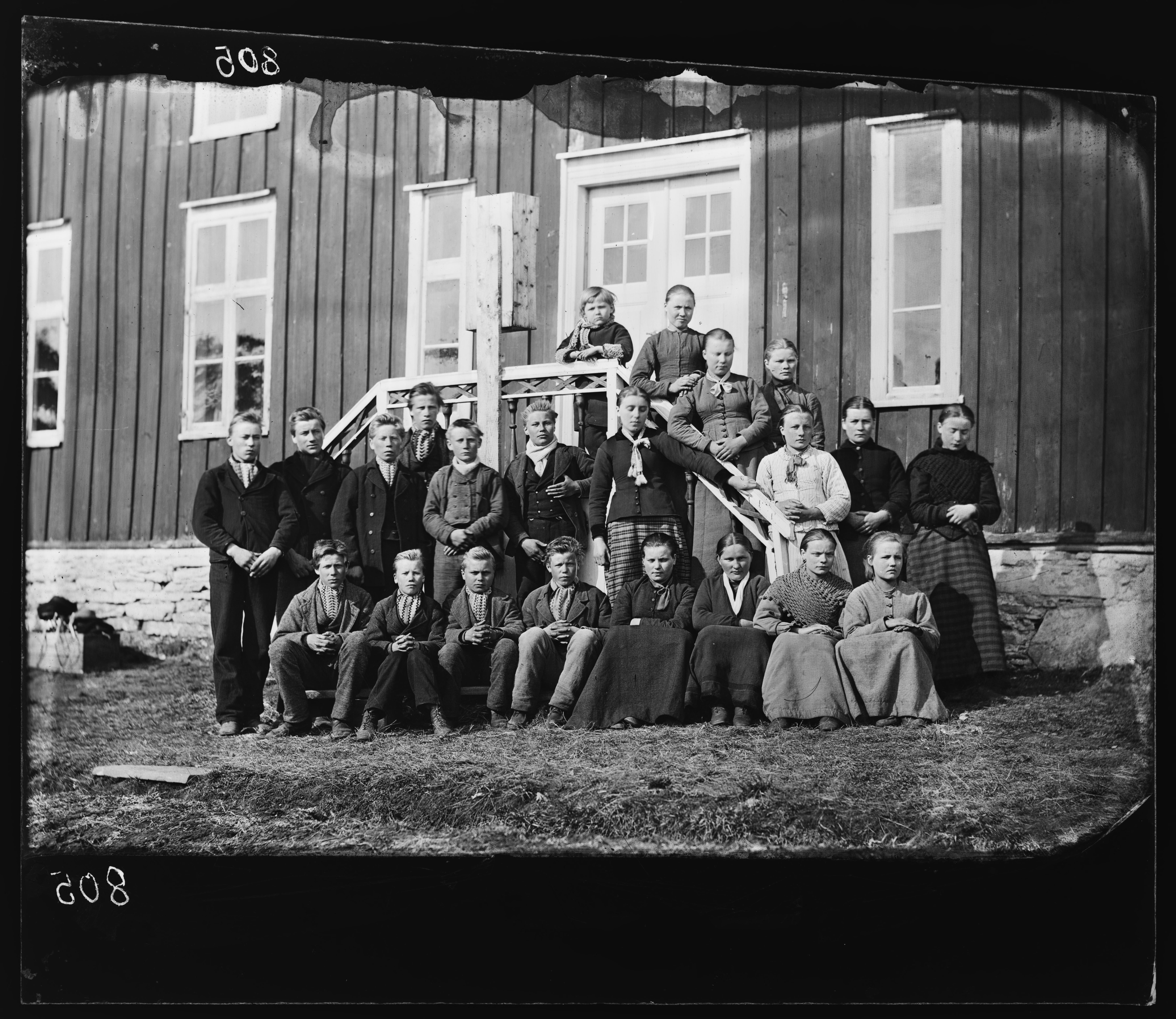
Ole Tobias Olsen: Hattfjelldal, Norsko, skupinový portrét, 1860-1890
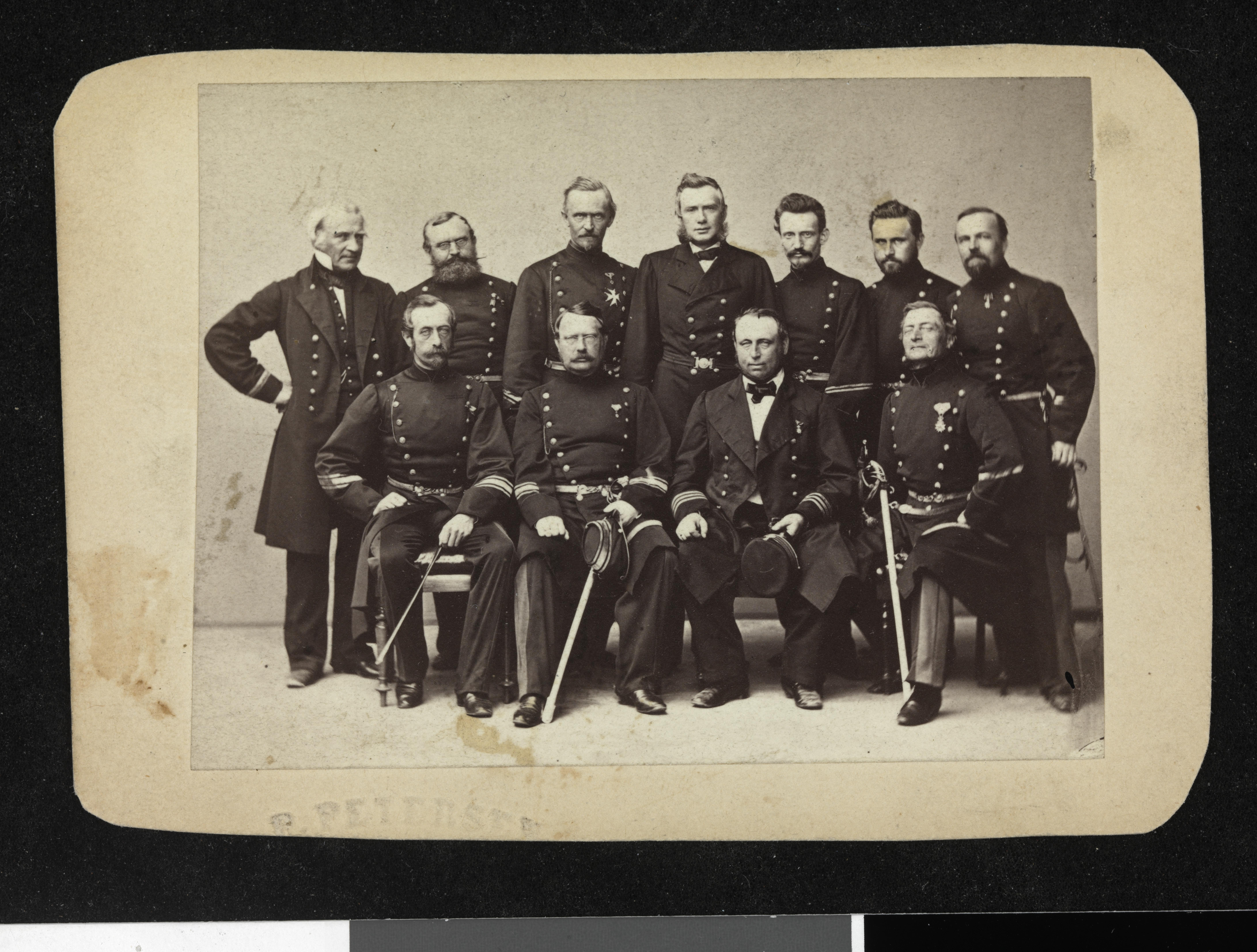
Peter Petersen (fotograf): Členové Fortifikační komise pro Carljohansvern a vnitřní záležitosti, Christianiafjorden, 24. října 1863
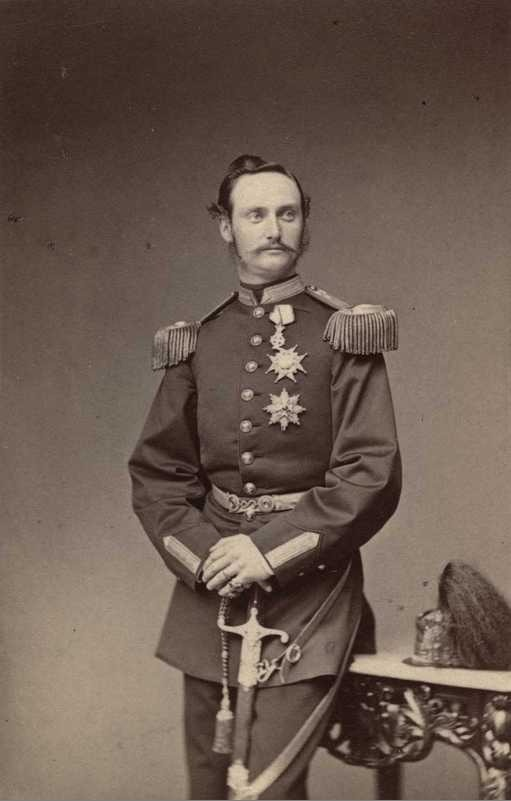
Frederik Klem: Pozdější král Frederik VIII. Dánský, asi 1865
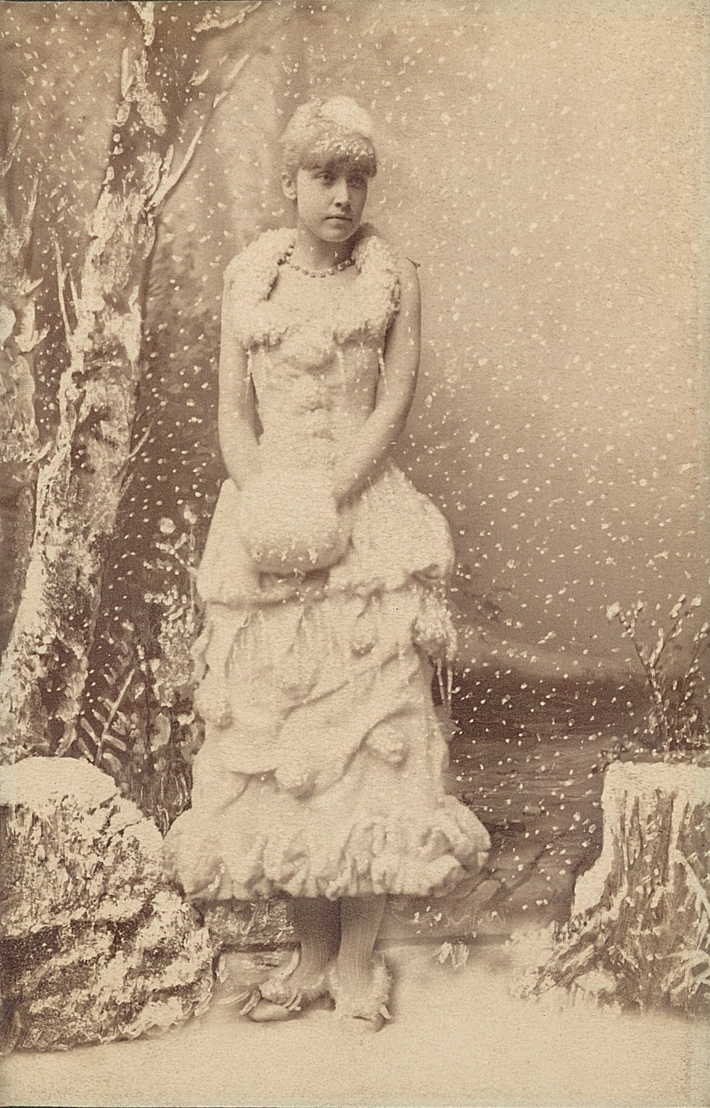
Louise Abel: Milly Ihlen, asi 1880
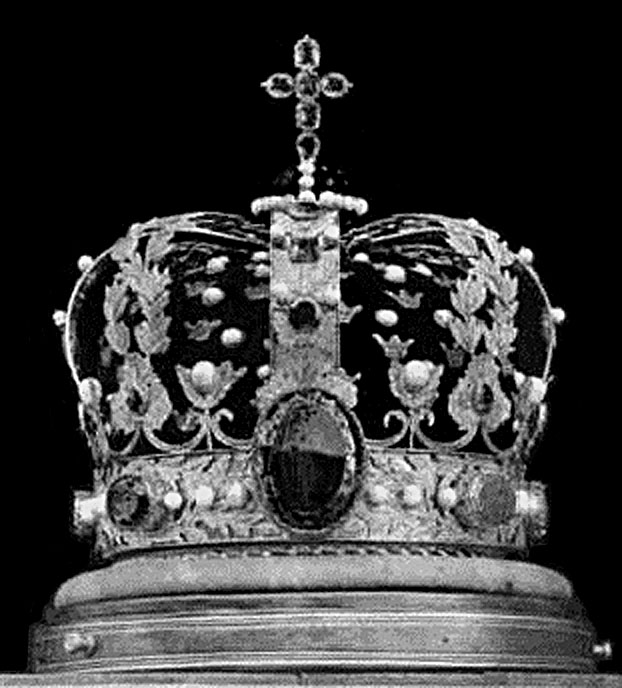
Olaf Martin Peder Væring: Norská královská koruna
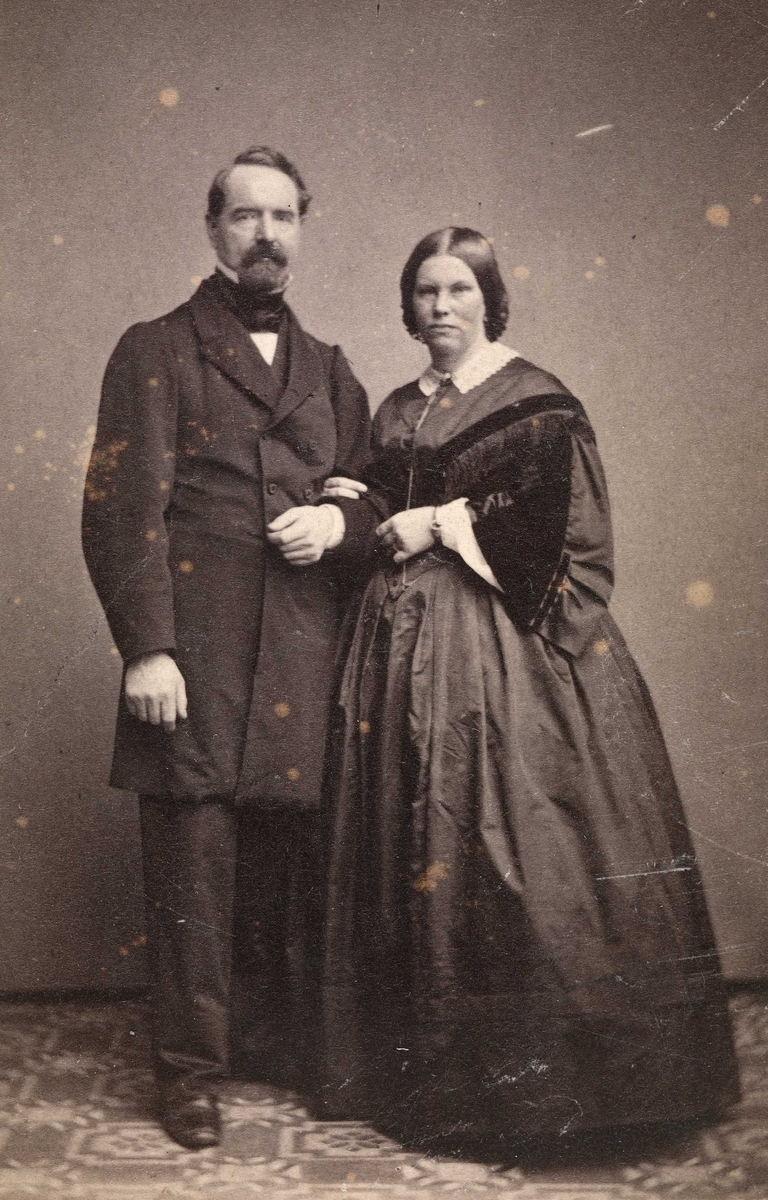
Bernt Lund s manželkou Hedevigou, roz. Erichsen, studio Olsen & Thomsen
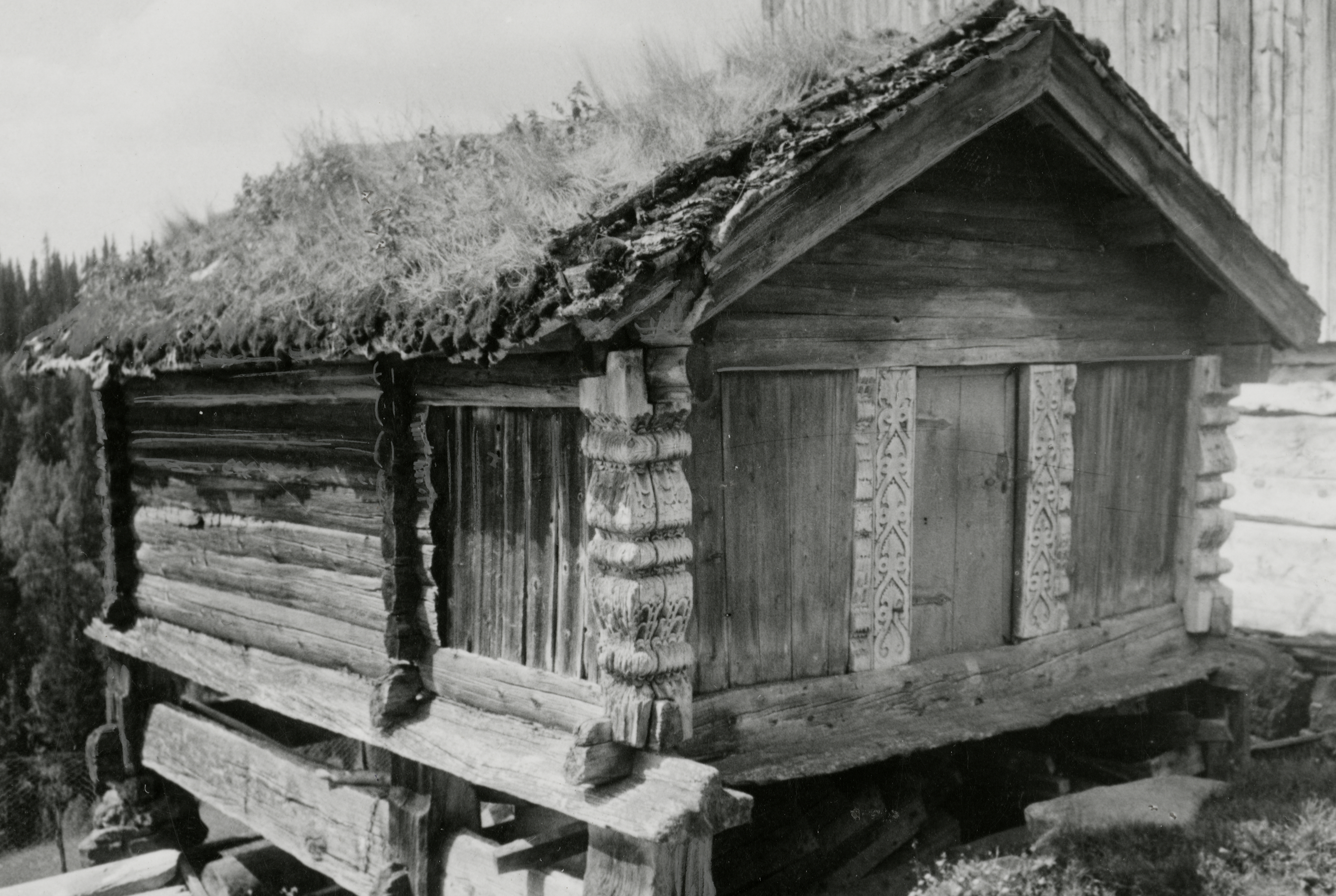
Halvor Vreim: Djuvland Søndre, Gjuvland Søndre, Telemark
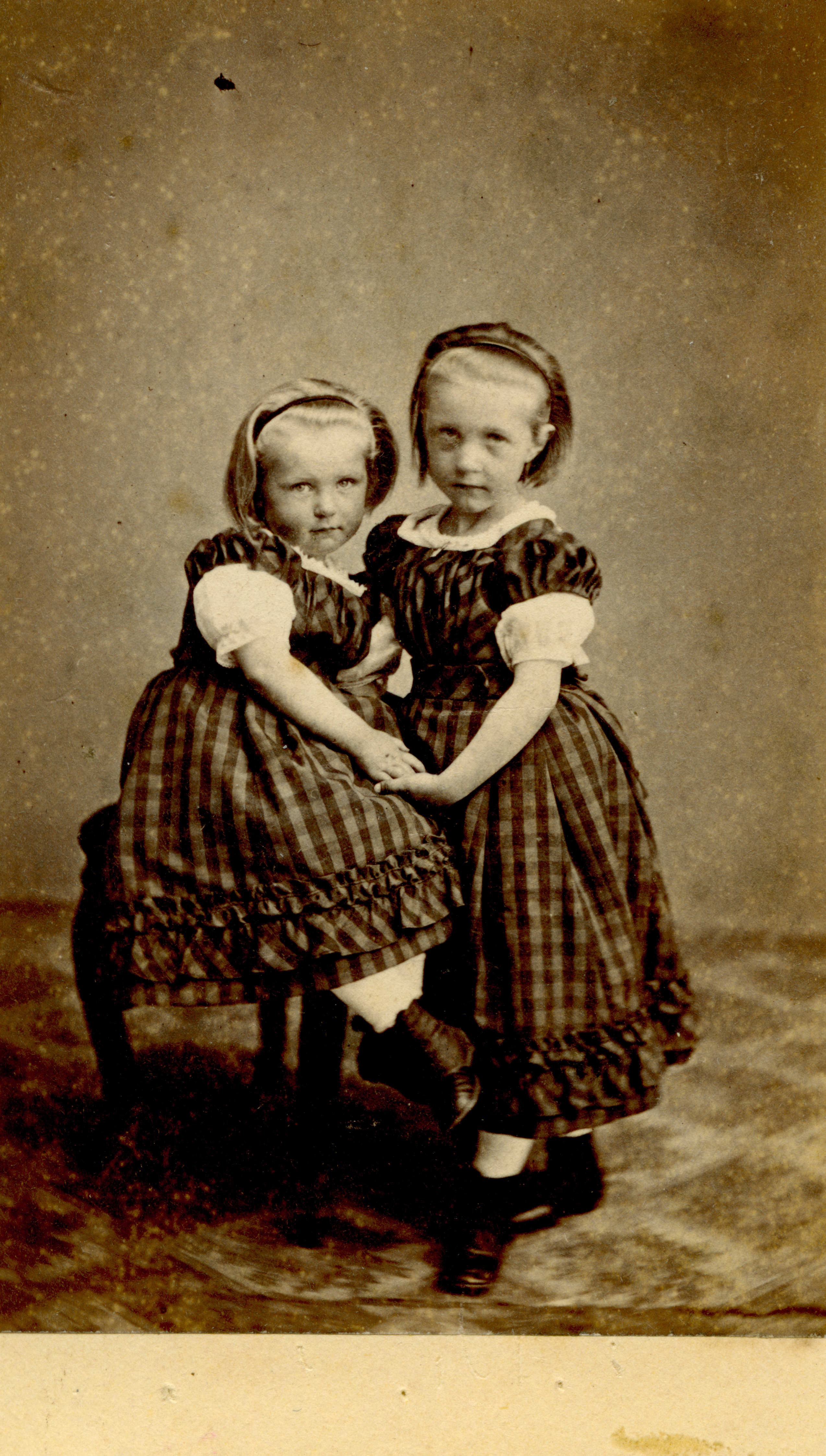
Miron Bronislaw Omenta: Portrét, asi 1870
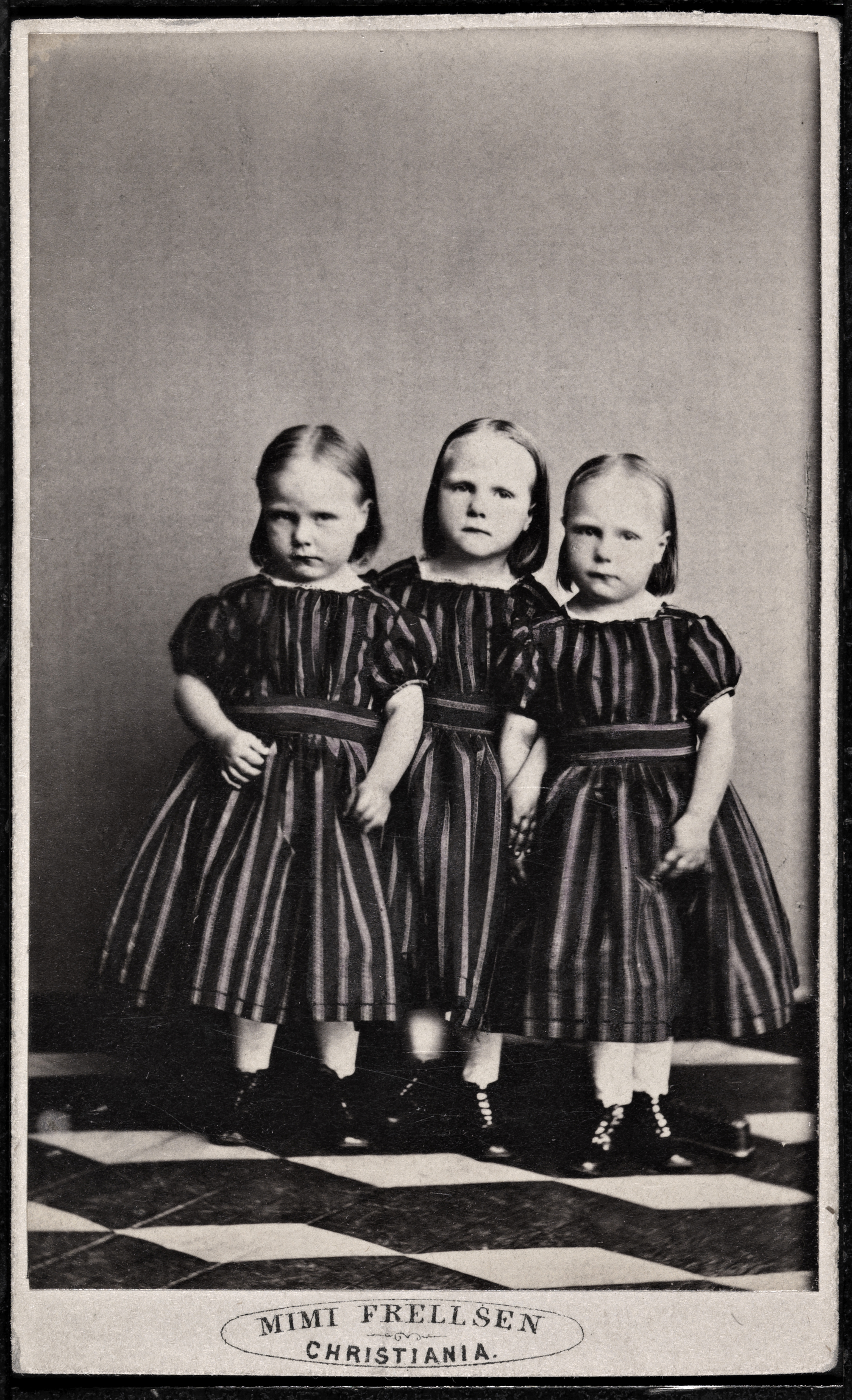
Mimi Frellsen: Tre små piker (Tři malé holčičky)

### Počátek 20. století

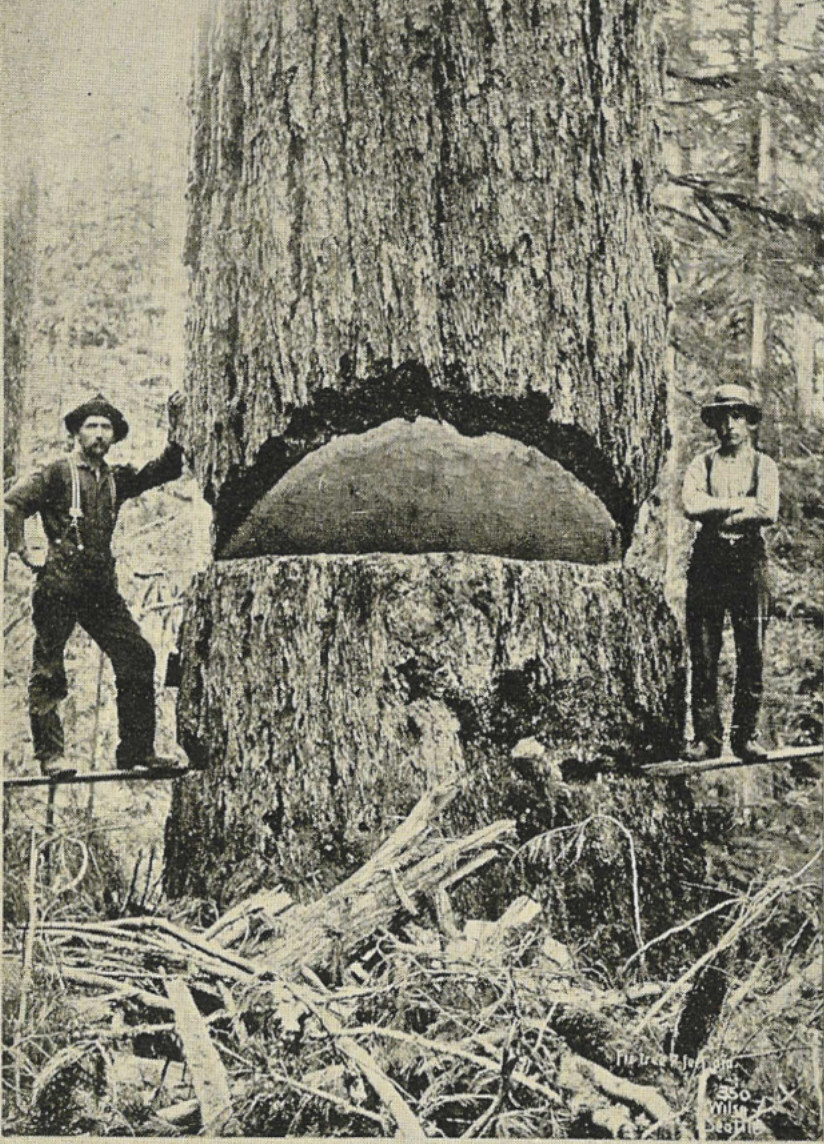
Anders Beer Wilse: Douglaska s třímetrovým průměrem, 1900

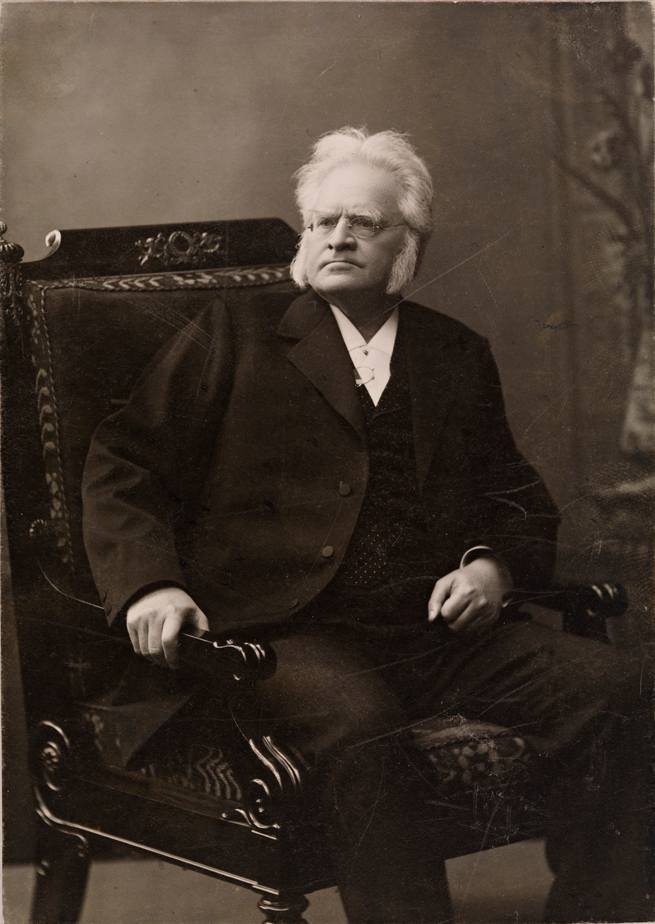
Gustav Borgen: Bjørnstjerne Bjørnson, asi 1905

Na přelomu století vznikla silná krajinářská tradice. V roce 1901 se Anders Beer Wilse vrátil ze Spojených států a jeho fotografická dráha se stala jednou z nejzářivějších v Norsku. Mimo dokumentace přírodních krajin a etnologie celého Norska se uplatnil také jako fotograf portrétů a architektury.
Kolem první světové války norská portrétní fotografie nabyla větší exprese jako výsledek práce fotografů Waldemara Eideho, Dimitrie Koloboffa, Gunnara Theodora Sjøwalla, Aage Remfeldta, Hanse Johnsruda a Anderse Beera Wilse.
John Bernhard Rekstad byl norský geolog a amatérský fotograf. Jeho geologické výzkumné cesty ho zavedly po celém Norsku a jeho fotografická kamera byla na jeho expedicích vždy s ním. Fotografoval především geologické útvary, hory, ledovce a vzorky hornin. Fotografoval však také mnoho překvapujících fotografií osad a lidi kolem sebe. Sbírku negativů tvoří 2 640 skleněných desek a negativů. Jeho fotografie jsou uloženy ve sbírce Rekstad (Rekstads samling) v knihovně Univerzity v Bergenu.
Bodil Katharine Biørn byla norská misionářka a fotografka. V roce 1905, po studiu ošetřovatelství v Německu, byla poslána „ženskou misijní organizací“ do Osmanské říše a pracovala jako misionářská sestra v Mezerehu v provincii Kharberd a později v provincii Mus v Osmanské říši. Ve spolupráci s německými misionáři otvírala školy a kliniku pro vdovy a sirotky. Jako svědek arménské genocidy spolu se svými kolegy zachránila životy mnoha žen a dětí bez domova. Dokumentovala také tragické události, které zažila, prostřednictvím svého svědectví a fotografií. Na Blízkém východě se Biørn staral o arménské sirotky v Sýrii, Arménii a Turecku. V roce 1922 založila sirotčinec jménem „Lusaghbyur“ v Alexandropolu v sovětské Arménii. Poté pokračovala ve své práci pomáháním arménským uprchlíkům v Sýrii a Libanonu.
Sigvald Moa se etabloval v Ålesundu, rok po velkém požáru v roce 1904. Ve stejné době působili ve stejném městě fotografové John Sponland a Enoch O. Simonnæs, od kterého se Moa učil fotografické řemeslo.
Olai Fauske v roce 1905 studoval u fotografa Otty Talleho v Bergenu. Ve stejném roce se etabloval jako fotograf s provozovnou ve svém domě. V roce 1912 založil studio ve Førde a společnost pojmenoval O. Fauske. Hodně cestoval a fotografoval ve svém rodném městě a okolních oblastech – většinou krajiny a portréty. Důležitou součástí zákaznické základny Fauskeho byli spoluobčané a další lidé z Sunnfjordu, kteří emigrovali do Spojených států. Společnost po jeho smrti převzal fotograf Tom Vassdal.
Carl Normann byl nejznámější fotografiemi publikovanými na mnoha norských pohlednicích a prodávaných prostřednictvím jeho společnosti Normanns Kunstforlag (Normannovo umělecké nakladatelství).
Lyder Kvantoland byl aktivní jako folklorista, historik, spisovatel a redaktor v novinách Nordlandsposten. V roce 1924 začal fotografovat. Od roku 1927 pracoval jako fotograf na plný úvazek. Fotografoval celé území Salten regionu, ale nejvíce v domovské obci Sørfold. Mnoho z jeho obrazů jsou svatební páry, celebrity, atd., ale také pořizoval snímky z vesnic a přírody v celém okolí, každodenní život a slavnostní události.
Johan Meyer byl norský profesor architektury a registrátor staré architektury. Jeho nejrozsáhlejším dílem je 19dílné dílo Fortids kunst i Norges bygder (Umění norské vesnice v historii, 1908–42). Pro své účely architekturu také fotografoval.
Knut A. Aaning řemeslo vystudoval v Bergenu a byl aktivní asi od roku 1900, pracoval v Oppstrynu až do své smrti v roce 1922. Po jeho smrti byla sbírka jeho negativů uložena v suterénu domu, který vlastnil, poté se přestěhovala na farmu. V 70. letech skončila na skládce odpadu. Z kolekce negativů, která pravděpodobně sestávala z mnoha tisíc skleněných desek, se zachovalo pouze 23. Ty jsou součástí sbírek Fylkesarkivet i Sogn og Fjordane.
Alf Schrøder je nejznámější jako novinářský fotograf pracující pro noviny po celém Království. Jeho společnost Schrøder Foto v Trondheimu provozovala studio a samostatnou divizi pro prodej fotografických výrobků, ve své době firma patřila mezi největší v Severských zemích, Schrøder provozoval obchody v Trondheimu, Stjørdalu, Steinkjeru a Sortlandu. Odstěhoval se do Trondheimu, kde působil jako fotograf už ve svých šestnácti letech. Řemeslo se učil ve studiu Ludviga M. A. Bacha od roku 1898, kde byl asistentem až do roku 1907, kdy převzal celou společnost. Fotografický podnik dodnes (2015) stále existuje na stejné adrese pod názvem Foto Schrøder. Kolem roku 1930 měl Schrøder kolem dvaceti zaměstnanců, a kolem roku 1940, to byl již celkem 55. Schrøder přesto neustal v práci aktivního fotografa. Byl také pravidelným fotografem Nidaroského dómu, pravděpodobně od roku 1920.

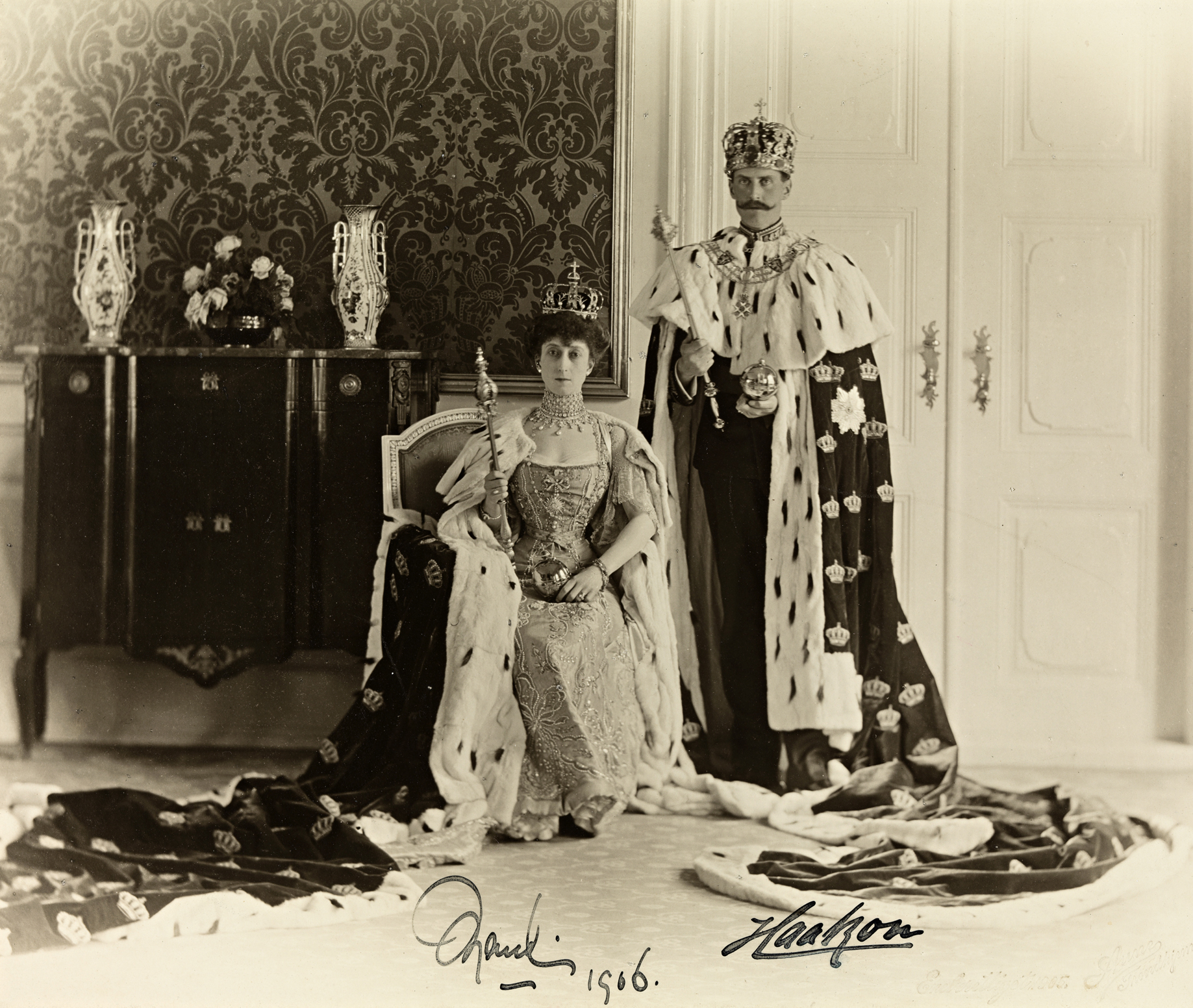
Peder O. Aune: Korunovační portrét královny Maud a krále Haakona VII., 22. června 1906. Tato kopie je opatřena podpisem krále a královny a patřila Fridtjofu Nansenovi

Peder O. Aune ve svých šestnácti letech začal studovat u polského fotografa Carla Viktora Emanuela Huczowskiho, který uprchl ze své země a žil s rodinou v Norsku. Po krátkém pobytu ve Švédsku otevřel fotografický obchod s ateliérem v Trondheimu spolu se svou sestrou Karolinou. Již rok poté, v roce 1888, opustil svou rodinu a odcestoval do Spojených států, kde zůstal do roku 1895. Během svého pobytu ve Spojených státech řídil fotografický podnik v Portlandu v Oregonu. Než se Aune vrátil do Trondheimu, studio převzal jeho bratr. Aune se brzy stal jedním z nejvýznamnějších fotografů ve městě a vynikal na několika výstavách v tuzemsku i v zahraničí. Byl také pověřen fotografovat vše, co souviselo s korunovací norského krále Haakona VII. a královny Maud z Walesu v roce 1906. Pořídil také oficiální korunovační portréty. Po Auneově smrti v roce 1931 vdova provozovala společnost rok, dokud nezanikla. Asi 20 000 záznamů a filmů věnovala knihovně Královské norské vědecké společnosti, ale většina sbírky negativů byla hozena do moře.
Selmer Malvin Norland po mnoho let v Bergenu a později také provozoval fotografické firmy v Arendalu, Oslu a Skienu. Dne 26. listopadu 1910 v Hordalandu Folkeblad inzeroval, že Fotograf Norland je největším, nejlevnějším a bezkonkurenčně nejlepším fotografem v Bergenu. V jeho fotografickém studiu pracovalo 10 až 15 zaměstnanci, včetně vyškolených kadeřníků.
Solveig Lund byla norská umělecká fotografka. Fotografovala národní kroje, krajiny a další témata se zvláštním ohledem na cestovní ruch.
Paul Stang ze Stongfjordu byl norský fotograf samouk, který navzdory svému nízkému dožitému věku 35 let, po sobě zanechal rozsáhlou kolekci snímků dokumentujících vývoj průmyslové komunity kolem první hliníkové továrny v severském regionu ve Stongfjordu.
Hanna Resvoll-Holmsen byla norská botanička a fotografka, průkopnice v oboru norské přírodní historie, vzdělání a ochrany přírody. V roce 1907 jako botanička zúčastnila expedice na Špicberkách pod vedením oceánografa prince Alberta. V dalším roce odcestovala sama na Špicberky hlavně kvůli fotografování, částečně barevných záběrů. Tyto fotografie představují jedinečnou ranou dokumentaci povahy Špicberk. Její botanická pozorování byly poprvé publikovány jako Observations botaniques v Monaku, později v norštině jako Svalbards Flora (1927) – první flóra tohoto souostroví.
Další fotografka a spisovatelka Ingeborg Motzfeldt Løchen je známá svými portrétními fotografiemi, především polárníka Fridtjofa Nansena nebo malíře Erika Werenskiolda. Většinou jsou fotografie pořízené v letech 1900–1910.
Christian Christensen Thomhav byl dánský fotograf, který v letech 1894 až do své smrti v roce 1937 pracoval v Norsku. V roce 1908 byl předsedou sdružení Norges Fotografforbund (Norské asociace fotografů).
V souvislosti s rozvojem socialistického hnutí v Norsku, fotografii ve dvacátých a počátkem třicátých let ovlivňovalo také hnutí Neue Sachlichkeit (Nová věcnost). Se vznikem fotožurnalistiky dala etnologicky zaměřená tradice norské fotografie základ zájmu o vytváření politického a sociální komentáře pomocí fotoaparátu.

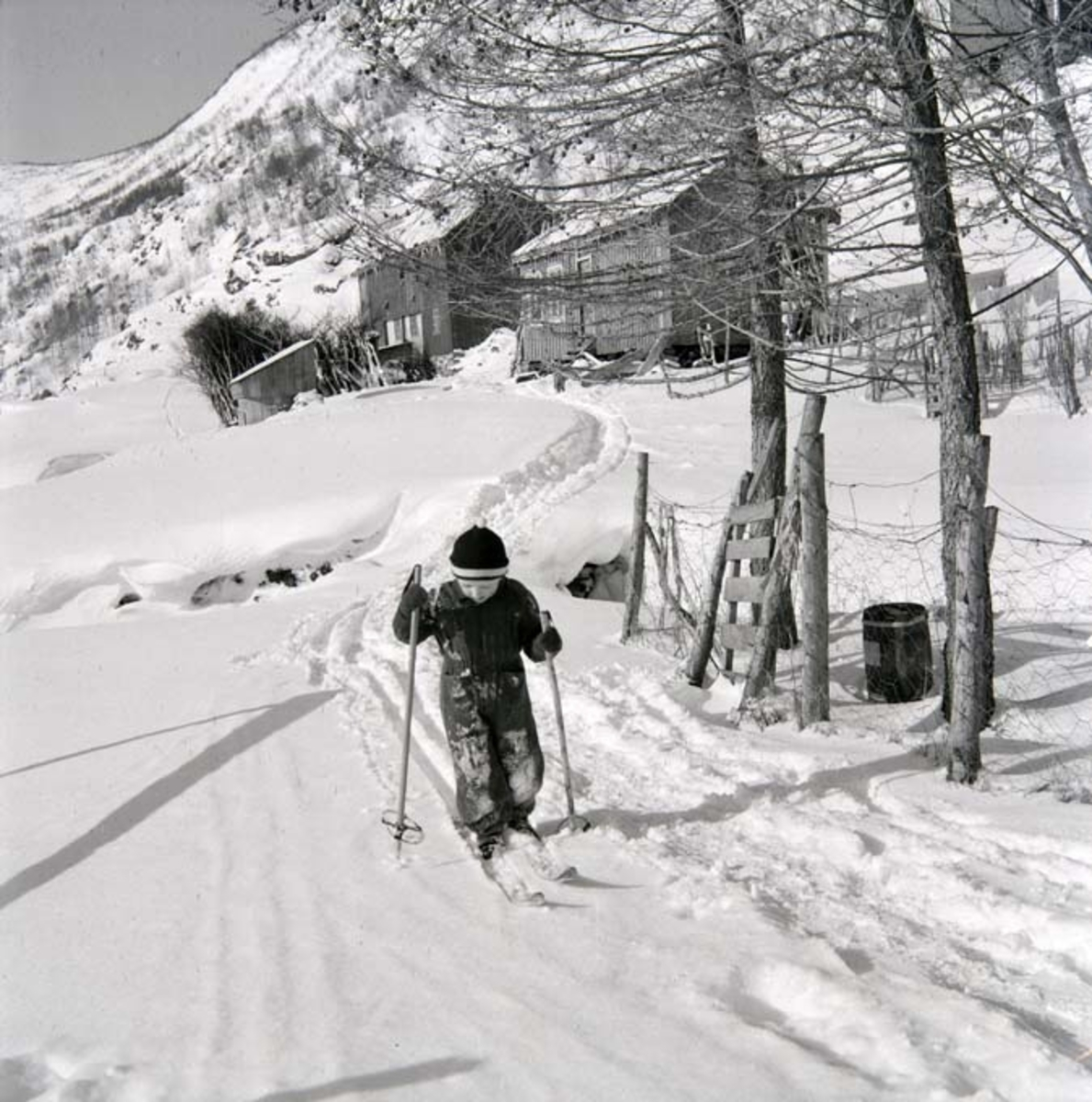
Lyder Kvantoland: Mladý chlapec při lyžování na zasněžené cestě, 1954
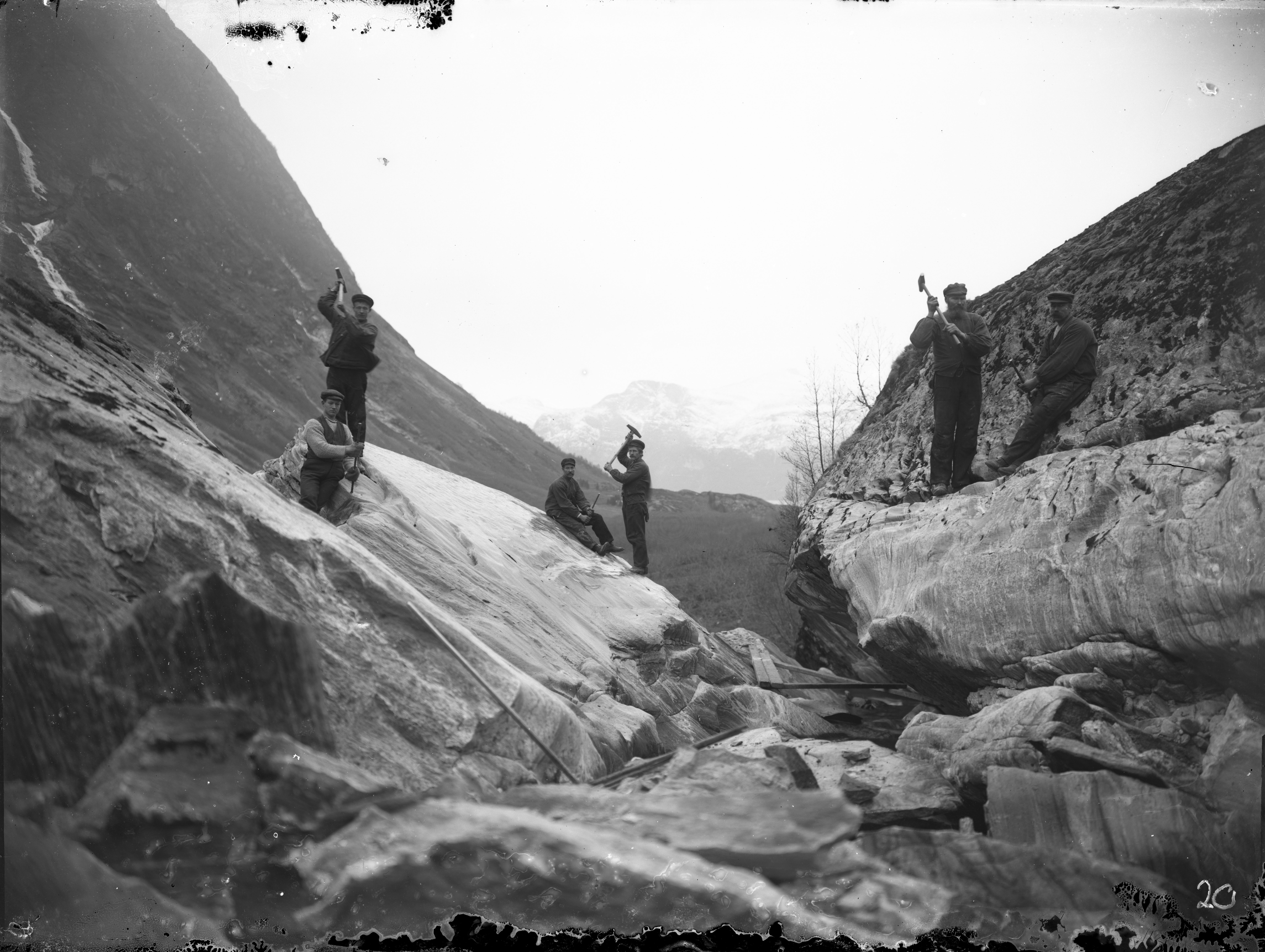
Knut A. Aaning: Zemědělci z Greidung v Erdalen při práci, Erdalselva, 1900–1910
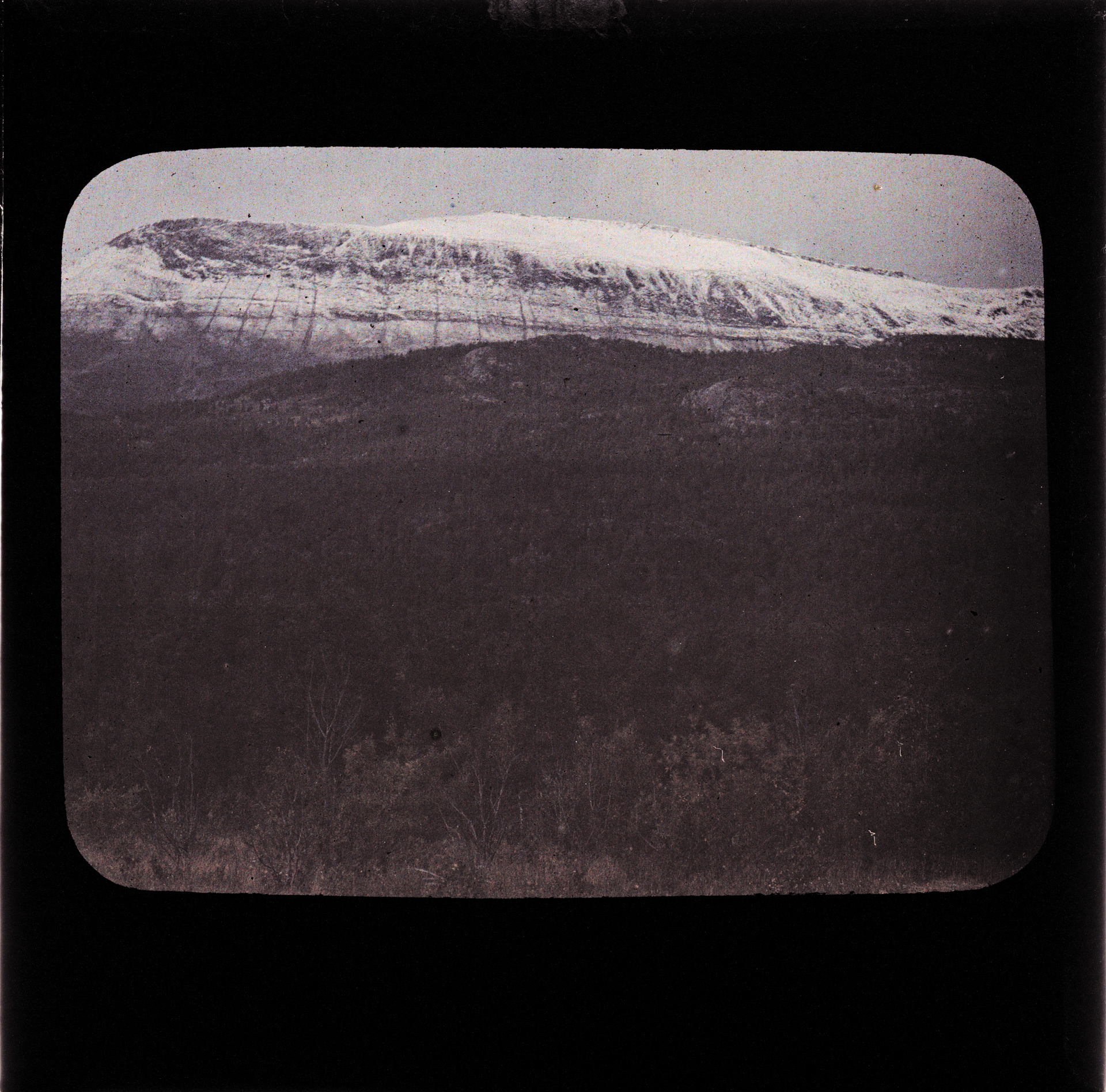
Hanna Resvoll-Holmsen: Výzkumná cesta do Troms, 1912
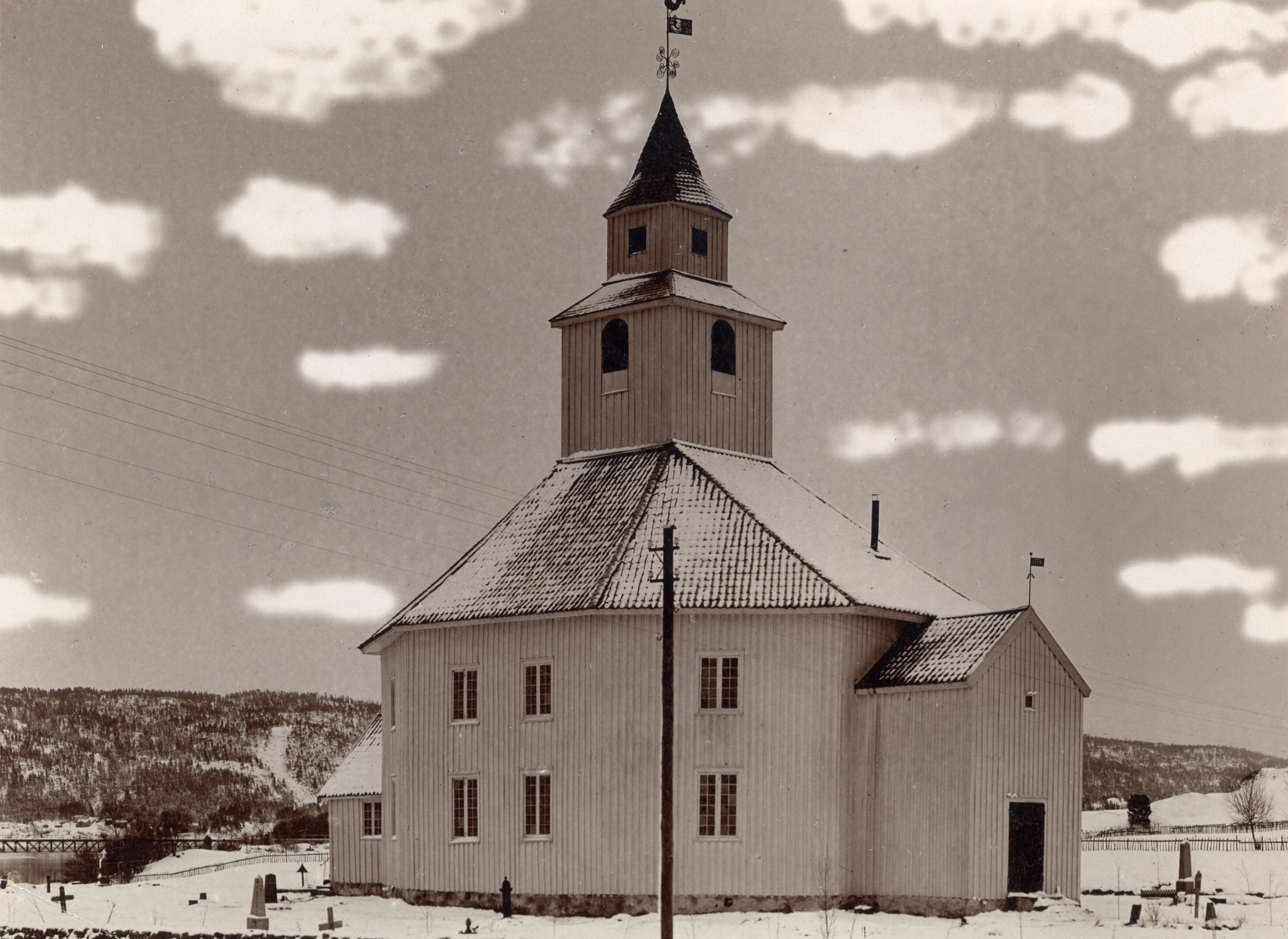
Christian Christensen Thomhav: Kostel Hornnes, Aust-Agder, 1900–1910
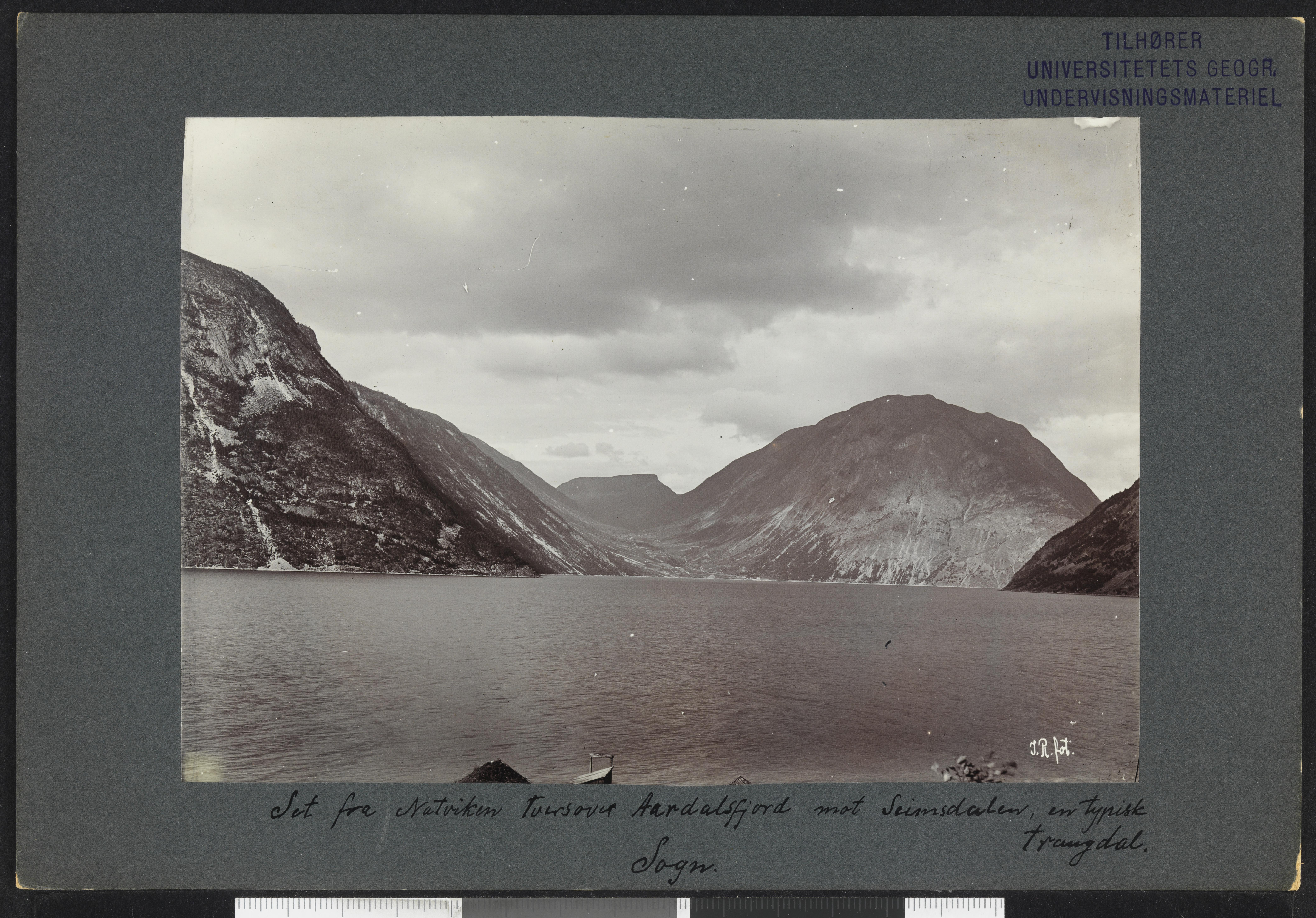
John Bernhard Rekstad: Pohled na Natviken, Tversover Aardalsfjord proti Seimsdalen
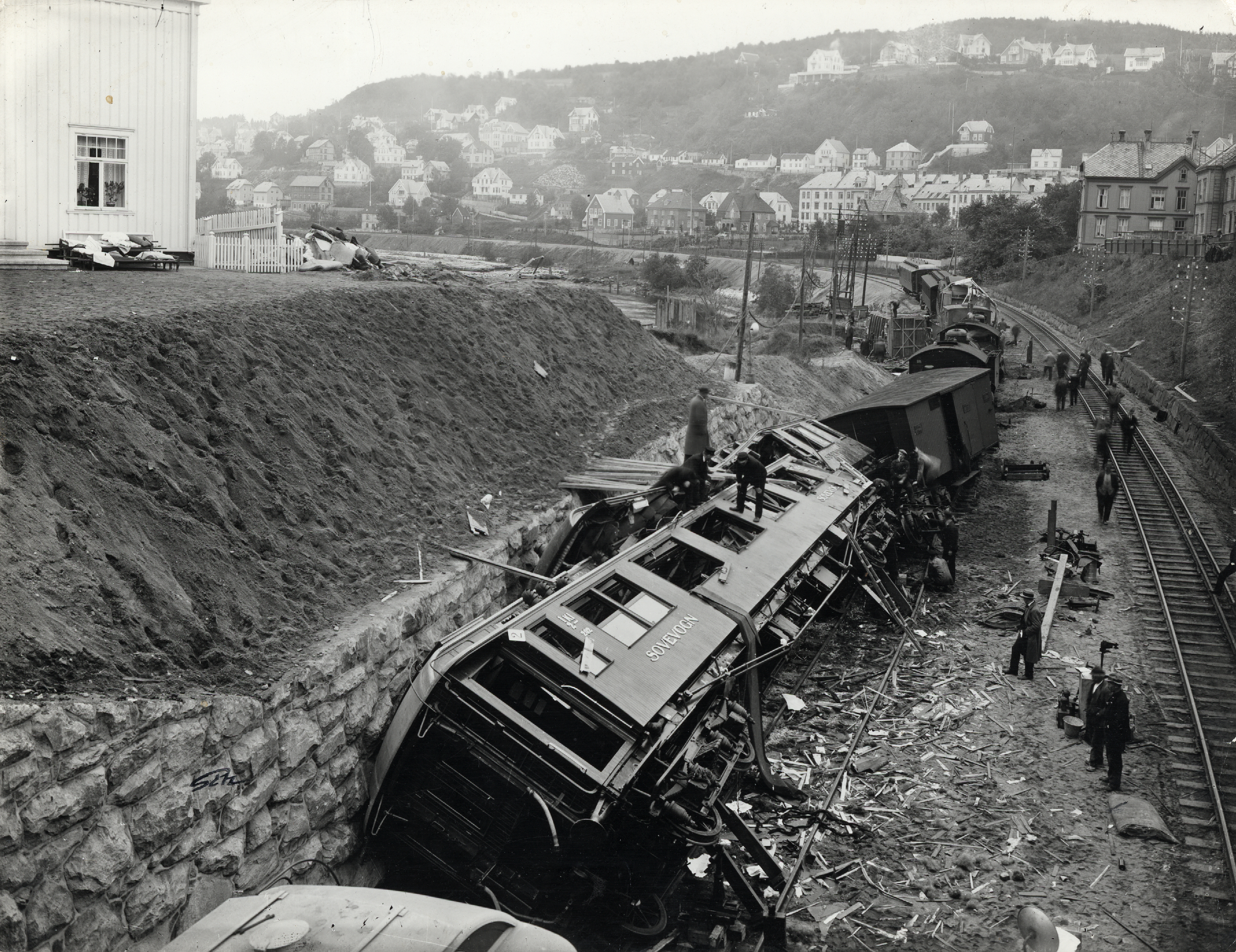
Alf Schrøder: Nidareidulykken, železniční nehoda, 1921
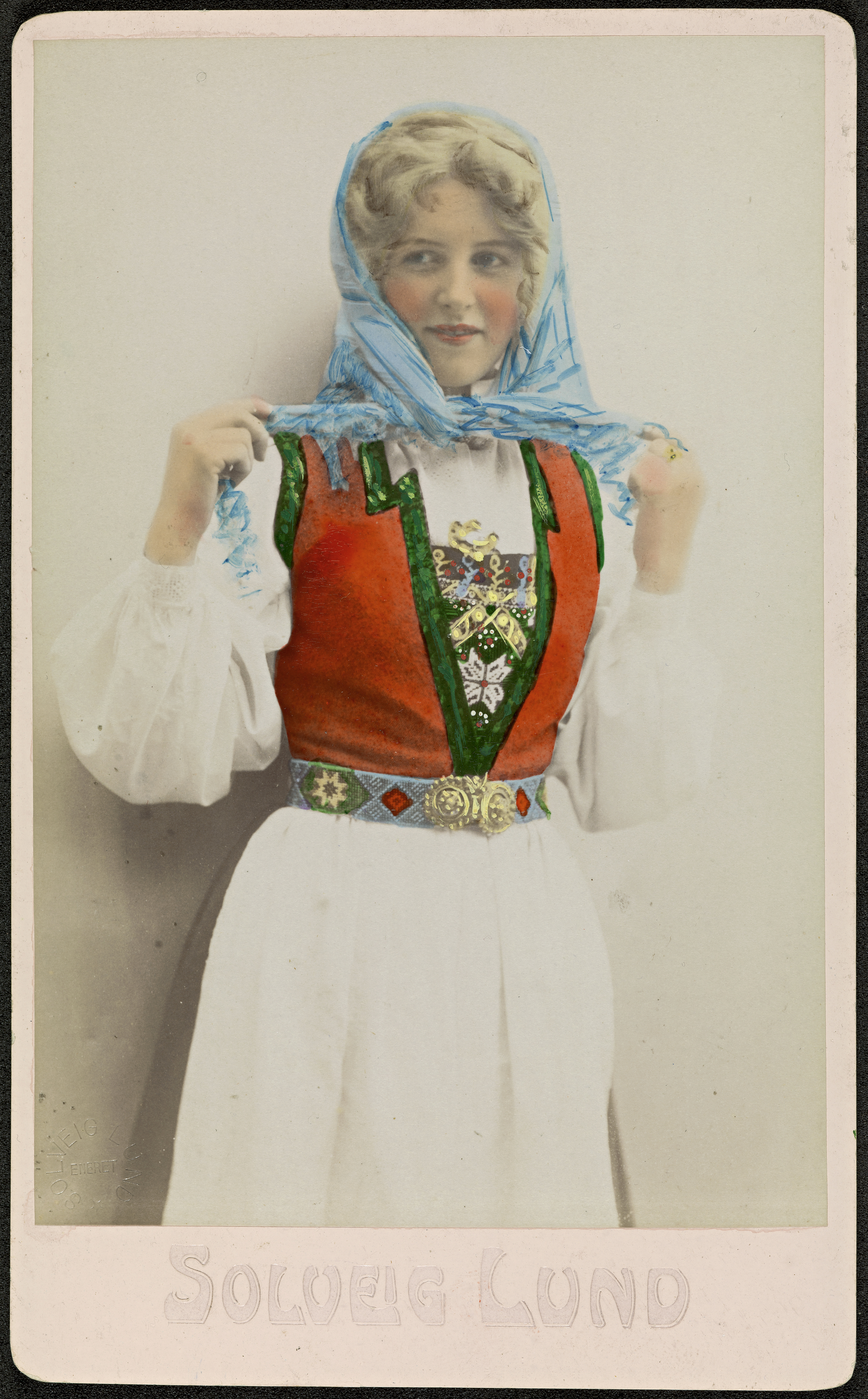
Solveig Lund: Norský národní kroj, studiový portrét, asi 1895–1908
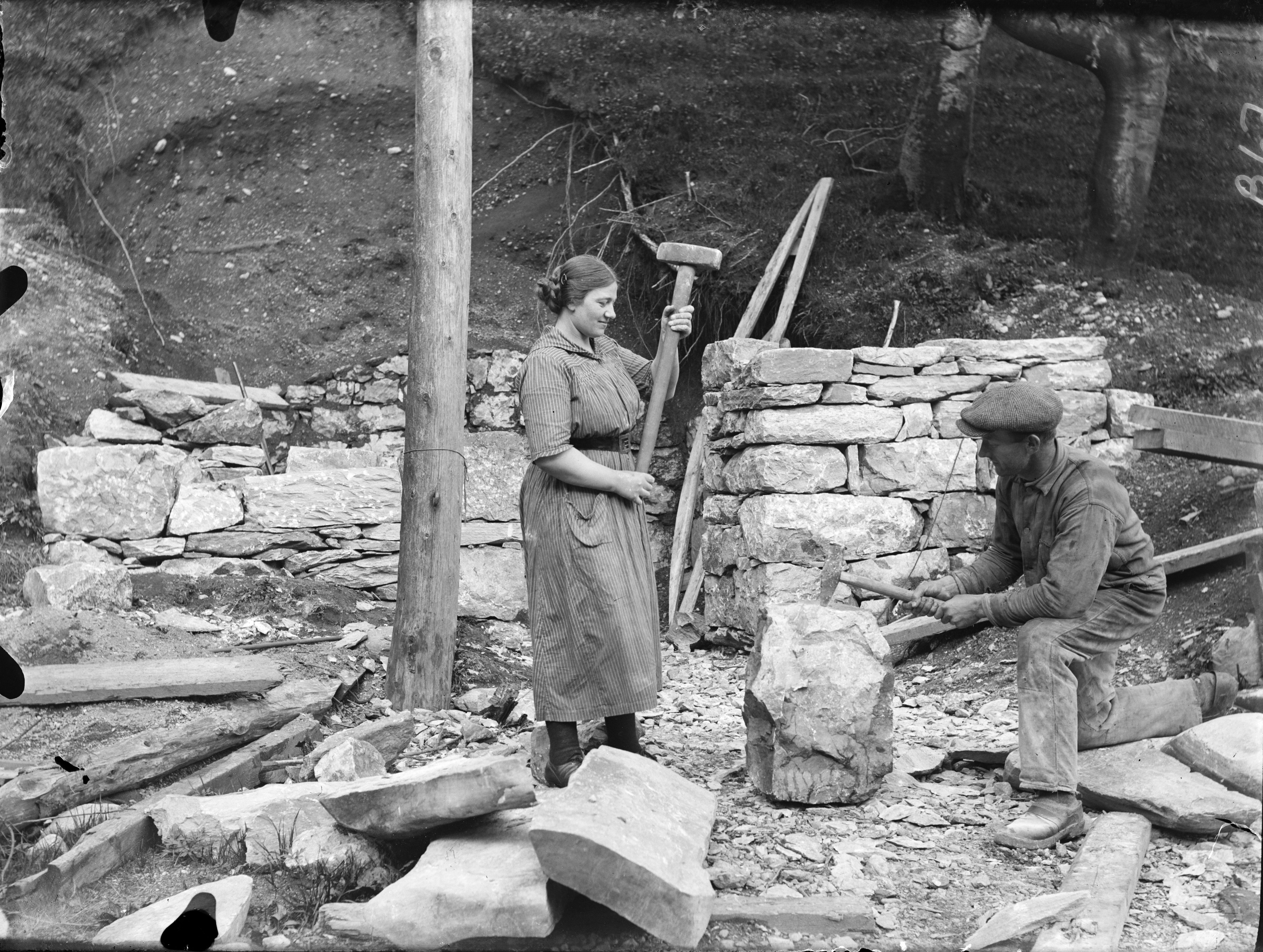
Paul Stang: Žena a muž pracují na řezání kamenů pro opěrnou zeď v pozadí, 1910
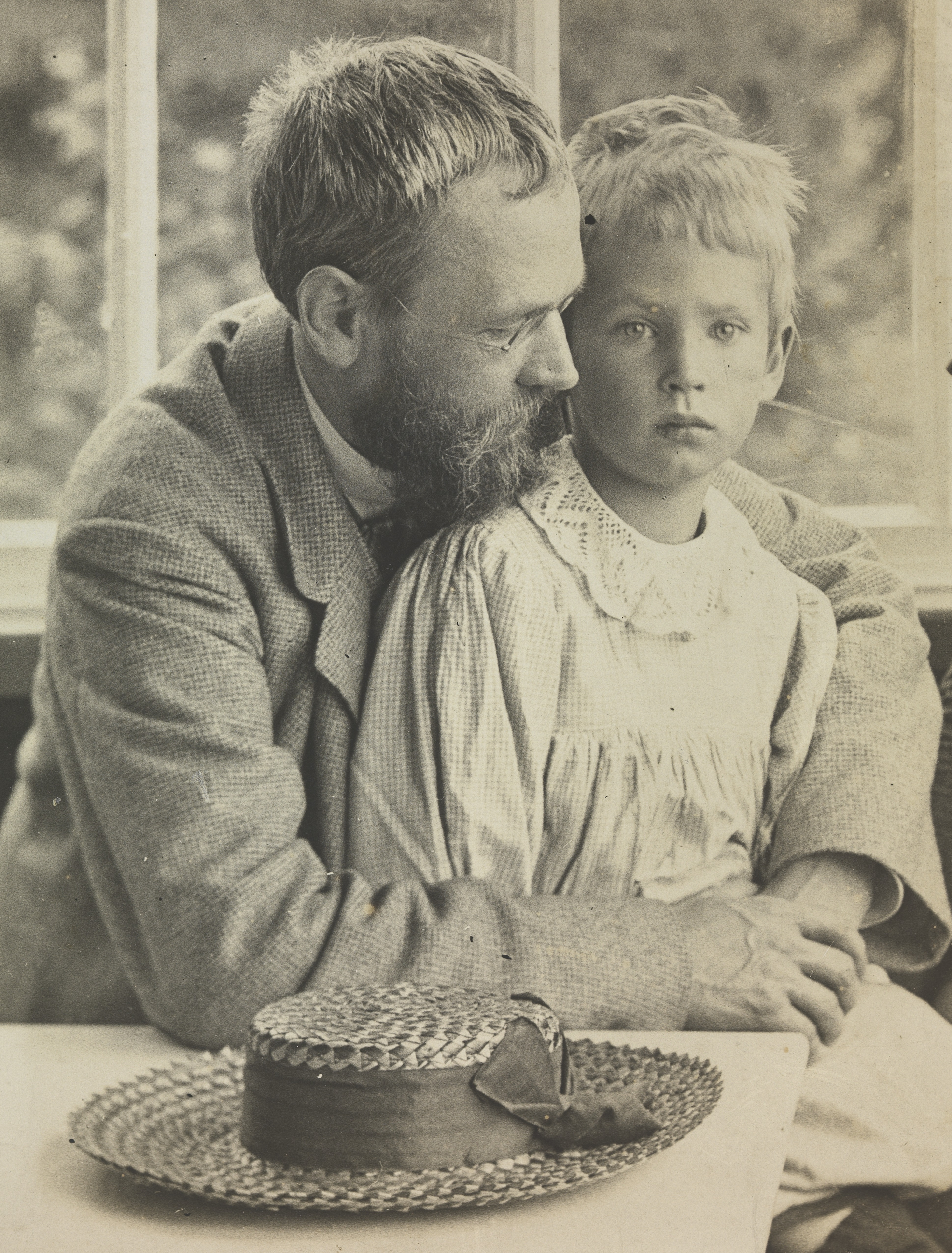
Ingeborg Motzfeldt Løchen: malíř Erik Werenskiold se svým synem Dagfinem Werenskioldem v náručí, asi 1900
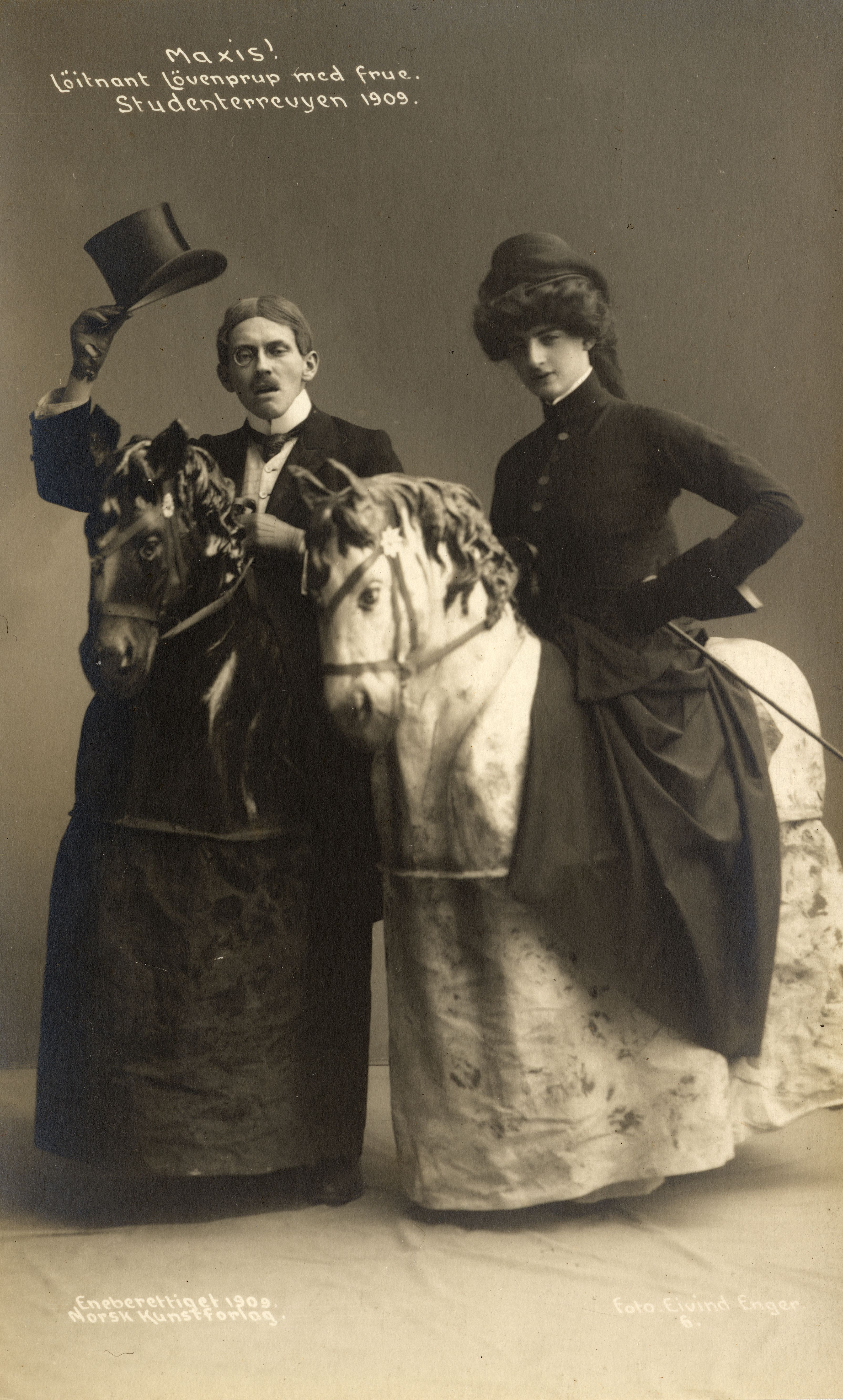
Eivind Enger: Poručík Lövenprup se svou ženou, Studentská revue, 1909

### Meziválečný vývoj
V meziválečném období se v Norsku uchytil piktorialismus podporovaný Fotografickým klubem Oslo, který byl založen v roce 1921. Fotografové reprezentující norský piktorialismus jsou Robert Collett, Aage Remfeldt, Thomas Johan Blehr a Waldemar Eide.
Robert Collett se přitom o fotografii zajímal pouze amatérsky, především se zabýval zoologií a pracoval jako ředitel a kurátor Zoologického muzea při univerzitě v Oslu. Své knihy o ptácích a savcích často ilustroval vlastními snímky. Nezajímal se pouze o fotografování květin a zvířat, přestože byl považován za největšího fotografa ptáků své doby. Zpětně je označován jako první norský ptačí fotograf. Také rád fotografoval lidí. Jeho fotografie ukazují jeho lásku k přírodě a lidem. Často byly obrázky také poznamenány studiem lidí a životním stylem – kulturními studiemi. Svou sbírku fotografií, 755 kopií, odkázal Norské ženské lékařské asociaci Norske Kvinners Sanitetsforening. Existuje také sbírka 550 fotopozitivů, kterou rodina Collettů věnovala Národní knihovně.
Ernest Rude (1871–1948) kariéru započal ve společnosti svého otce Christoffera Rudeho a od roku 1907 do roku 1910 provozoval firmu společně s Frederikem Hilfling-Rasmussenem. V provozování této společnosti pokračoval až do své smrti v březnu 1948 v Oslu, od roku 1943 s Andreasem Thorsrudem, který ji pak převzal. Jako fotograf byl Ernest Rude nejznámější jako portrétista. V období 1912–1927 předsedal Norské asociaci profesionálních fotografů a čestným členem se stal v roce 1946. Byl také čestným členem švédských a dánských sdružení.
Charles Ravn byl až do roku 1955 jediný fotograf v Ballangenu. Fotografické řemeslo měl jako své jediné zaměstnání a temnou komoru měl v domě, kde žil. Pracoval také jako historik, genealog a astrolog. Kromě toho byl vášnivým spisovatelem deníků, kde psal různé události v místní komunitě v Kjeldebotnu a Ballangenu. Také pečlivě zapisoval všechny své fotografie do deníku (katalogu). Když fotograf Ravn v roce 1963 zemřel, nebyl tu nikdo, kdo by jeho fotografie chtěl koupit nebo převzít. Všechen jeho majetek, včetně fotografií, byl transportován na pobřeží Kjeldebotn v Ballangenu, kde fotograf žil, aby bylo vše spáleno. Sbírku náhodou zachránil otec Ivara Skoglunda, který ji pak uložil do archivu v Nordlandu. Dochovalo se také několik katalogů a deníků a čerpají z nich lokální historikové a jsou uloženy v archivu v Nordlandu.
Elisabeth Meyer (1899–1968) byla nejznámější svými fotožurnalistickými činy z cest po Íránu a Indii ve dvacátých a třicátých letech 20. století. Mezi jejími snímky byl i portrét Mahatma Gandhiho. Podle neověřených zdrojů se mohlo jednat o první ženu ze Západu cestující přes Írán. Pocházela z bohaté rodiny. V roce 1932 vstoupila do fotografického klubu Camera Club v Oslu. V roce 1937 odjela do Berlína studovat fotografii na Reimannově škole, kde v té době studoval také Walter Peterhans a Otto Roman Croy (umělec českého původu). Před návratem do Norska pracovala v Budapešti jako učeň maďarského fotografa Jószefa Pécsiho. Období války strávila v Norsku.
Nanna Broch byla norská sociální pracovnice a fotografka. Od roku 1919 do roku 1945 byla inspektorkou pro bydlení ve zdravotnických úřadech v Oslu. V roce 1927 byla spoluzakladatelkou sdružení Østkantutstillingen a uspořádala více než devadesát výstav zaměřených na zlepšení životních podmínek, zejména mezi dělnickou třídou. Mezi její nejznámější výstavy patřily „Flaskeberget“ o účincích alkoholismu a „Vasshølet“ na zátěž žen při přepravě vody.
Eirik Sundvor byl norský novinářský fotograf, který působil v novinách Avisa Nidaros, Norsk Tidend a Dagbladet.
Ole Friele Backer byl norský válečný fotograf, od dubna 1940 fotografoval válku a důsledky německého útoku na Norsko. Fotografie byly publikovány v zahraničí a Backer musel uprchnout do spojeného Království na palubě MK "Sjølivet". Byl zaměstnán jako fotograf norské vládní informační kanceláře v Londýně. Dokumentoval norskou královskou rodinu a činnost vlády v exilu, fotografoval norský vojenský personál, válečné námořníky a další Nory v exilu. Jeho fotografie si získaly širokou publicitu a byly publikovány v Británii stejně jako ve spojených státech.

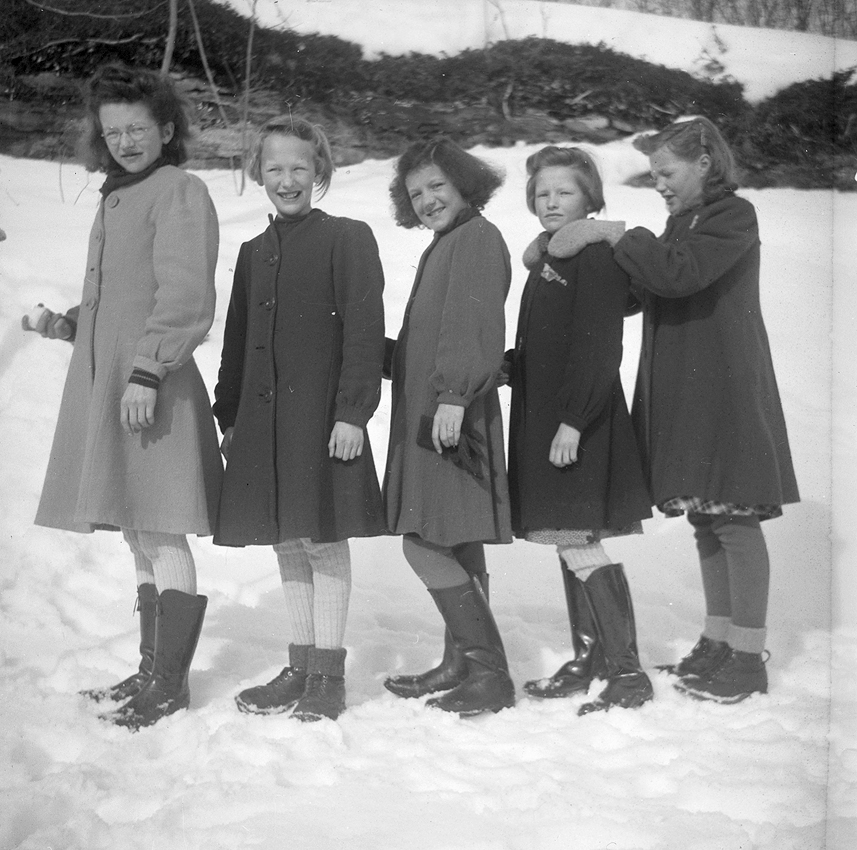
Charles Ravn: Skupinový portrét, Ballangen, Norsko, 1920–1940
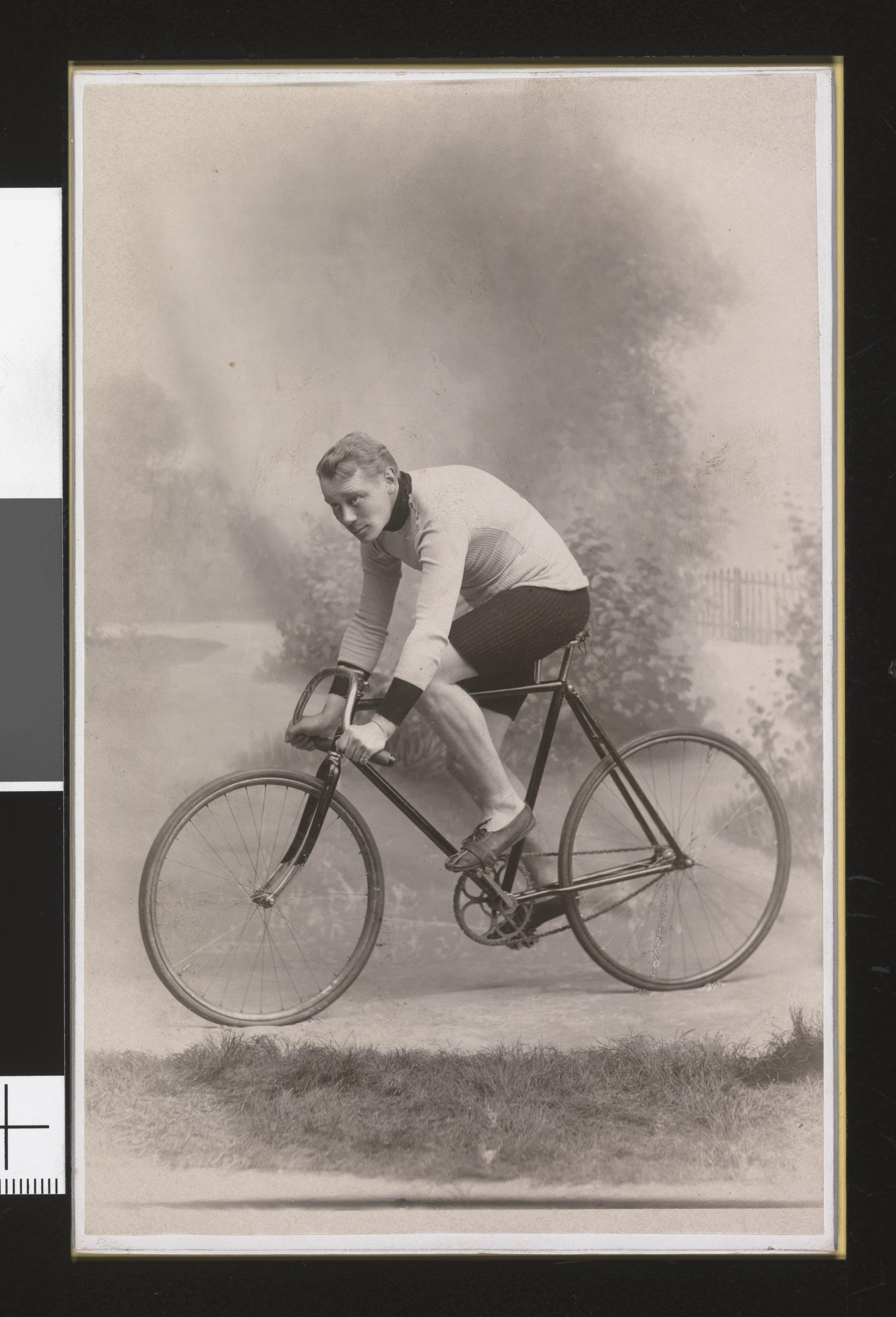
Frederik Hilfling-Rasmussen: Portrét neznámého muže, 1901
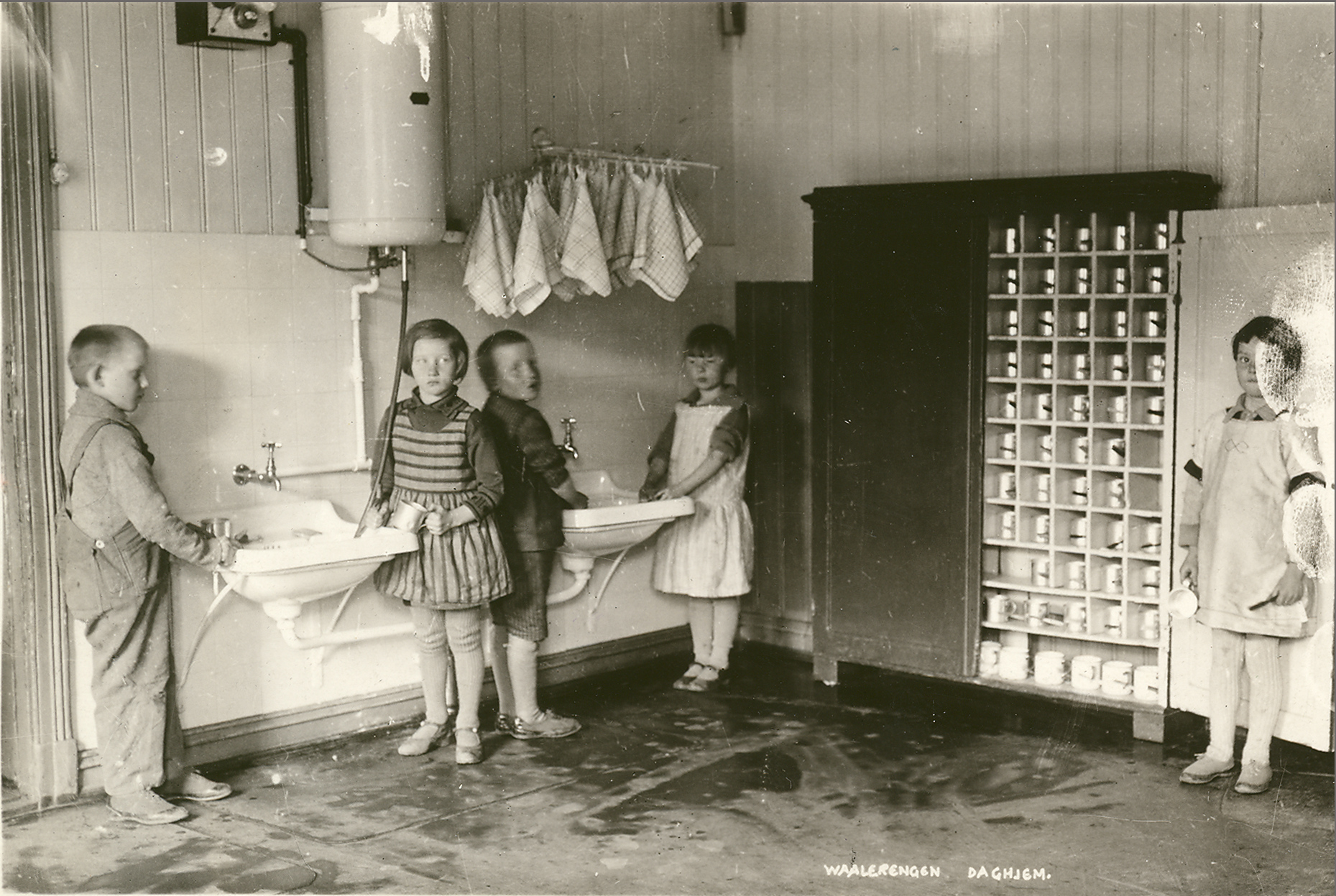
Nanna Broch: Děti ve školce Vålerengen, připravené si umýt svůj šálek, 1920–1930
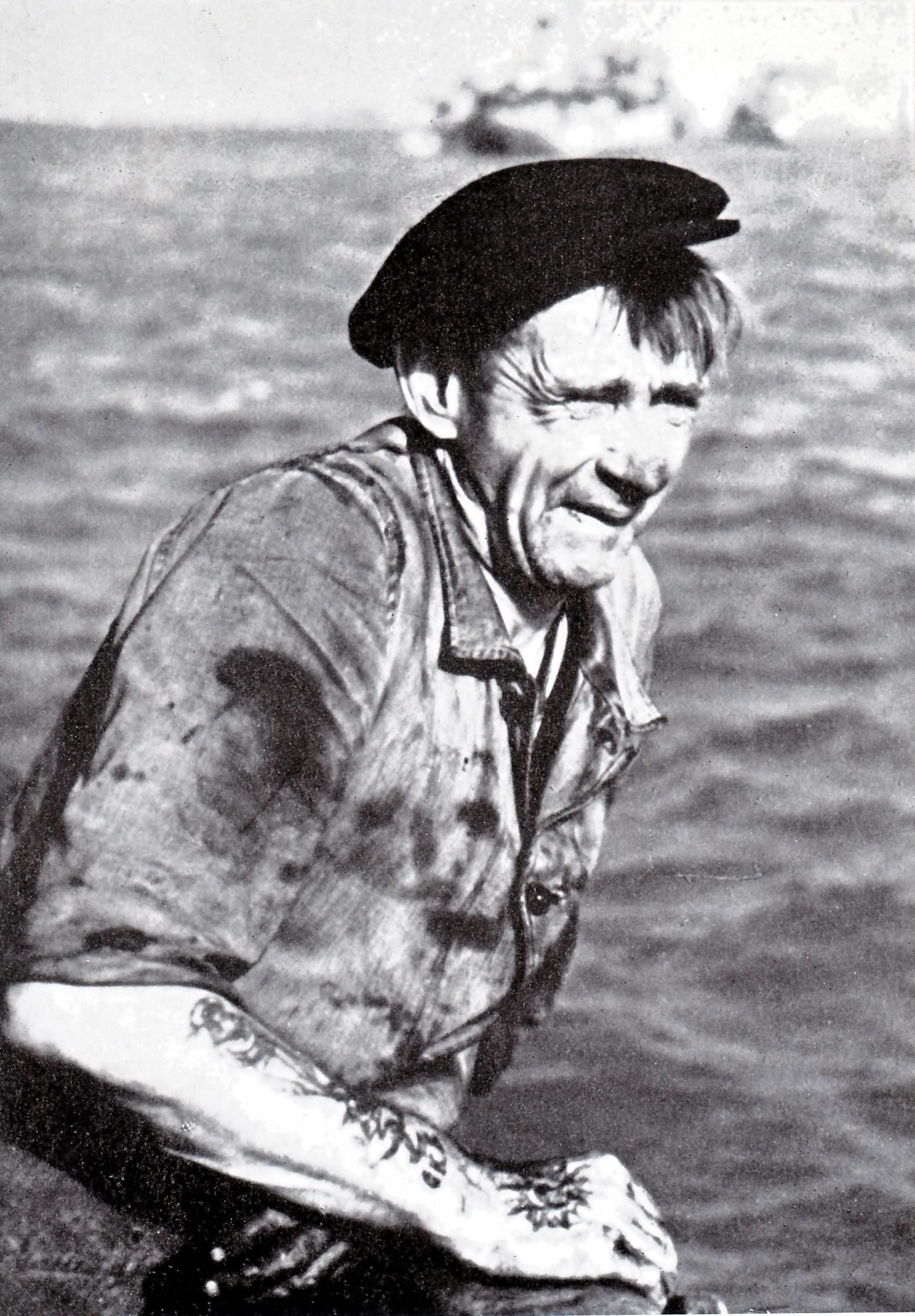
Ole Friele Backer: Bitva v Normandii, 1944, fotografie byla použita na obálce časopisu Picture Post
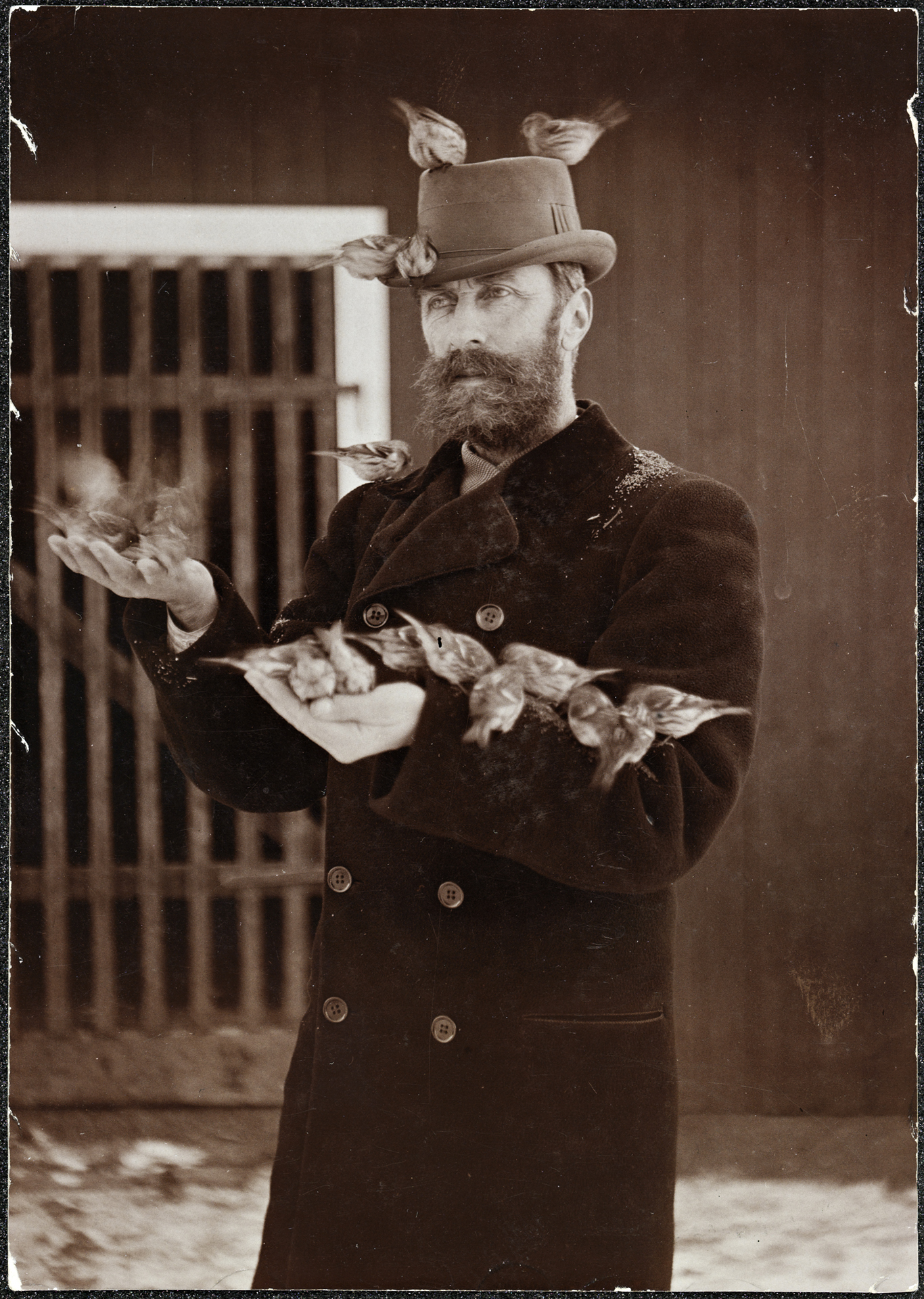
Robert Collett: Portrét Thomase Jensena (1849–1936)

### Poválečná fotografie

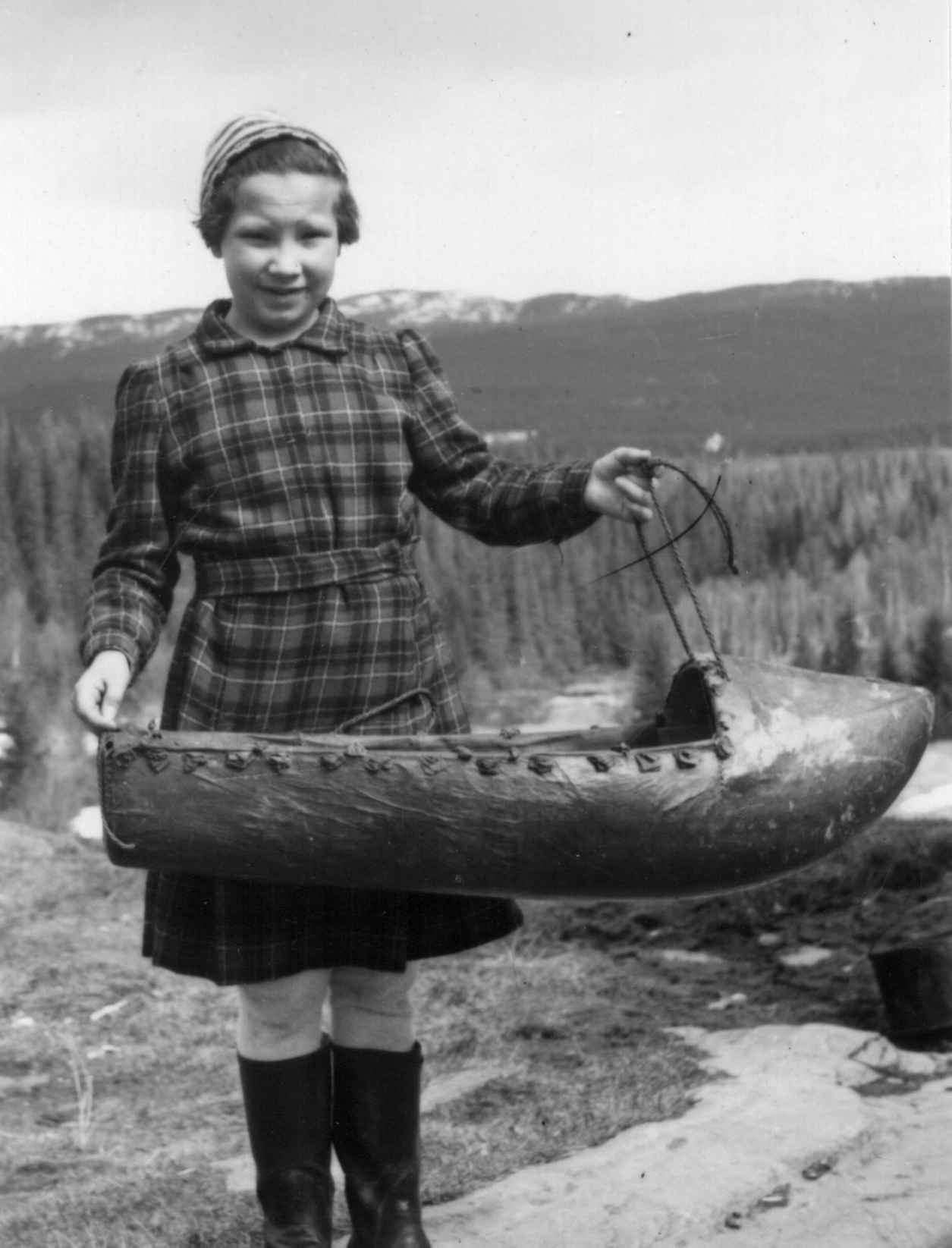
Asbjørn Nesheim: Annie Barrock drží tradiční kolébku zvanou komse, Stordalen, 1953

Vývoj médií a konzumní společnosti přinesl novou roli fotografie jako mocného sdělovacího média – hlavně módní, reklamní fotografie a fotožurnalistiky. Jako paralela k zahraničním časopisům Life, Time nebo Paris Match vznikaly i norské obrázkové časopisy – mezi nejznámějšími Aktuell (1945–1974) a Nå (1952). Časopisy zaměstnávaly vlastní fotografy a vybíraly si ke spolupráci fotografy na volné noze. Například Rigmor Dahl Delphin pracovala přibližně v letech 1955–1975 pro noviny Alle Kvinner, archiv z této doby obsahuje asi 2000 negativů.
V roce 1957 byla do Osla dovezena pod titulem Alle jordens mennesker velmi vlivná newyorská výstava Lidská rodina kurátora Edwarda Steichena. Po vzoru Magnum Photos byla založena fotografická agentura Manité (1962–1967) Arilda Krista, Roberta A. Robertsena a Dana Younga. Jejich fotografie charakterizoval hlavně a především zájem o společnost. Manifestací soudobých evropských a amerických trendů byla výstava skupiny ZAD Group of Young Photo-journalists (Kåre Kivijärvi, Jürgen Heinmann a Claus-Peter Fischer) v Oslu v roce 1960.
Fotografové 60. let pracovali hlavně v žánru dokumentární fotografie. Snímky byly vysoce kontrastní a mívaly viditelný okraj na důkaz plného využití formátu. Podobně jako jinde ve světě vedly fotografie a tradiční umění vlastní život a jejich interakce se omezovala spíše na individuální přátelství, jako mezi Kjellem Stenem Tollefsenem a Gunnarem S. Gundersenem a několika umělci, kteří také pracovali s fotografií jako Carl Nesjar. Výstava Kjella Stena Tollefsena, Bjørna Winsnese a Ivara Øiesvolda v Galleri KB v roce 1956, která prezentovala spíše uměleckou než dokumentární fotografii, byla ve své době ojedinělým počinem. Carl Nesjar a Kjell Sten Tollefsen pracovali s různými formami abstrakce, detaily byly potlačovány až k jednoduchým tvarům nebo hmatovému vjemu, jindy fotografie upravovali až k úplně ztrátě šedých tónů.
Jac Brun byl roku 1938 byl členem uměleckého sdružení Oslo Kameraklubb. Vystudoval Rude Foto a Dansk Fotografisk Forenings Fagskole dánské Fotografické Společnosti v roce 1951 a tovaryšské osvědčení získal v Oslu v roce 1953. Od roku 1953 do roku 1979 pracoval v Mittet & Co. jako fotograf a generální ředitel. V souvislosti s touto prací velké množství záběrů z celého Norska, fotografie, ze kterých se později vyráběly pohlednice. Mezi lety 1962 a 1970 byl předsedou Norské asociace fotografů Norges Fotografforbund a později čestným členem stejné asociace. V letech 1979–1985 byl editorem pro norský fotografický věstník. V roce 1994 byl oceněn zlatou královskou medailí za zásluhy za příspěvek norské fotografii.
Pro Mittet & Co. pracoval také fotograf amerického původu patřící do rodiny Mittetů Hermann Christian Neupert. A právě společnost Mittet & Co. pravděpodobně ve třicátých letech převzala celou jeho sbírku negativů. Kromě asi 200 negativů, které si společnost nechala, dali později celou sbírku Norskému národnímu muzeu kulturního dědictví Riksantikvaren, které pak některé z nich předala do Norského technického muzea a další do Norského lidového muzea.

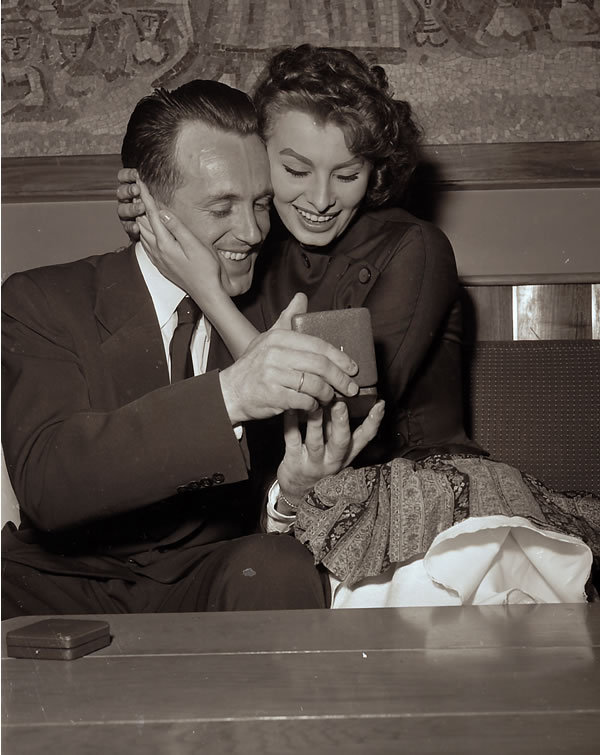
Bjørn Fjørtoft: Hallgeir Brenden a Sophia Lorenová po získání zlaté medaile, 1956

Bjørn Fjørtoft dlouhou dobu pracoval jako fotožurnalista pro Aftenposten. Pravděpodobně jeho nejznámější fotografie je olympijský vítěz Hallgeir Brenden a Sophia Lorenová po získání zlaté medaile v Brendens v běhu na 15 km v průběhu zimních olympijských her v italské Cortině d'Ampezzo.
Norský redaktor a fotograf Kjell Lynau začínal jako novinář v Nordstrands Blad a Akersposten v letech 1941 až 1944, poté v Norské zpravodajské agentuře v letech 1945 až 1952. V roce 1952 byl najat jako pomocník v Billedbladet Nå a od roku 1954 do roku 1983 byl redaktorem časopisu.
Gunnar Høst Sjøwall se narodil do fotografické rodiny a studoval fotografii ve Švédsku. Spolu se strýcem se zúčastnil několika expedic po celém světě. V mladém věku publikoval fotografie v magazínu National Geographic a v roce 1968 nastoupil na plný úvazek do rodinné společnosti Sjøwall. Zde pracoval jako fotograf až do své smrti v roce 2013. Fotografoval ve stejném žánru jako jeho otec a portrétoval mimo jiné královskou rodinu, vedoucí podniků a norskou kulturní elitu.
Paul A. Røstad se specializoval na krajinářskou, sportovní fotografii a folklórní dokument. Halvor Vreim byl architekt, který přispěl k dokumentaci, zachování a restaurování starých dřevěných budov. V roce 1921 získal zaměstnání v Norském lidovém muzeu jako asistent pedagoga, s odpovědností za skanzen, na kterém se pak stavebně podílel. Dokumentace stavby byla důležitou součástí jeho práce. Během své práce pořídil stovky fotografií staveb křížem krážem po celé zemi. Vreimovu tvorbu charakterizuje jeho vhled do řemeslného aspektu stavebních zvyků.
Asbjørn Nesheim působil jako správce muzejních sbírek, lingvista a kurátor známý díky svému výzkumu sámských jazyků a kulturní historie. Od 50. let 20. století zodpovědný za návrh a vybudování oddělení na téma Sámské říše v Norském lidovém muzeu v Oslu.
Anna Grostøl, norská učitelka, fotografka a folkloristka (30. dubna 1894 – 4. ledna 1962)
Další fotografka byla Alvilde Torp.

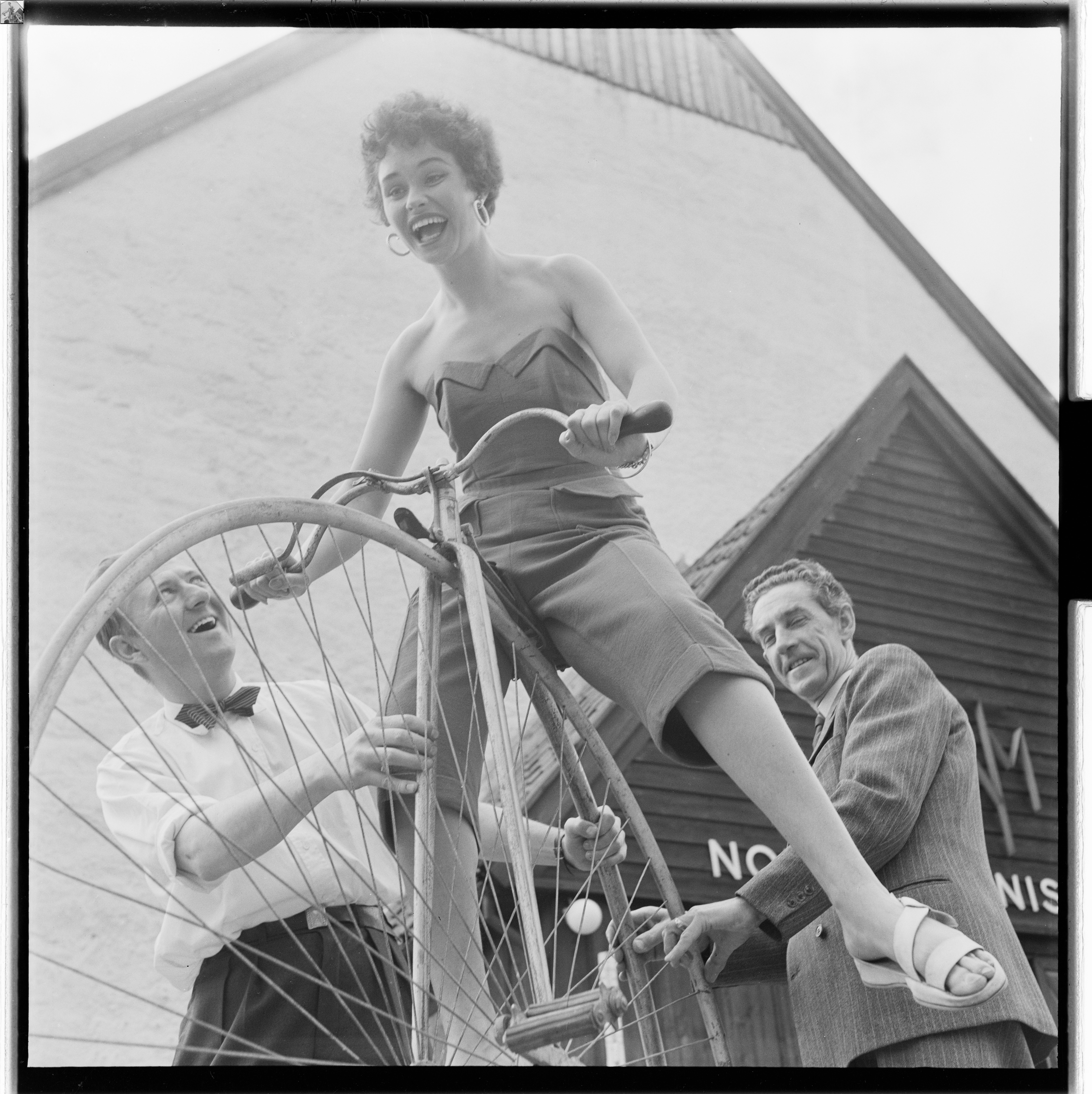
Kjell Lynau: Norská herečka Ingrid Vardund na velocipedu, 1954
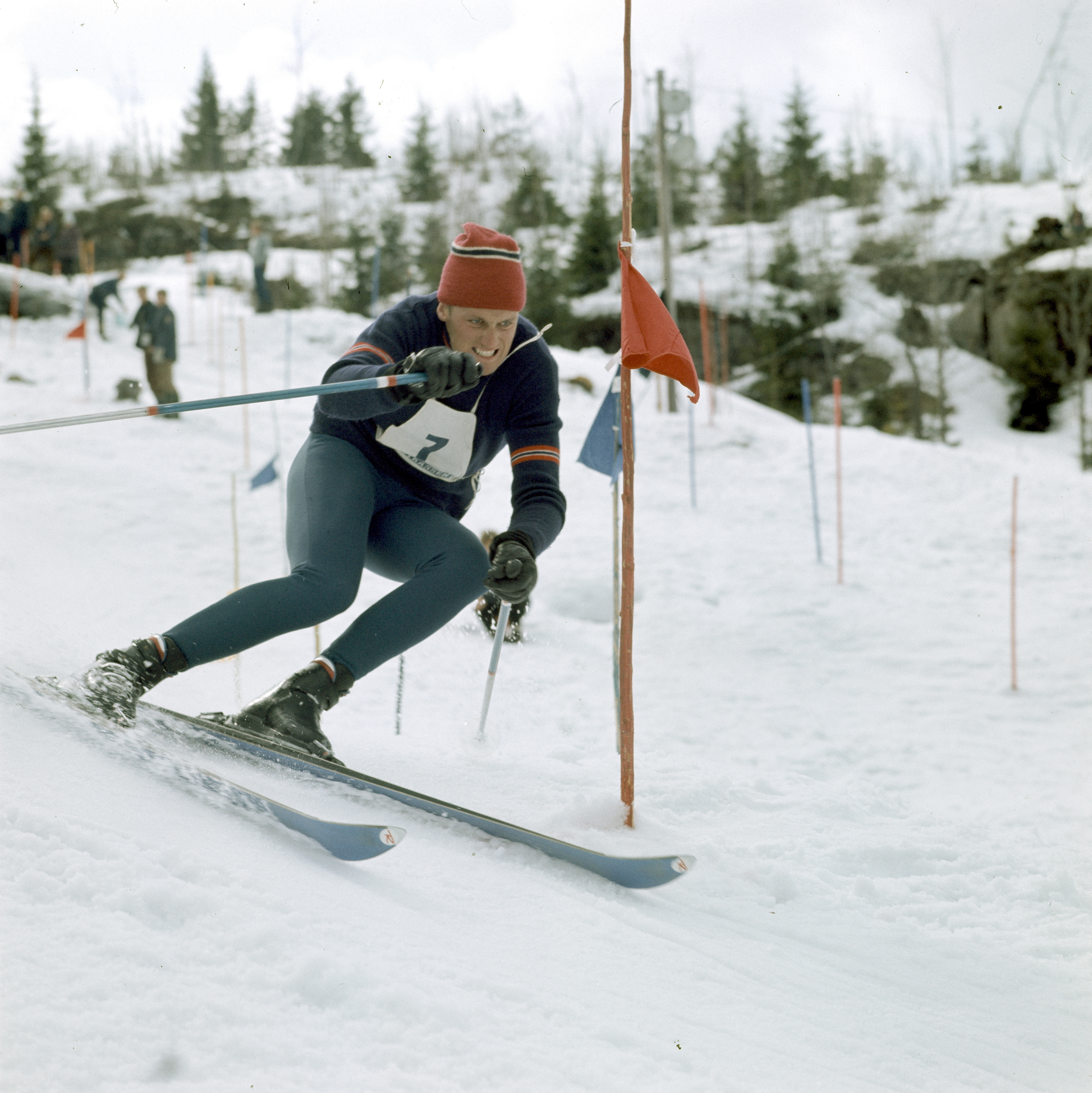
Paul A. Røstad: Håkon Mjøen, 13. dubna 1969

### 70. a 80. léta

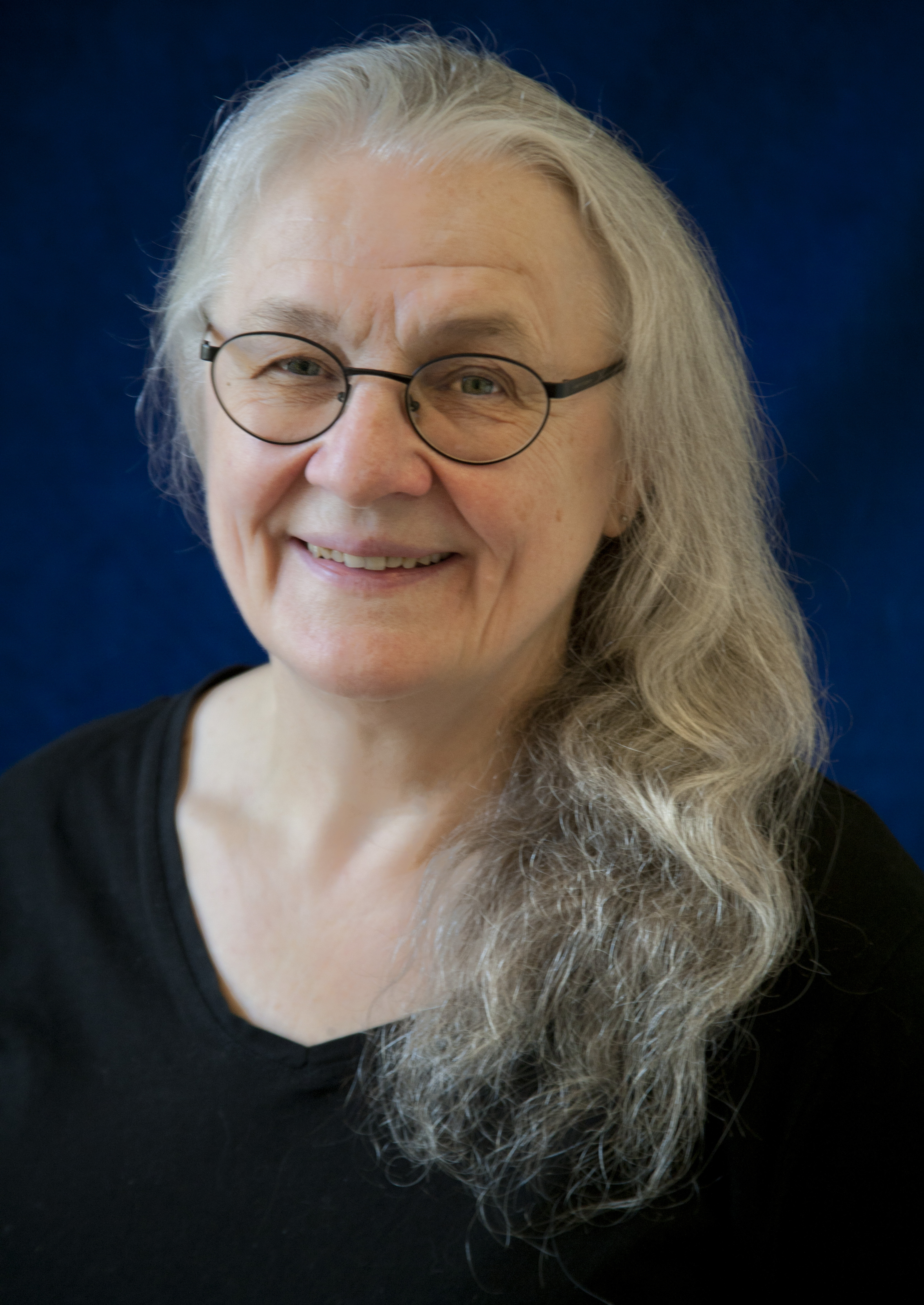
Ann Christine Eek

70. a 80. léta bývají označována jako „zlatý věk“ norské fotografie. Nová éra norské fotografie začala v roce 1971, kdy byly tři fotografie Kåre Kivijärviho Vandringer I–III přijaty prestižní Podzimní výstavou v Oslu, čímž předznamenaly široké uznání fotografie jako umělecké formy. V katalogu výstavy byly ale uvedeny jako malby.
V roce 1974 byla založena Společnost uměleckých fotografů NAFAP. Od samého začátku bylo jejími členy několik fotografů, kteří se zabývali také dokumentární fotografií – Kåre Kivijärvi, Knut Evensen, Robert Meyer a Arnt Sneve. V průběhu 80. let přibyli Tom Martinsen, Leif Gabrielsen, Ann Christine Eek, Halvard Kjærvik a Espen Tveit – všichni ze Školy fotografie Christera Strömholma, samouci Bjørn Falch Andersen, Alf Edgar, Solveig Greve, Jens Hauge, Bjørn Høgrann, Morten Løberg a Johan Sandborg, studenti Technické univerzity v Sogne Børge Kalvig, Morten Krogvold, Herdis Maria Siegert a Bjørn Winsnes, další fotografové s uměleckým zázemím – Henny Lie, Siggen Stinessen a Guri Dahl, studenti anglických škol Dag Alveng, Per Berntsen, Morten Haug, Øistein Klakegg, Helene Levand, Thera Mjaaland, Tom Sandberg a Arne Walderhaug a navrch několik imigrantů – Dan Young, Jim Bengston, Karoly Buday a Čech Jiří Havran. V roce 1976 byla založena agentura Samfoto.
Frits Solvang se dostal do kontaktu s fotografem Kårem Kivijärvim a navštěvoval fotografickou školu ozbrojených sil. Studoval u fotografa Samuela Herscowitze na Hamaru, pak kurz na Stockholmské univerzitě, kde měli zásadní vliv na jeho další rozvoj učitelé Tor Ivan Odulf a Christer Strömholm. Frits Solvang se věnoval fotoreportážím, reklamě a divadelní fotografii. Spolupracoval s Národním divadlem a ilustroval také několik knižních publikací.
70. léta byla také zápasem o vlastní galerii. Galerie na Národní univerzitě umění a designu založená Jarlem Strømmem v roce 1967 byla jen dočasná, galerie Fri Fotografi Meyera a Imre Hancze v roce 1971 existovala necelý měsíc. Fotogalleriet otevřená v roce 1977 znamenala významný pokrok v prezentaci umění. Preus fotomuseum otevřelo o rok dříve, primárně sice sloužilo jako instituce pro dokumentaci a technický rozvoj, ale stalo se také významným výstavním místem.
Mezi nejvýznamnější časopisy tohoto období patří Nye Foto (1976–1977) vydávané Vidarem Asklandem, Fotoforum (1979–1982) Fotomusea Preus a Prisma-Nytt (1982–1988) Henie-Onstada Kunstsentera.
S rostoucím počtem fotografů s různým vzděláním s předchozími zkušenostmi rostla také pluralita výrazu fotografických děl. Významná byla vzájemná interakce s grafikou a grafickým designem. Až do konce 70. let byla umělecká fotografie z velké většiny černobílá, barva byla prakticky tabu, barevná fotografie byla hlavně doménou reklamní a módní fotografie. Situace se zlepšila s rozšířením nových barevných procesů a Polaroidu.
Na konci 80. let debutovalo několik fotografů, kteří svou tvorbou předznamenali vývoj 90. let. Byli to Per Maning, Fin Serck-Hanssen, Lill-Ann Chepstow-Lusty, Ole John Aandal a Mikkel McAlinden.

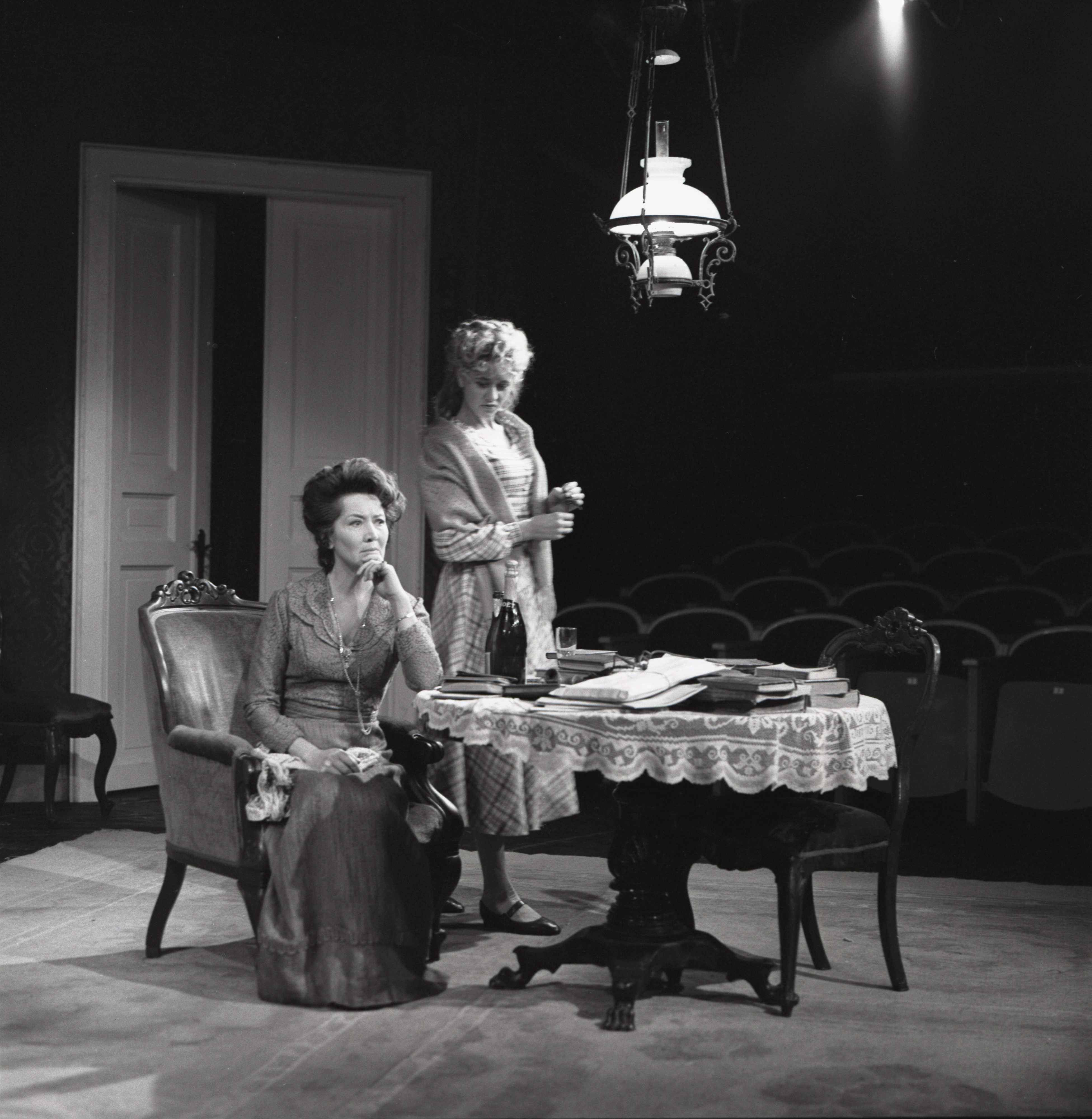
Frits Solvang: Scéna z inscenace Gengangere Henrika Ibsena z Národního divadla. Paní Alvingová sedí v křesle u stolu. Za ním je Regine Engstrand. Na stole je láhev šampaňského a mnoho knih. Premiéra: 4. října 1972. Pål Løkkeberg režie, Helen Brinchmann jako paní Alvingová, Frøydis Armand jako Regine Engstrand, Svein Sturla Hungnes jako Osvald, Frank robert jako Pastor Manders a Rolf Søder jako Snekker Engstrand. Oslo, asi 1972

## Norská fotografie od devadesátých let po současnost
V roce 1995 byla na fotografie zavedena autorská práva. Ale až v roce 2004 byla fotografie osvobozena od daně jako sochařství a malířství. Teprve v devadesátých letech také vznikla první instituce pro vyšší fotografické vzdělání – Národní umělecká akademie v Bergenu (KHiB). Umělci, kteří zásadně formují dnešní norskou fotografickou scénu jako Mikkel McAlinden, Vibeke Tandberg a Torbjørn Rødland zde absolvovali v polovině 90. let. Zájem o fotografii prudce vzrostl.
V devadesátých letech norské fotografii dominovala digitálně manipulovaná fotografie v čele s fotografy jako Vibeke Tandberg, Mikkel McAlinden nebo Ole John Aandal. S přelomem tisíciletí se fotografie stala opět více dokumentární, s tematickým posunem od námětů ze soukromí devadesátých let k více společensky, urbánně nebo architektonicky zaměřeným kompozicím, například s významným důrazem na dialog mezi přírodou a kulturou. Zde mohou být zmíněni fotografové jako Marte Aasová, Anne-Grethe Thoresenová, Eline Mugaas, Mette Tronvoll, Hedvig Anker, Dag Nordbrenden nebo Marius Engh. V posledních letech ještě k významným norským fotografům přibyli Anja Niemi, Matias Faldbakken, Knut Bry, Jorunn Irene Hanstvedt, Heini Holtta, Katja Host, Ole Martin Lund Bo, Birgitte Sigmundstad, Anette Sletnes, Camilla Sune, Eivind Røhne, Dag Thorenfeldt a Morten Torgersrud.

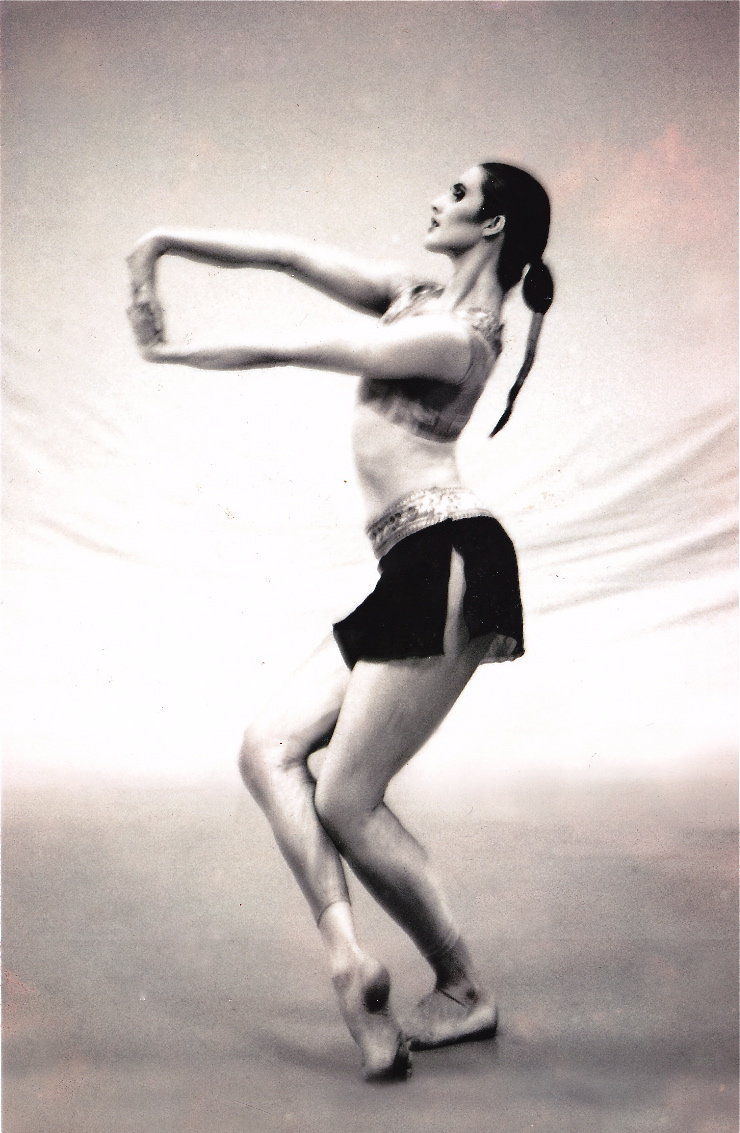
Knut Bry: Babiesbabel

## Instituce

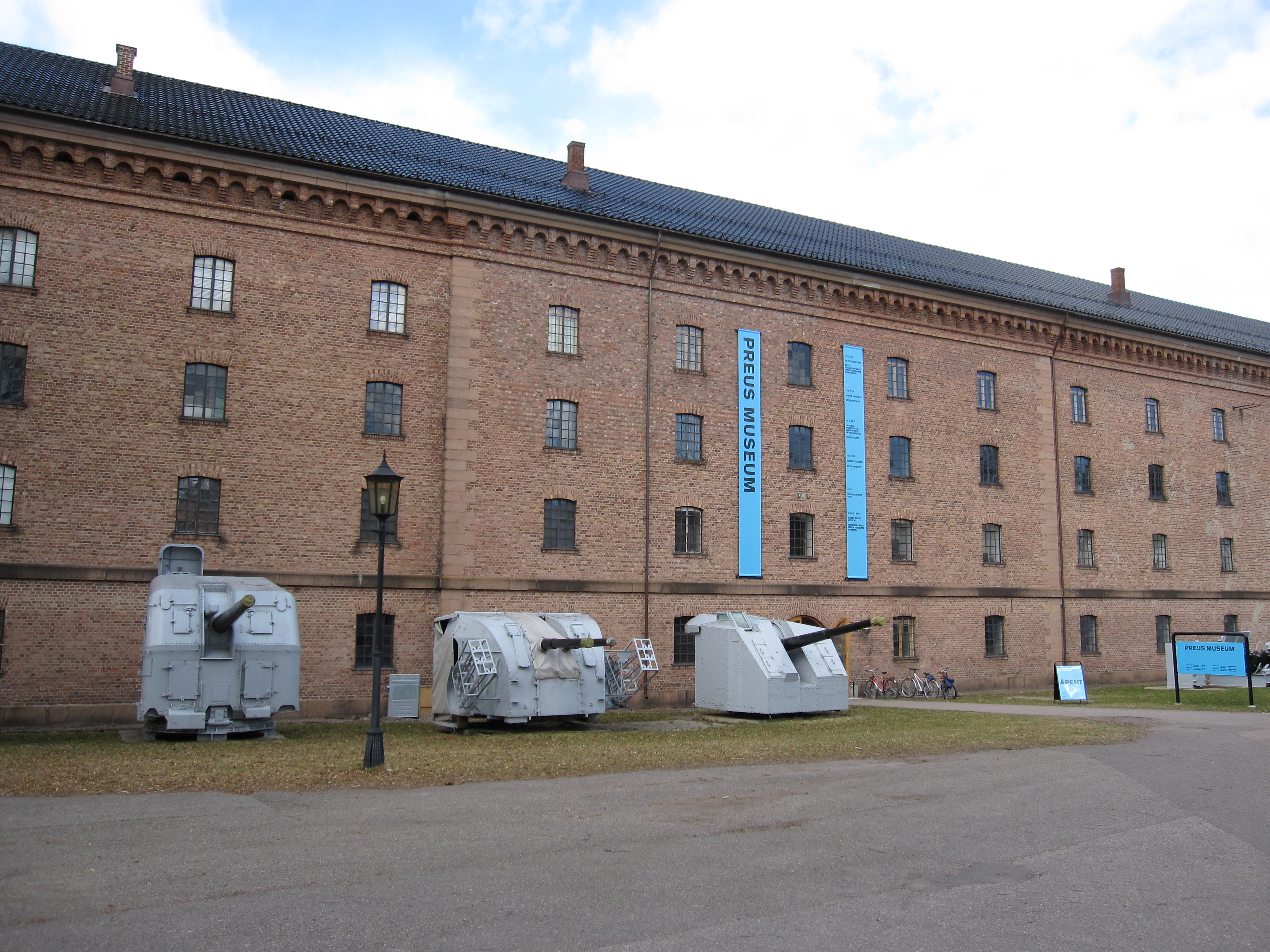
Preus museum v Hortenu

Preus museum, norské muzeum fotografie, bylo založeno rozhodnutím parlamentu v roce 1994. Stát se rozhodl koupit existující Museum fotografie Preus, které založila rodina Leifa Preuse. Je vlastněno státem a má hlavní zodpovědnost za zachování, sbírání a zprostředkování fotografie, se zvláštním důrazem na uměleckou fotografii. Sbírka muzea se skládá z norských i světových fotografií, fotoaparátů a jiných objektů dokládajících historii fotografie. Muzeum také spravuje specializovanou fotografickou knihovnu. V roce 2001 otevřelo novou pobočku v Hortenu u Osla. Mezi další patří Fotografiens Hus – Dům fotografie a Oslo Kamera Klubb – Fotografický klub Oslo založený v roce 1921.
Norská asociace fotografů Norges Fotografforbund.
- Forbundet Frie Fotografer (FFF)
- Norsk Fotografisk Fond (NoFoFo)

## Sbírky
Mezi nejvýznamnější sbírky a fotografické archivy patří:
- Galleri NOR (Norská národní knihovna)[52]
- Norské lidové muzeum (Norsk Folkemuseum, Norské muzeum kulturní historie)
- Sbírka Knuda Knudsena (Univerzita v Bergenu)[53]
- Biletsamlinga (Obrazová sbírka Univerzity v Bergenu)[54]
- Sbírka Roberta Meyera[55]
- Sbírka muzea ve Sverresborgu v Bergenu
- Anno Museum
- Skanzen Kjerringøy handelssted
- Maihaugen
- Bymuseet (Oslo Museum, Oslo City Museum)
- Fotogalleriet Oslo
- Preus museum (Norsk museum for fotografi, Norské muzeum fotografie)[56]
- Valdres Folkemuseum

## Festivaly
Každé léto se v Kristiansundu koná mezinárodní fotografický festival Nordic Light. Velký podíl na image festivalu má jeho umělecký ředitel fotograf Morten Krogvold.